# Mitsubishi Colt
La Mitsubishi Colt est une automobile du constructeur automobile japonais Mitsubishi construite sous 6 générations. Fin 2012, elle est remplacée par la Space Star reprenant le nom d'un monospace ayant existé entre 1998 et 2005. Puis, en 2023, une nouvelle génération de Colt est lancée

## 1962-1971 Mitsubishi Colt 600/800/1000/1100/1200/1500

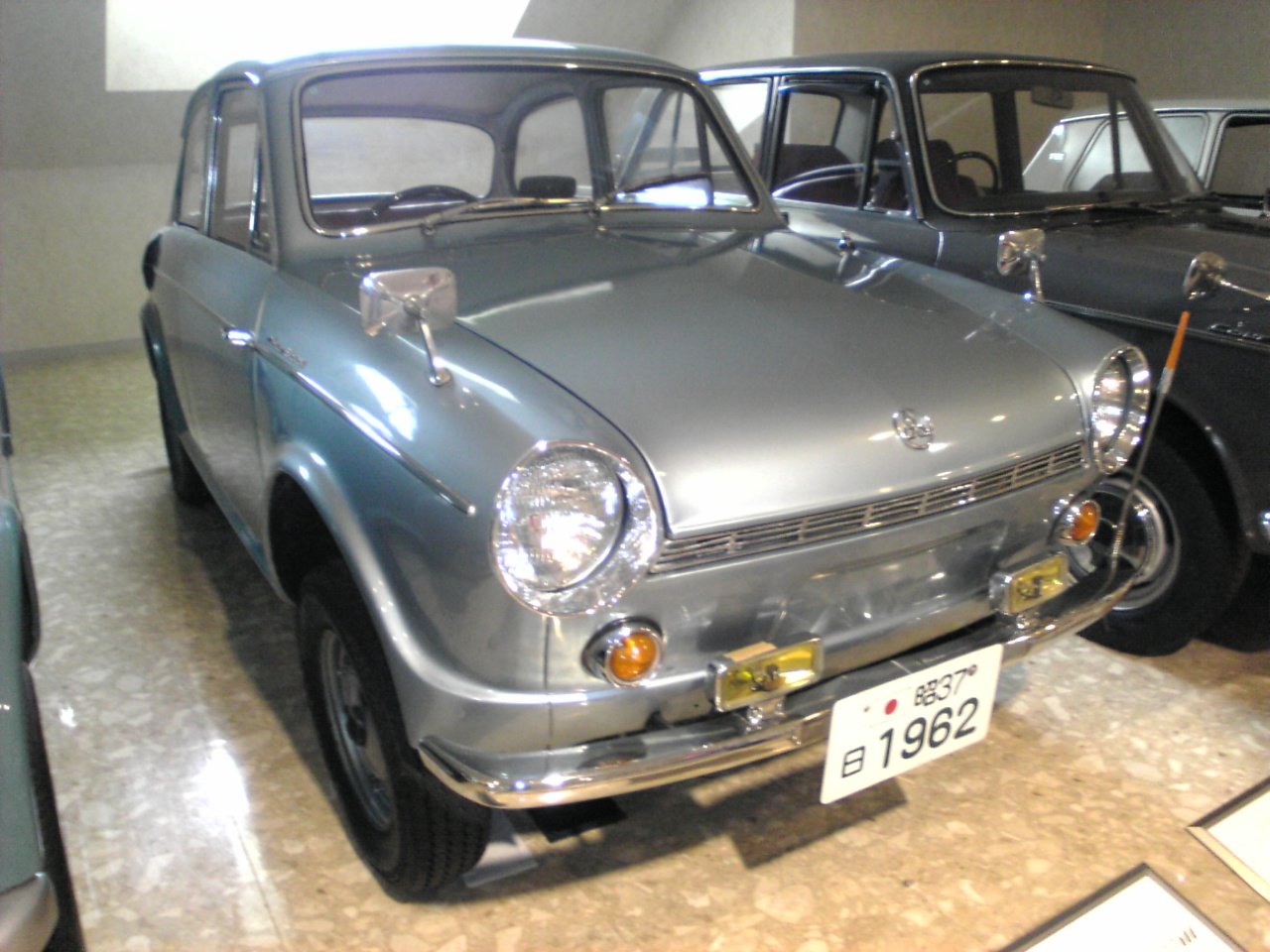
Mitsubishi Colt 600
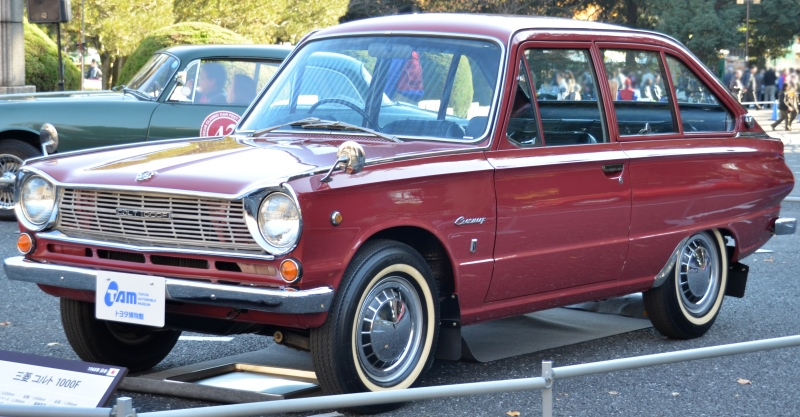
Mitsubishi Colt 1000
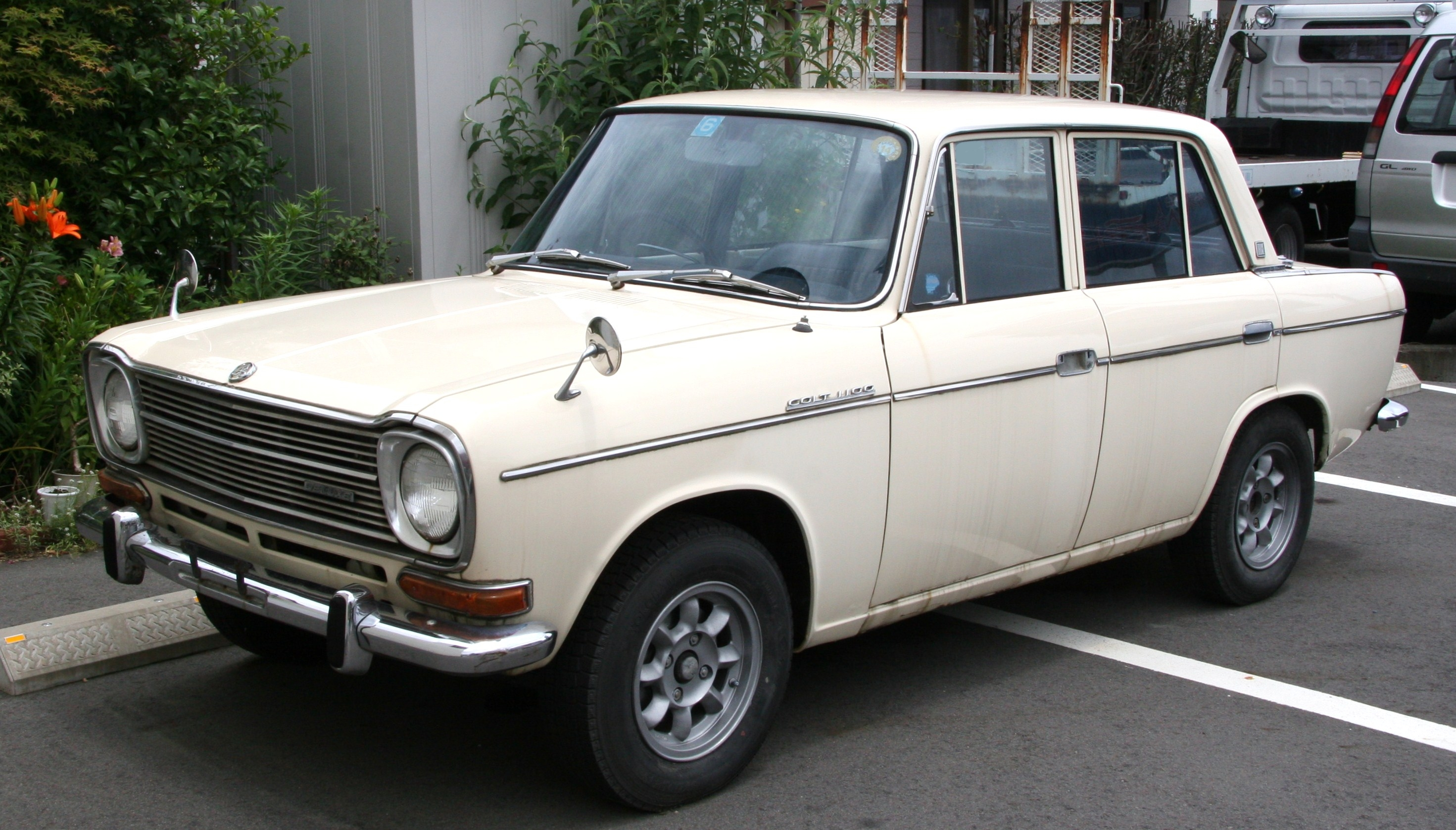
Mitsubishi Colt 1100
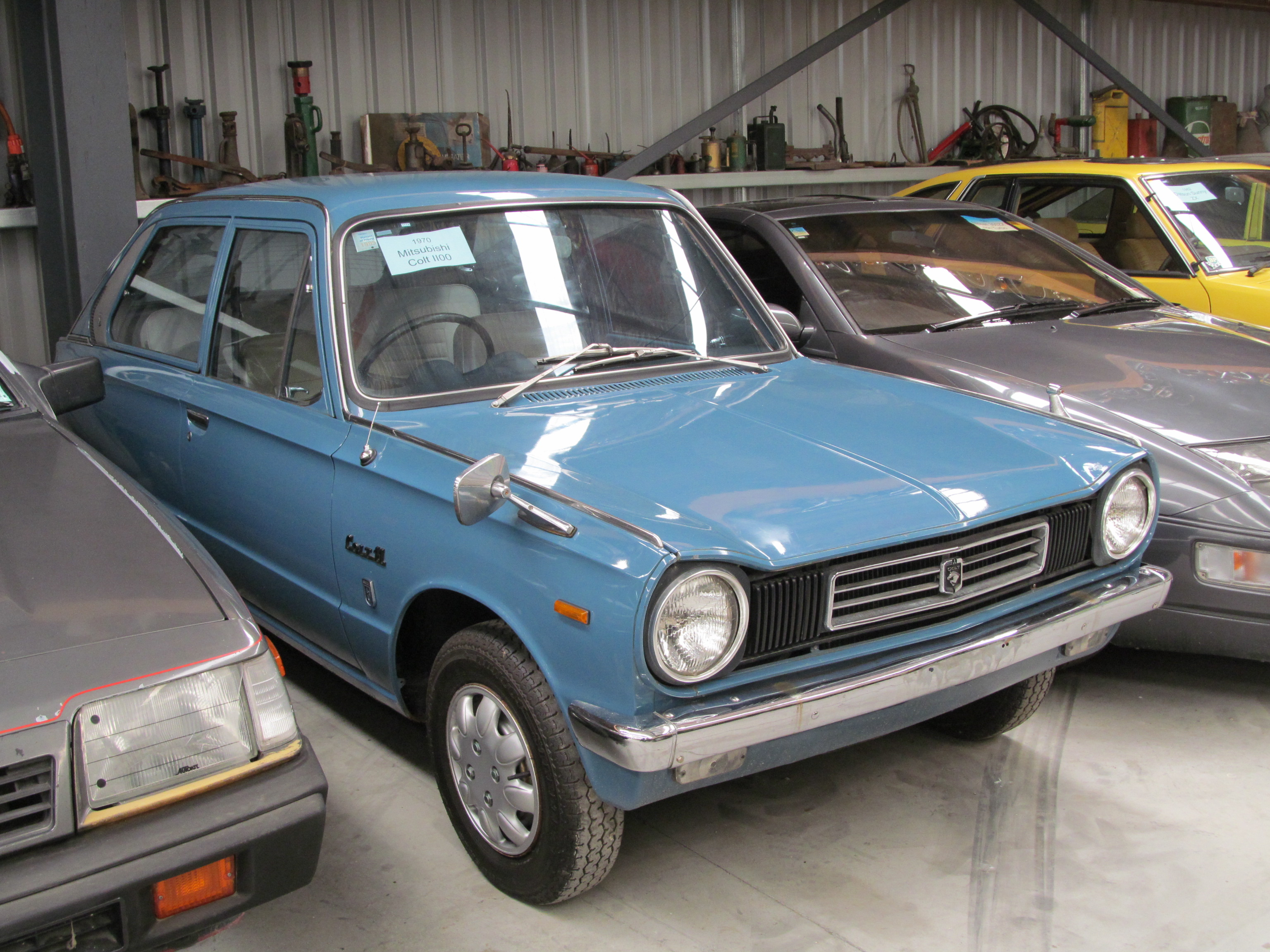
Mitsubishi Colt 1100F
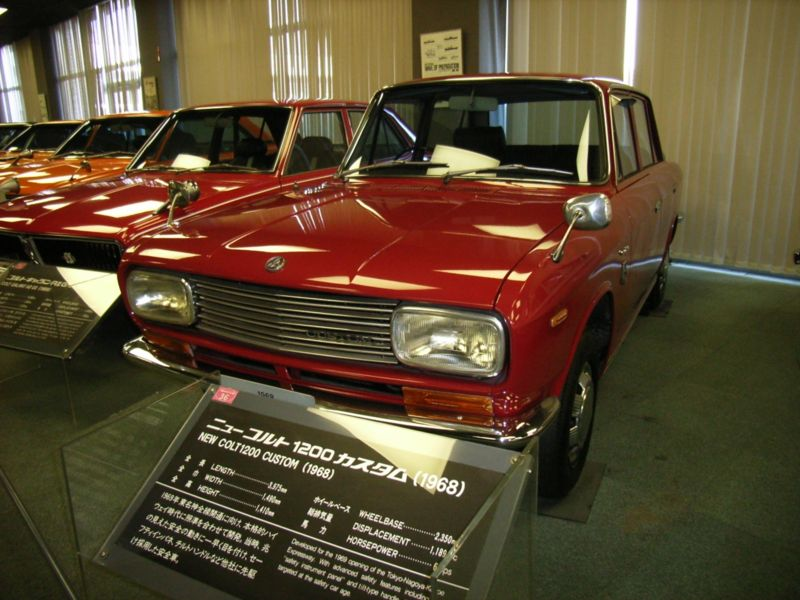
Mitsubishi Colt 1200
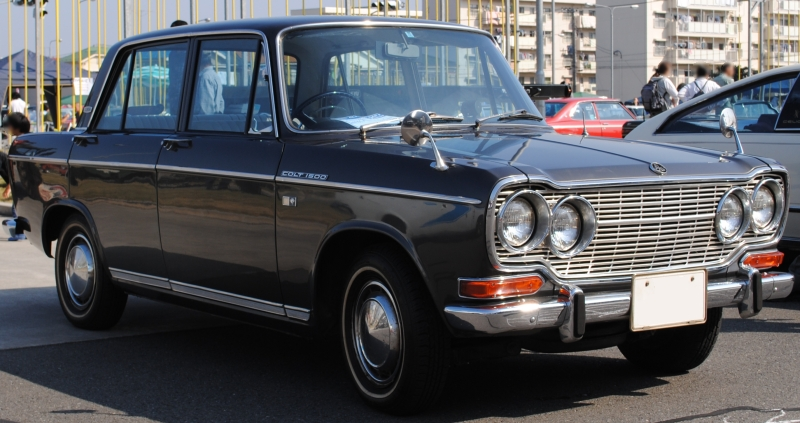
Mitsubishi Colt 1500

Les Mitsubishi Colt 600, 800, 1000, 1100, 1200 et 1500 sont des berlines 4 portes produites par Mitsubishi Motors et commercialisées de 1962 à 1971.

## 1978-2003 Mitsubishi Colt/Mirage
La Mitsubishi Colt est aussi le nom européen de la polyvalente Mitsubishi Mirage, utilisé par les cinq générations de cette voiture de 1978 à 2003.

### Première génération (1978-1982)

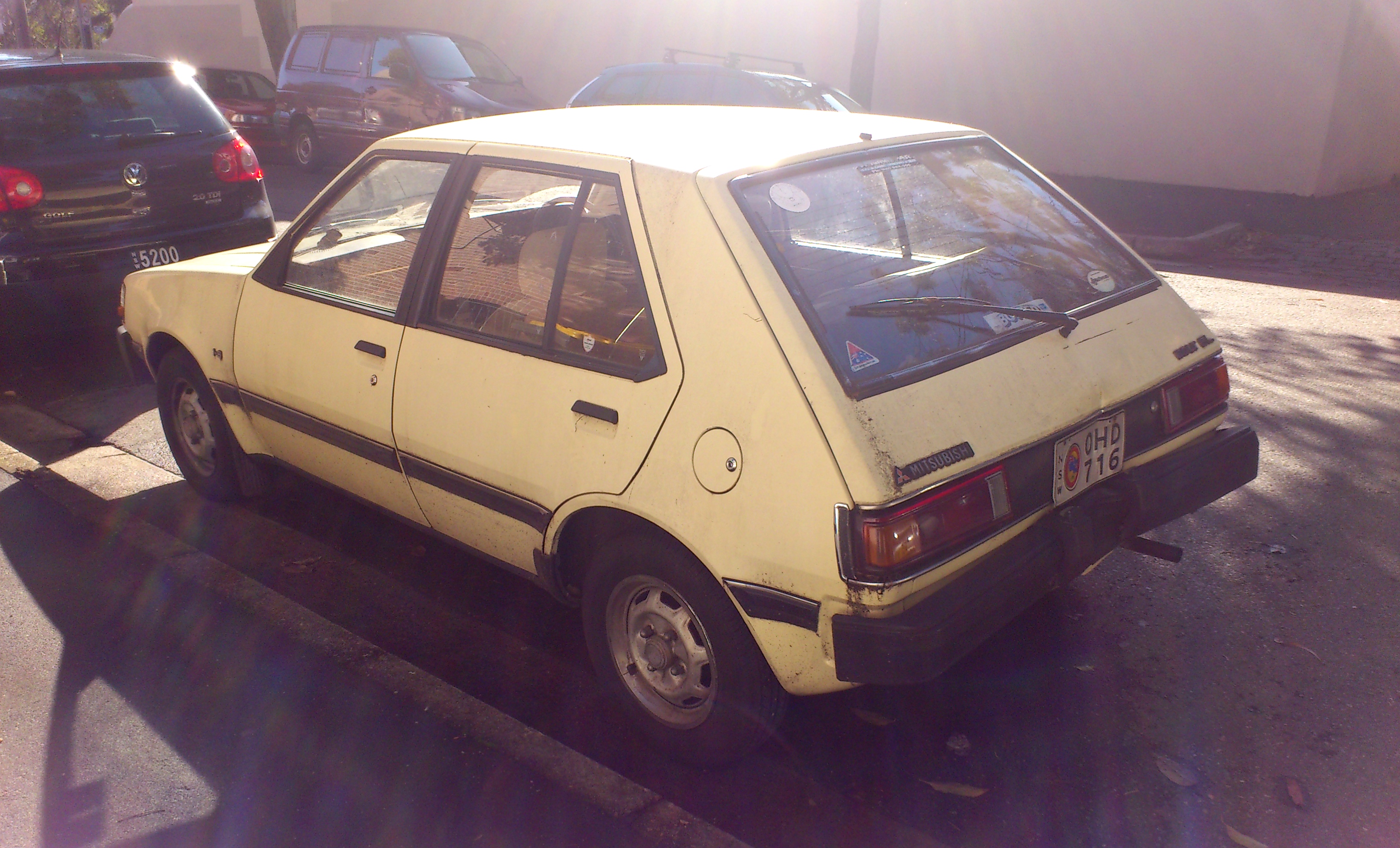
Mitsubishi Colt I face arrière.

#### Galerie

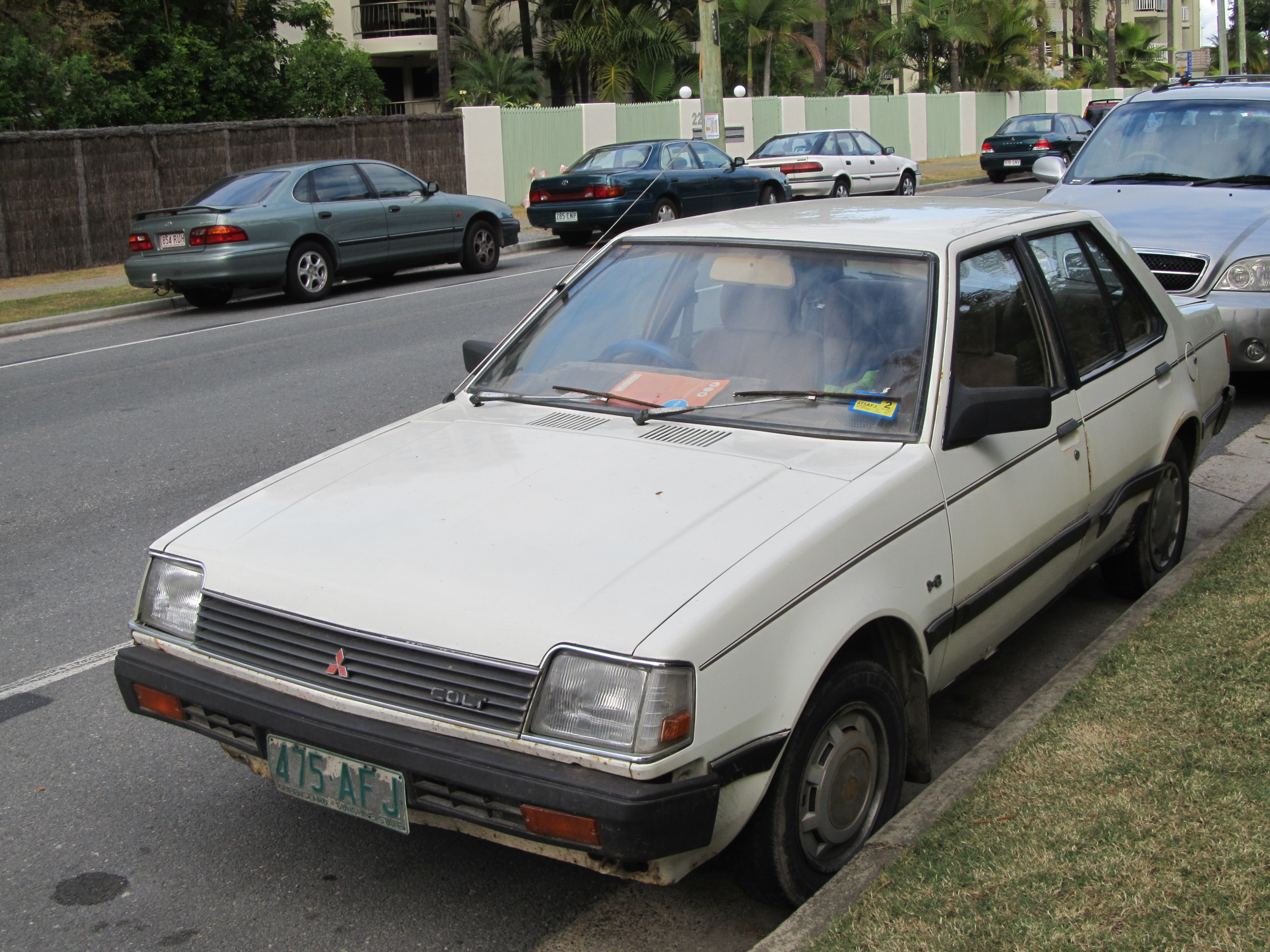
Mitsubishi Colt I 4 portes
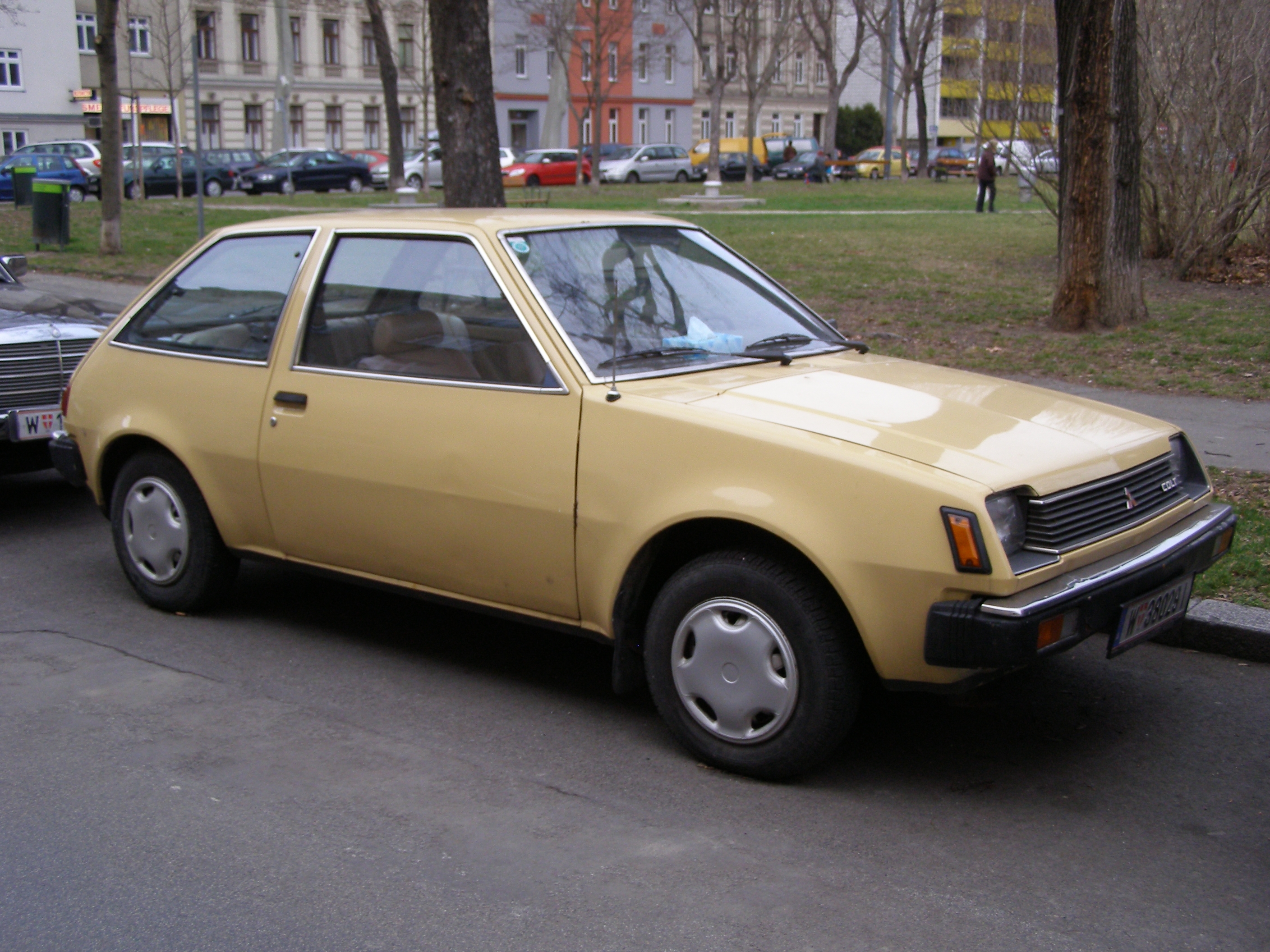
Mitsubishi Colt I 3 portes
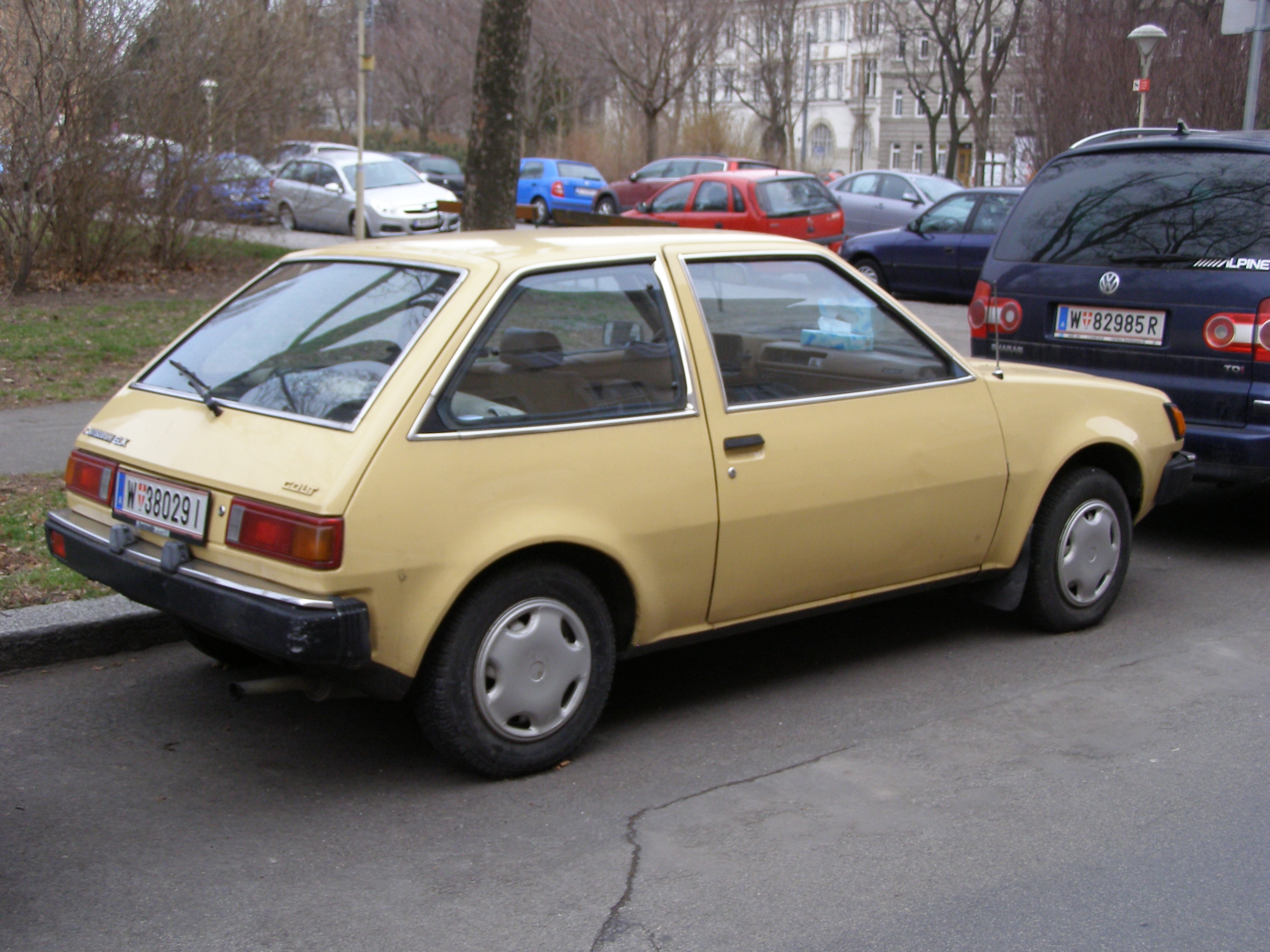
Mitsubishi Colt I 3 portes
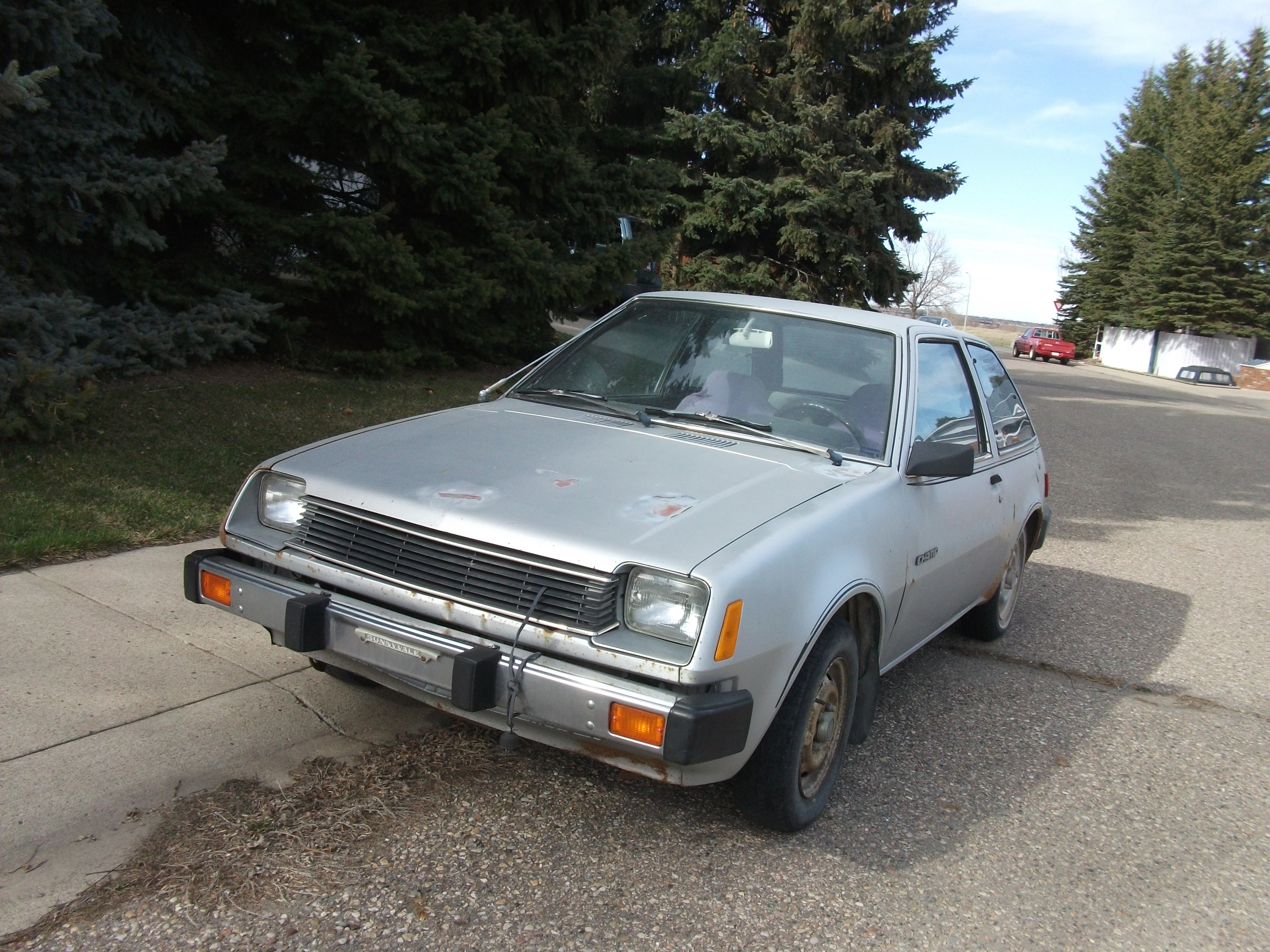
Plymouth Champ
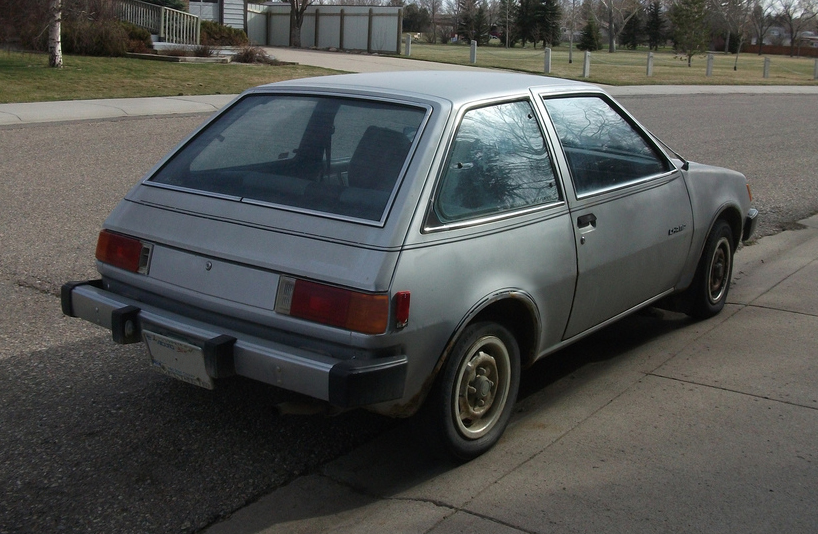
Plymouth Champ
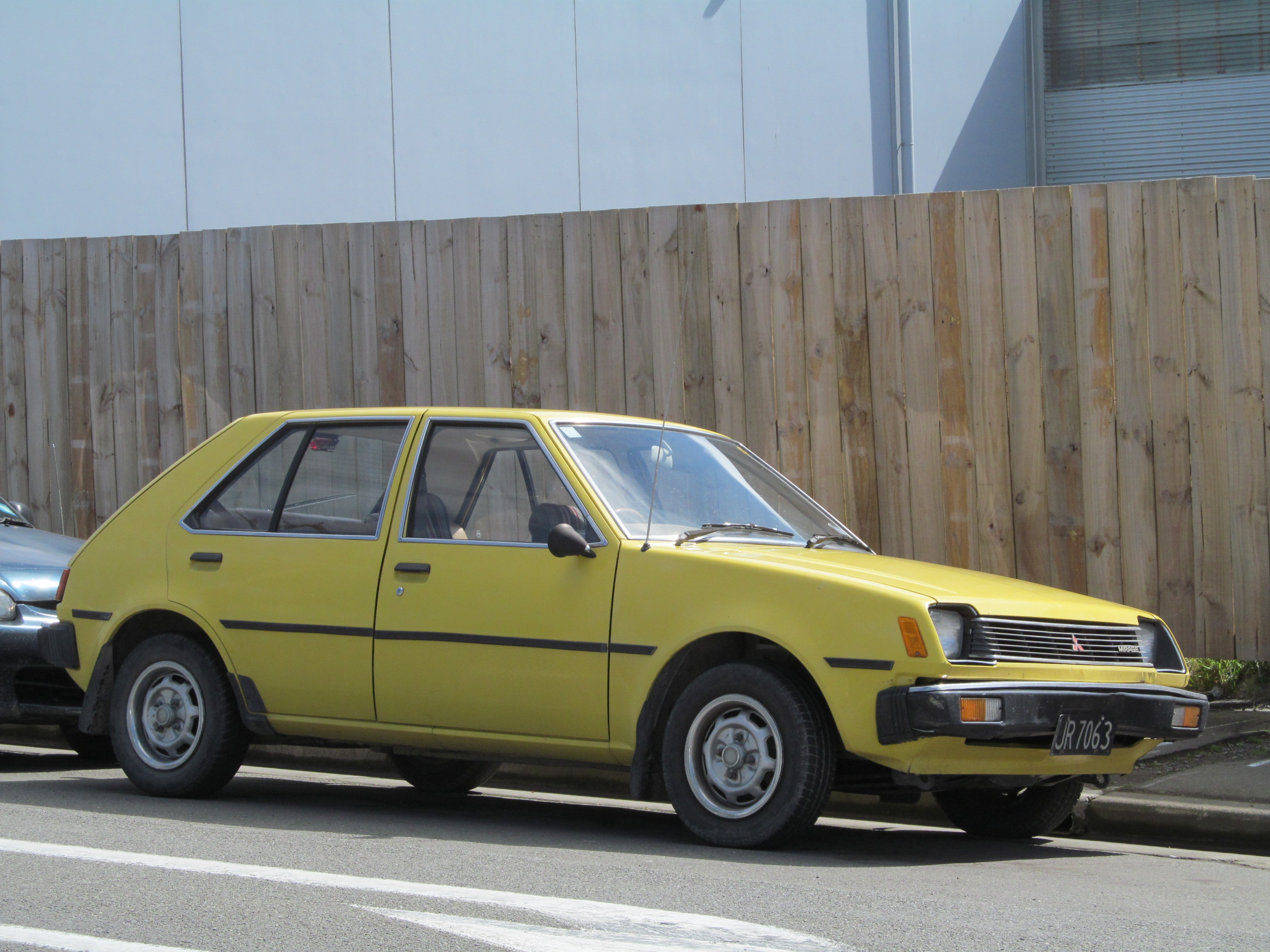
Mitsubishi Mirage 5 portes

### Seconde génération (1983-1987)

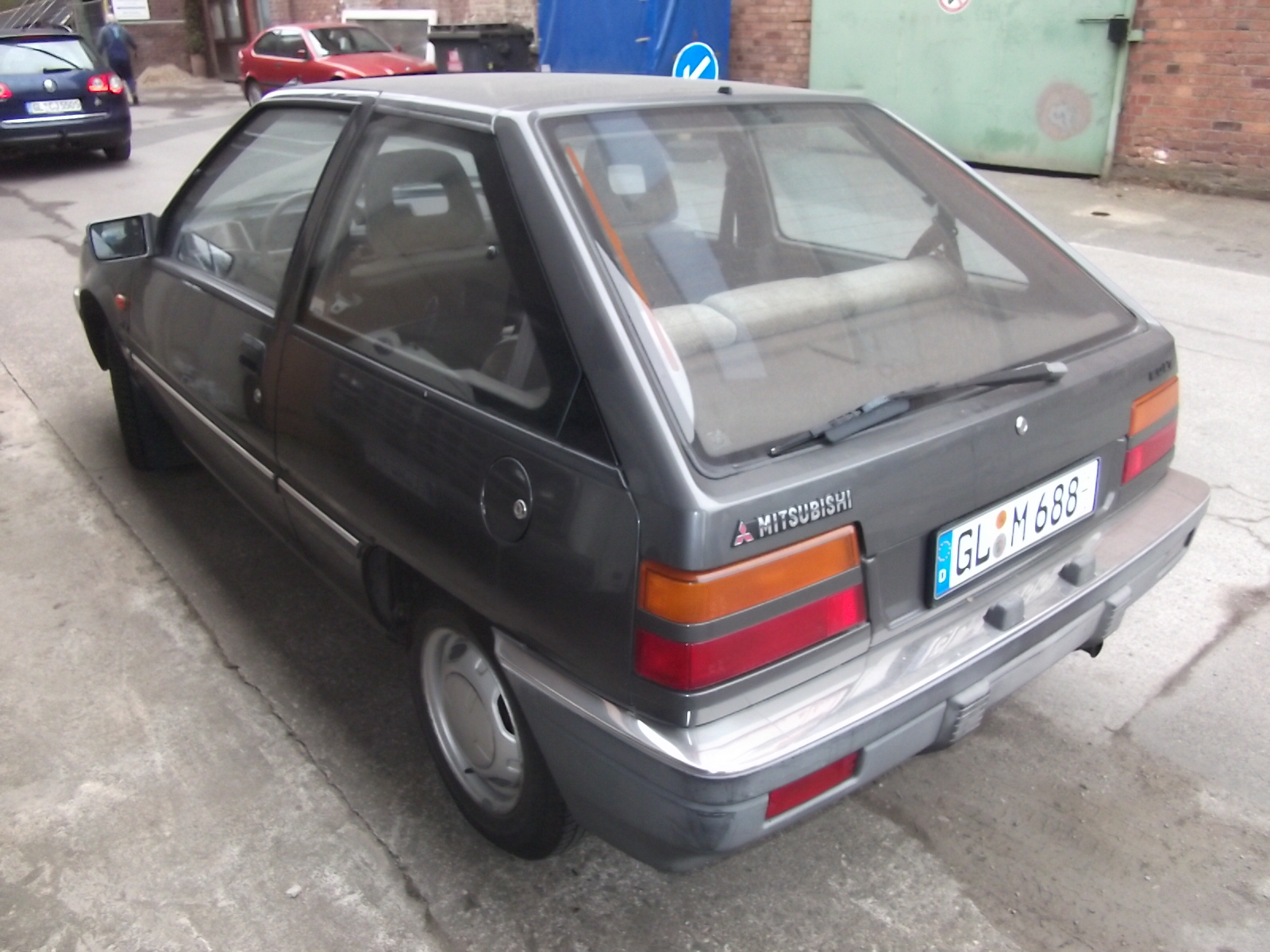
Mitsubishi Colt II Face arrière

#### Galerie

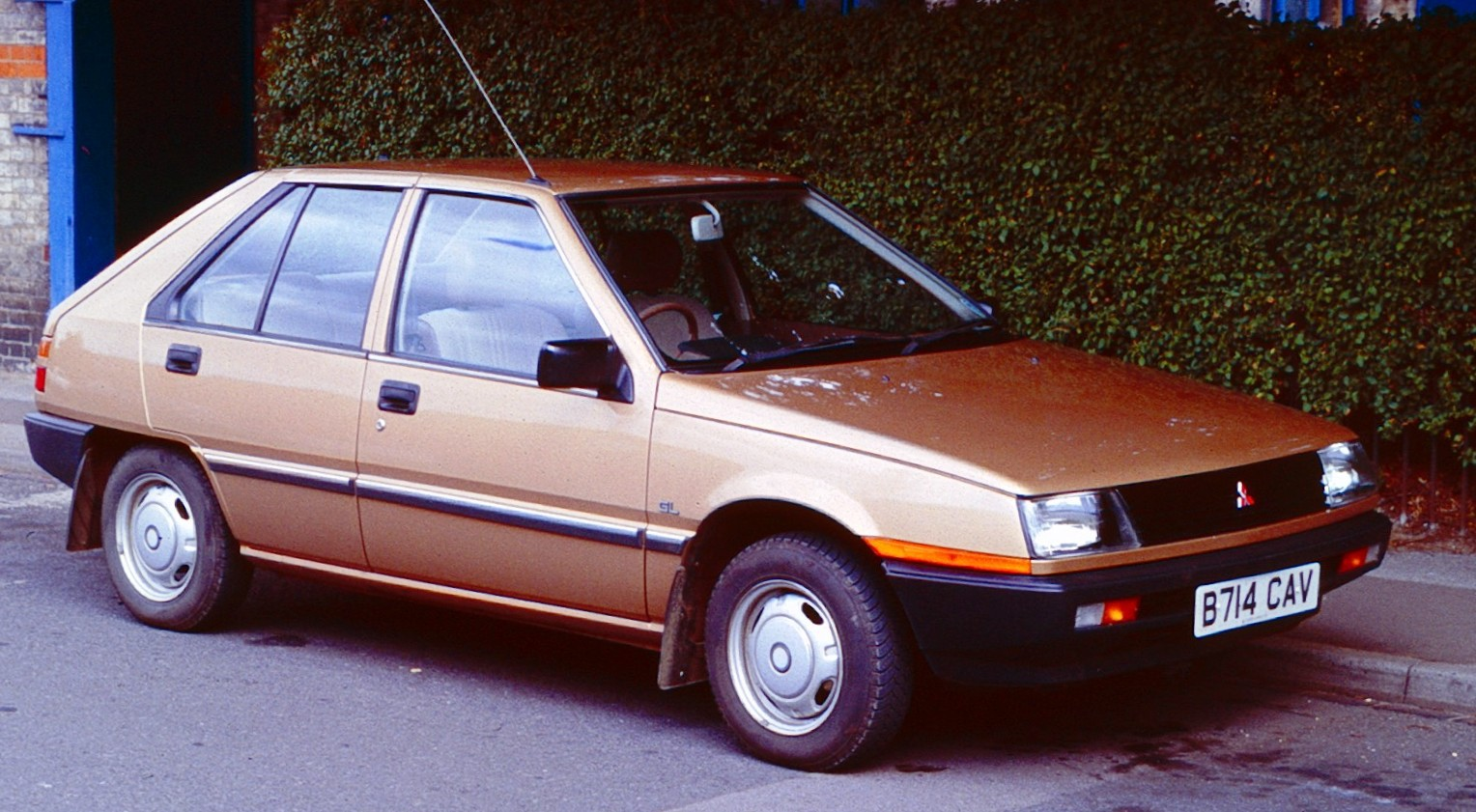
Mitsubishi Lancer II 5 portes
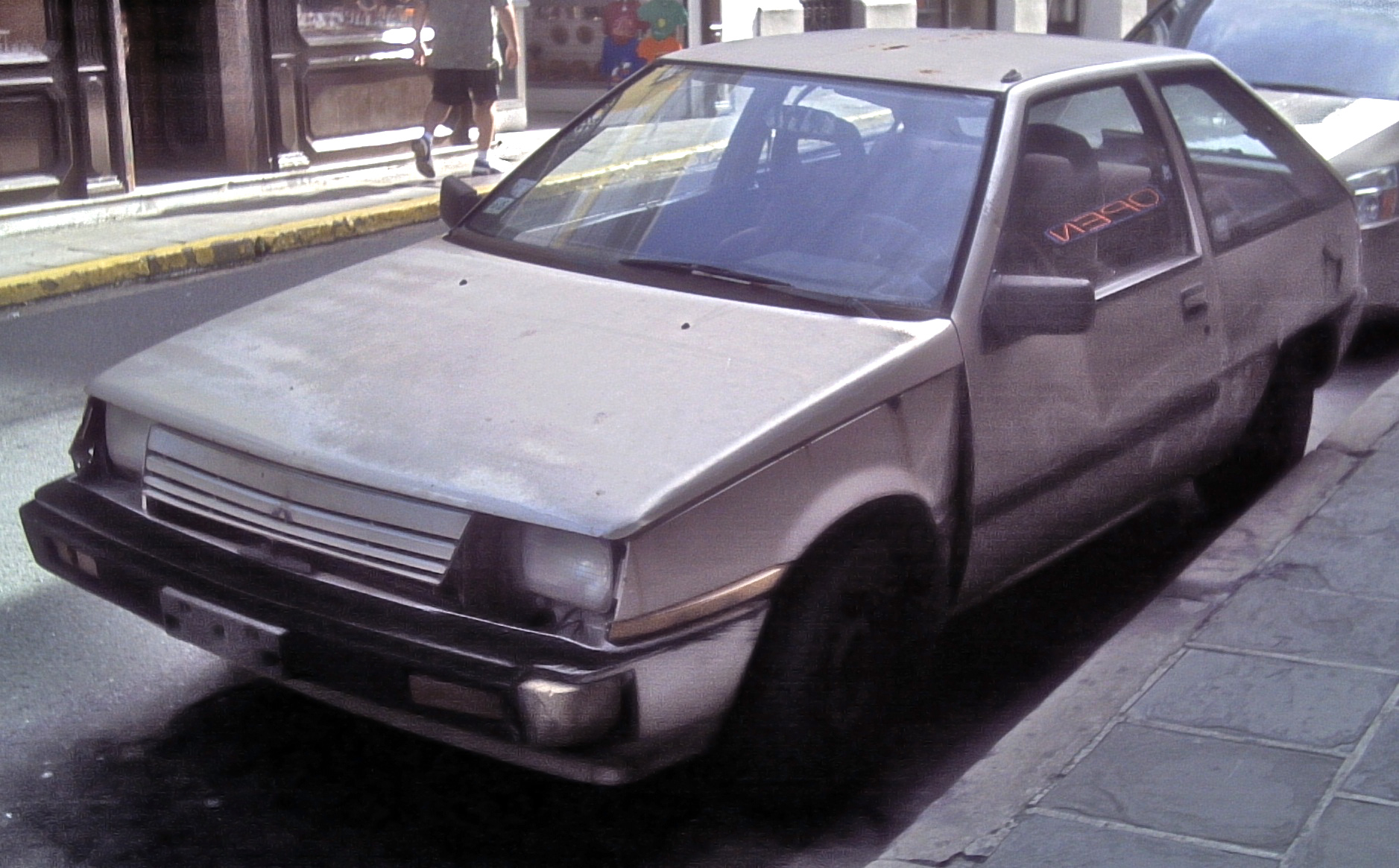
Mitsubishi Mirage II 3 portes
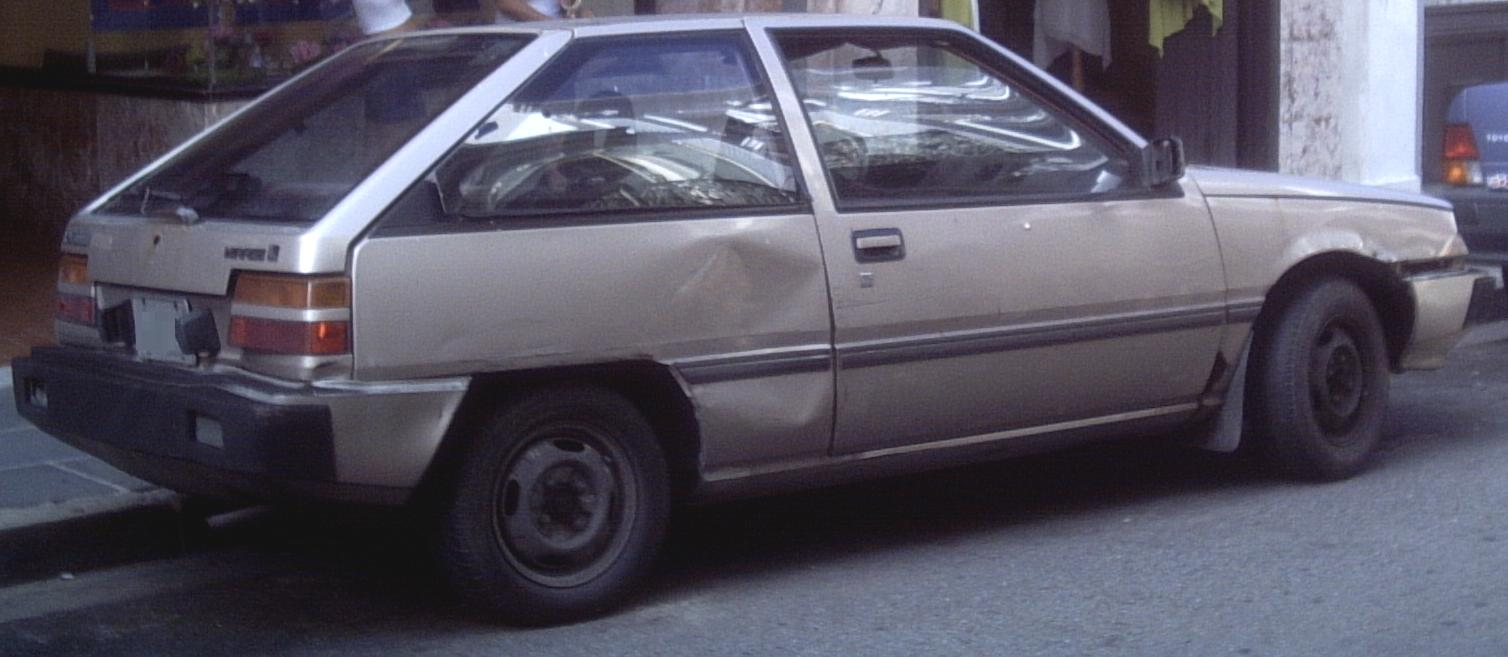
Mitsubishi Mirage II 3 portes
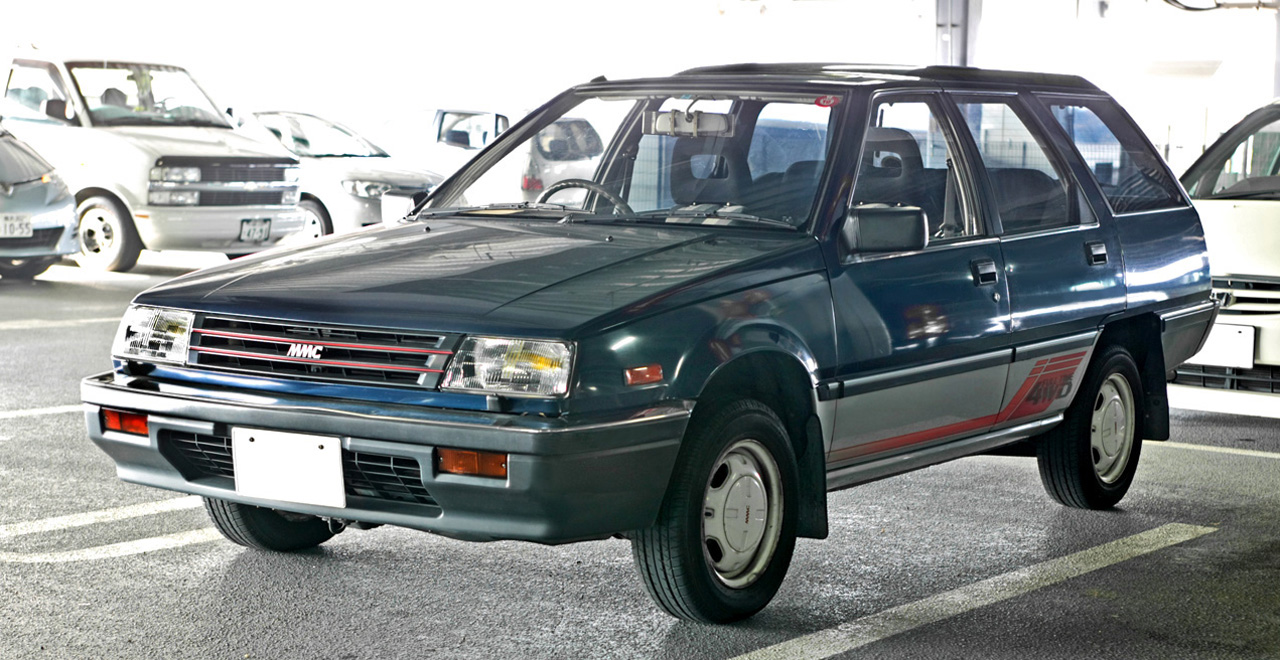
Mitsubishi Mirage Break
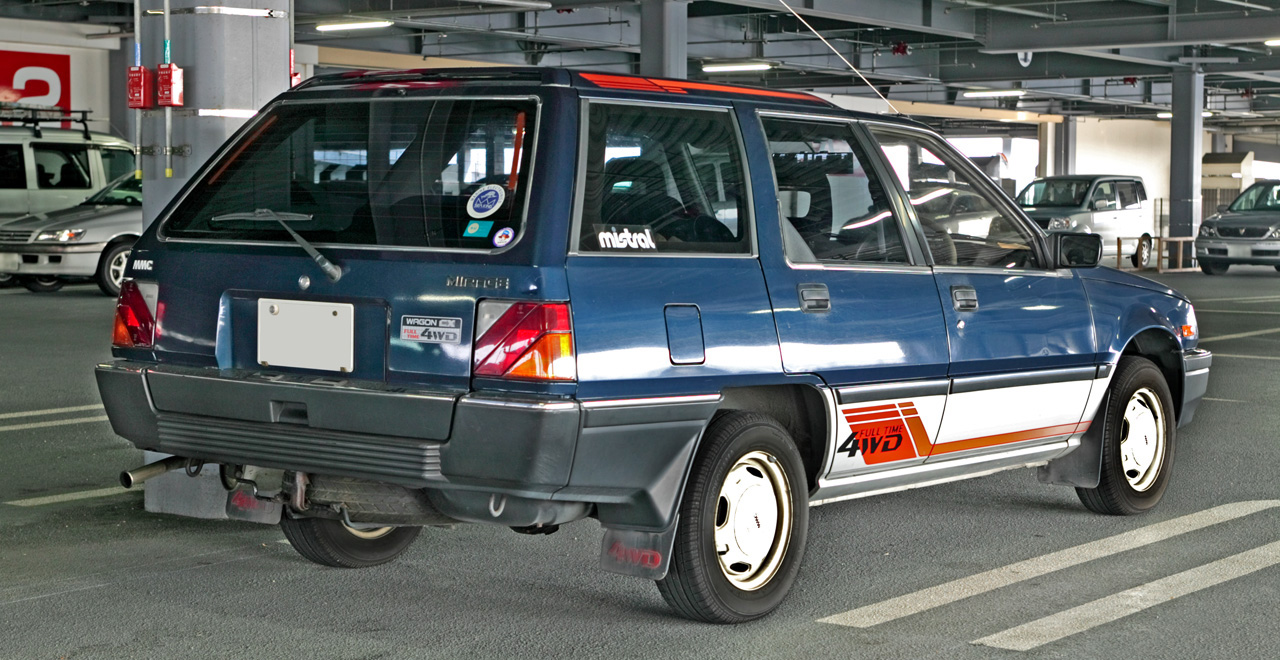
Mitsubishi Mirage Break
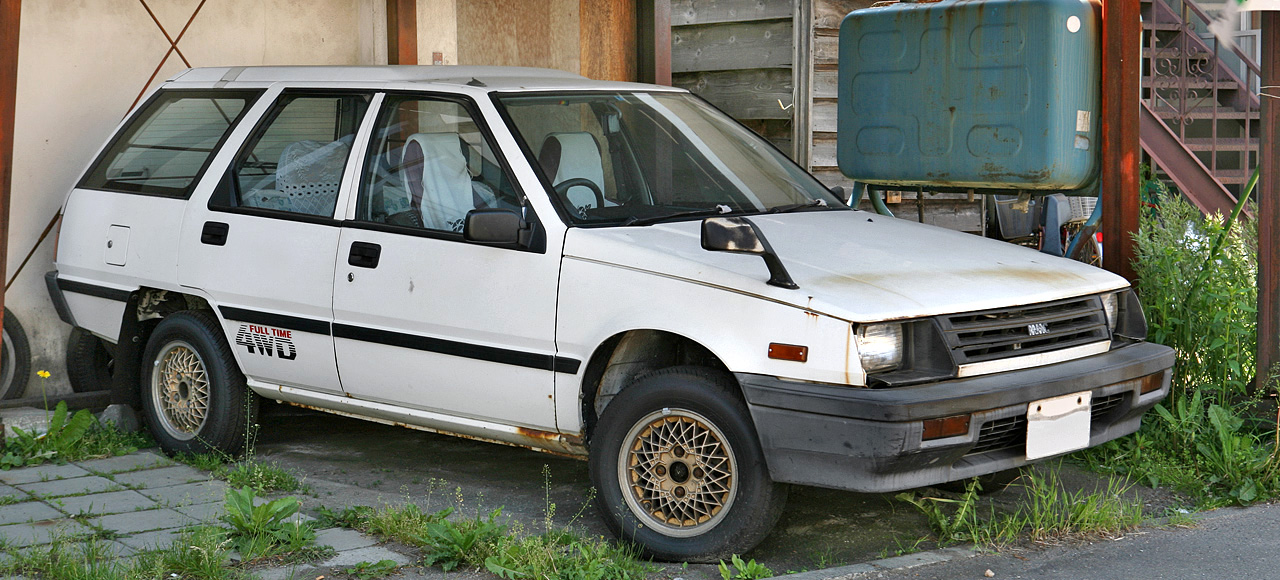
Mitsubishi Mirage Van
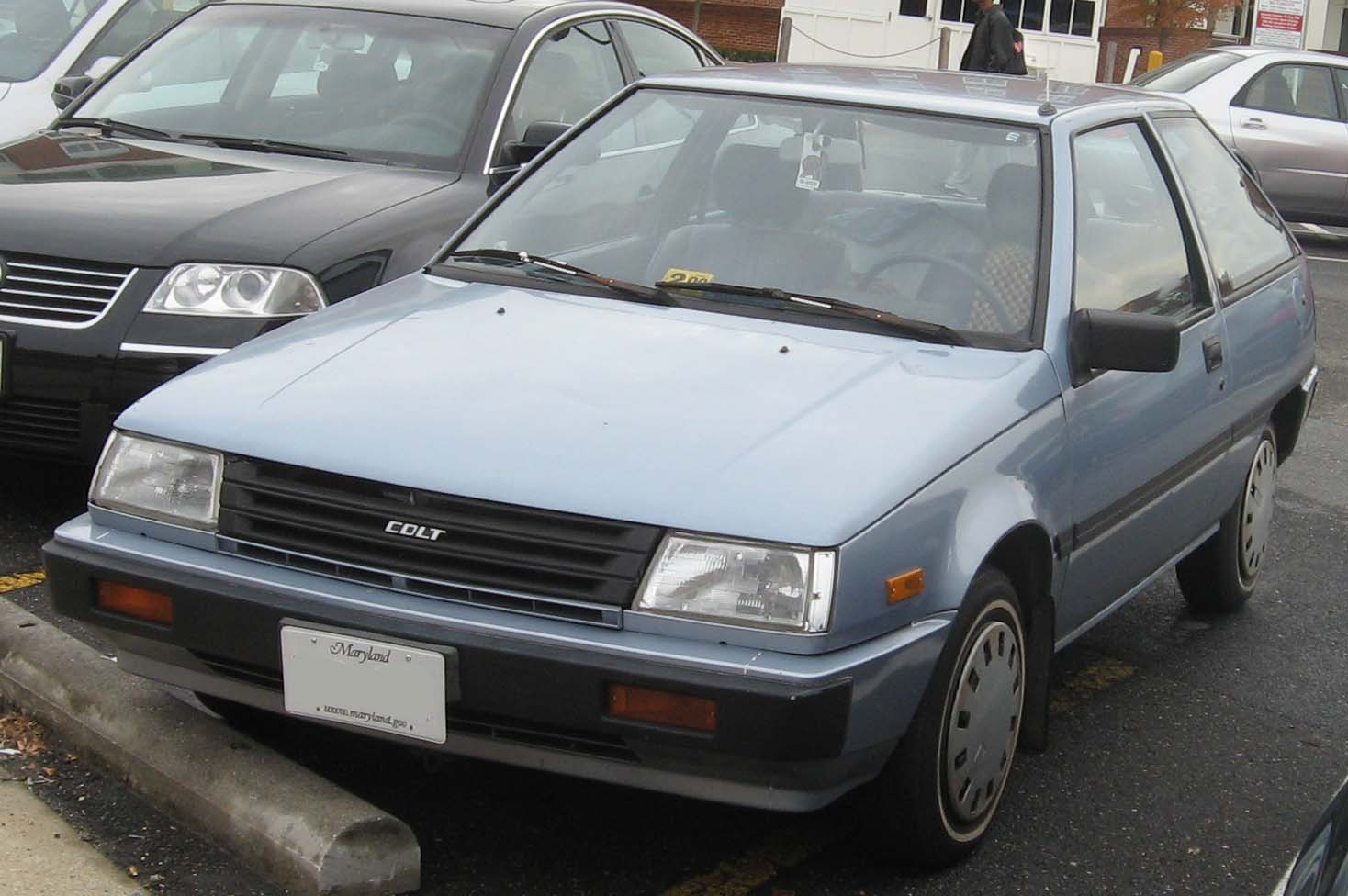
Dodge Colt II 3 portes
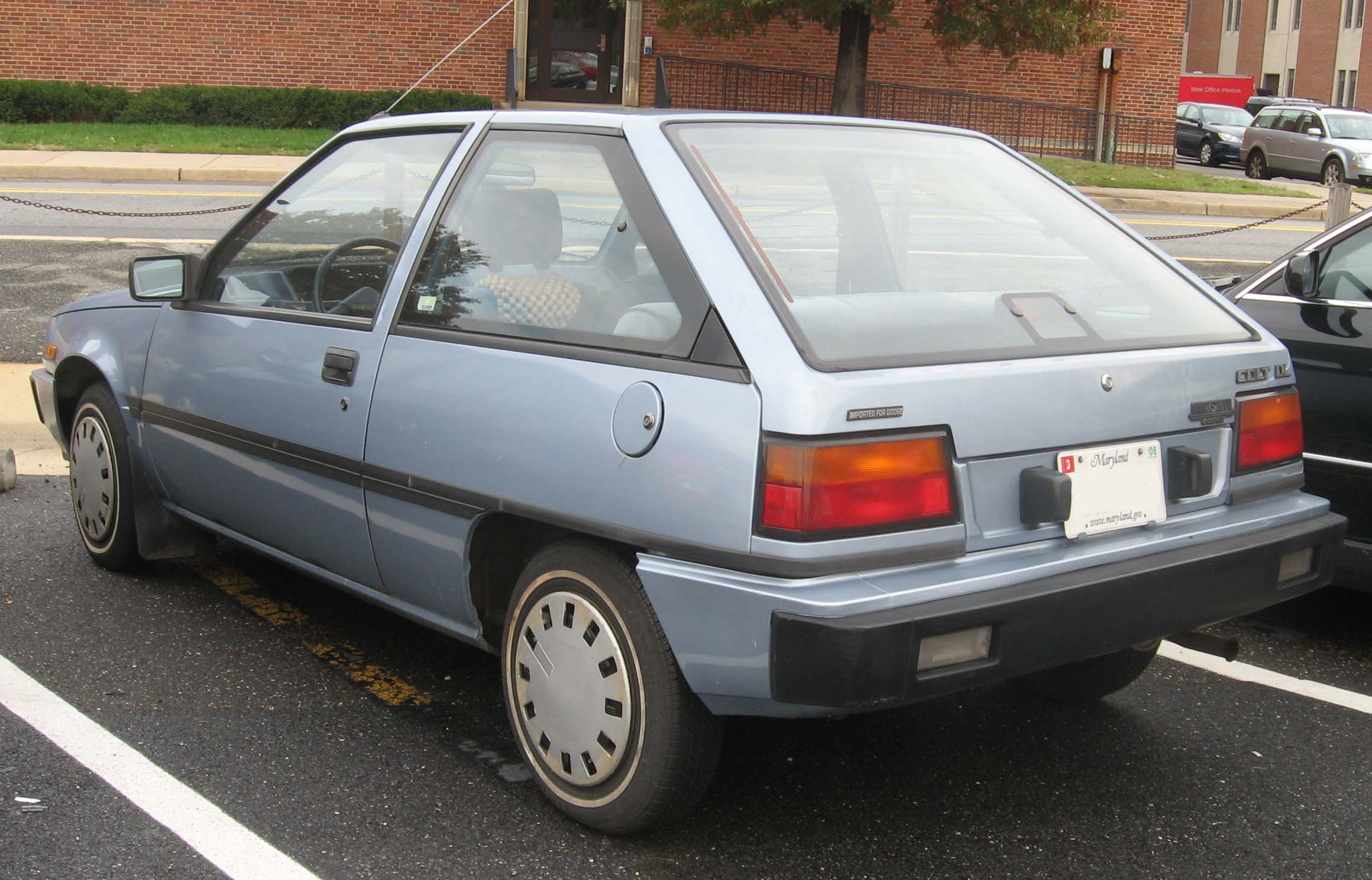
Dodge Colt II 3 portes
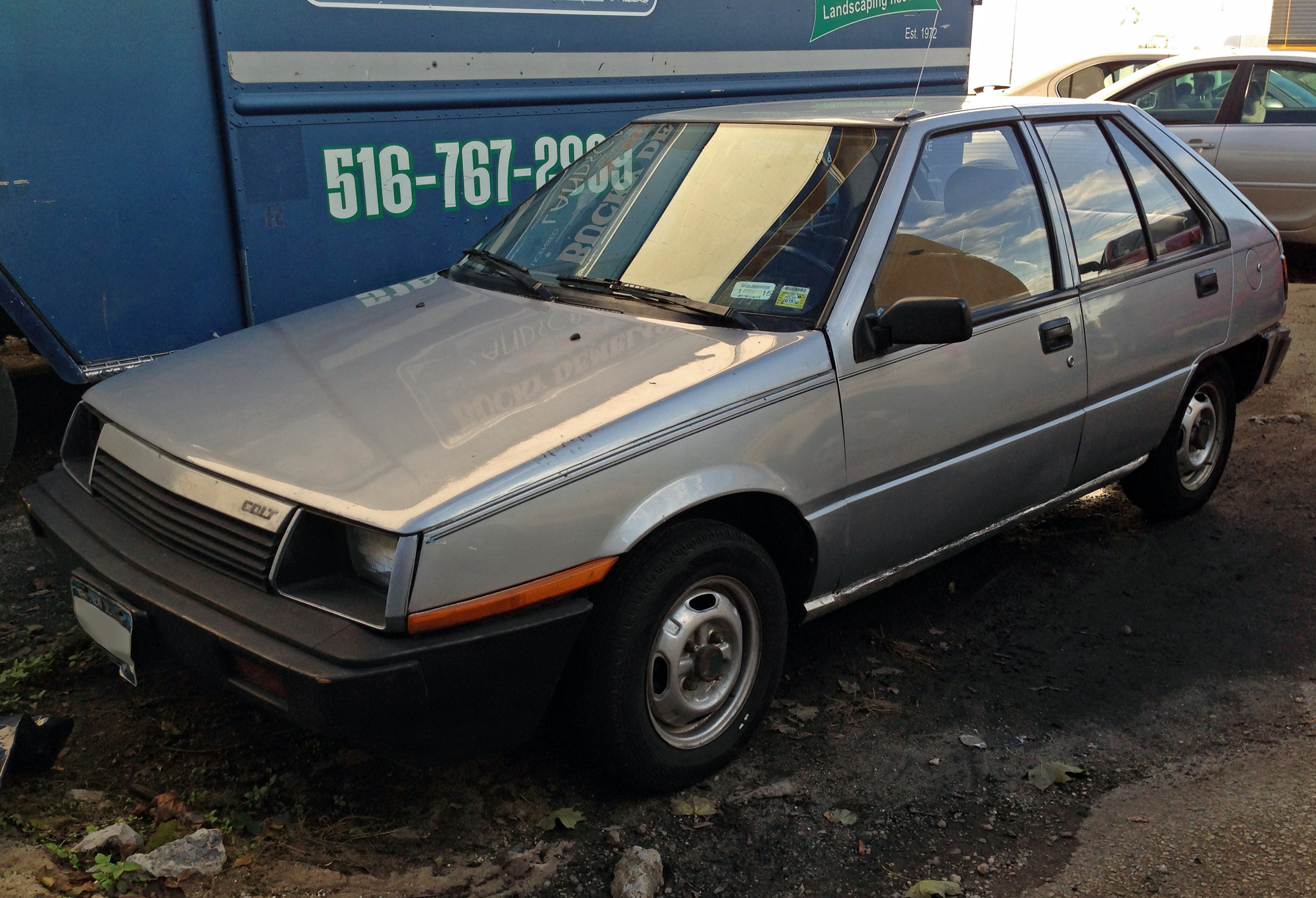
Dodge Colt II 5 portes
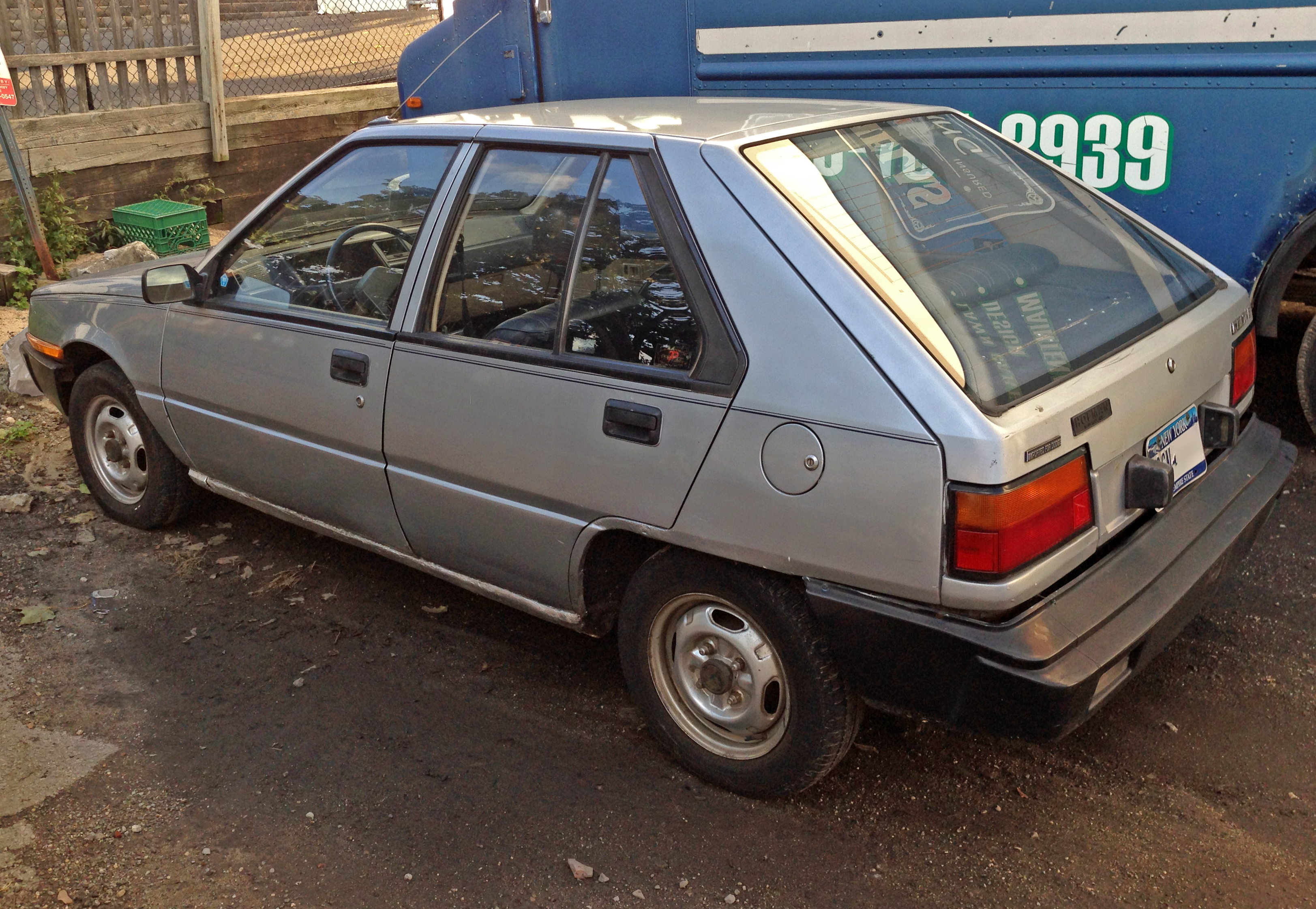
Dodge Colt II 5 portes
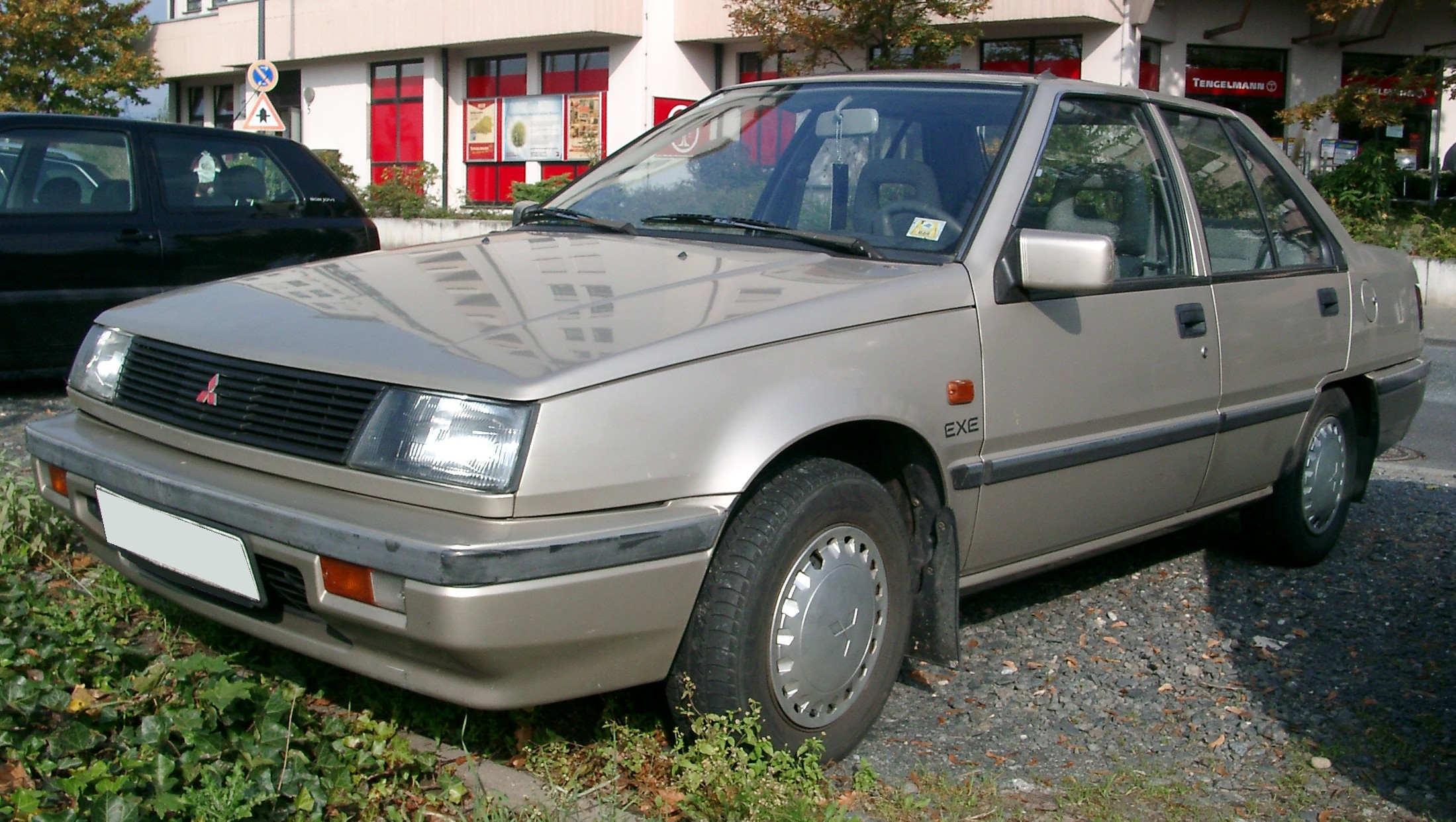
Mitsubishi Lancer II 4 portes
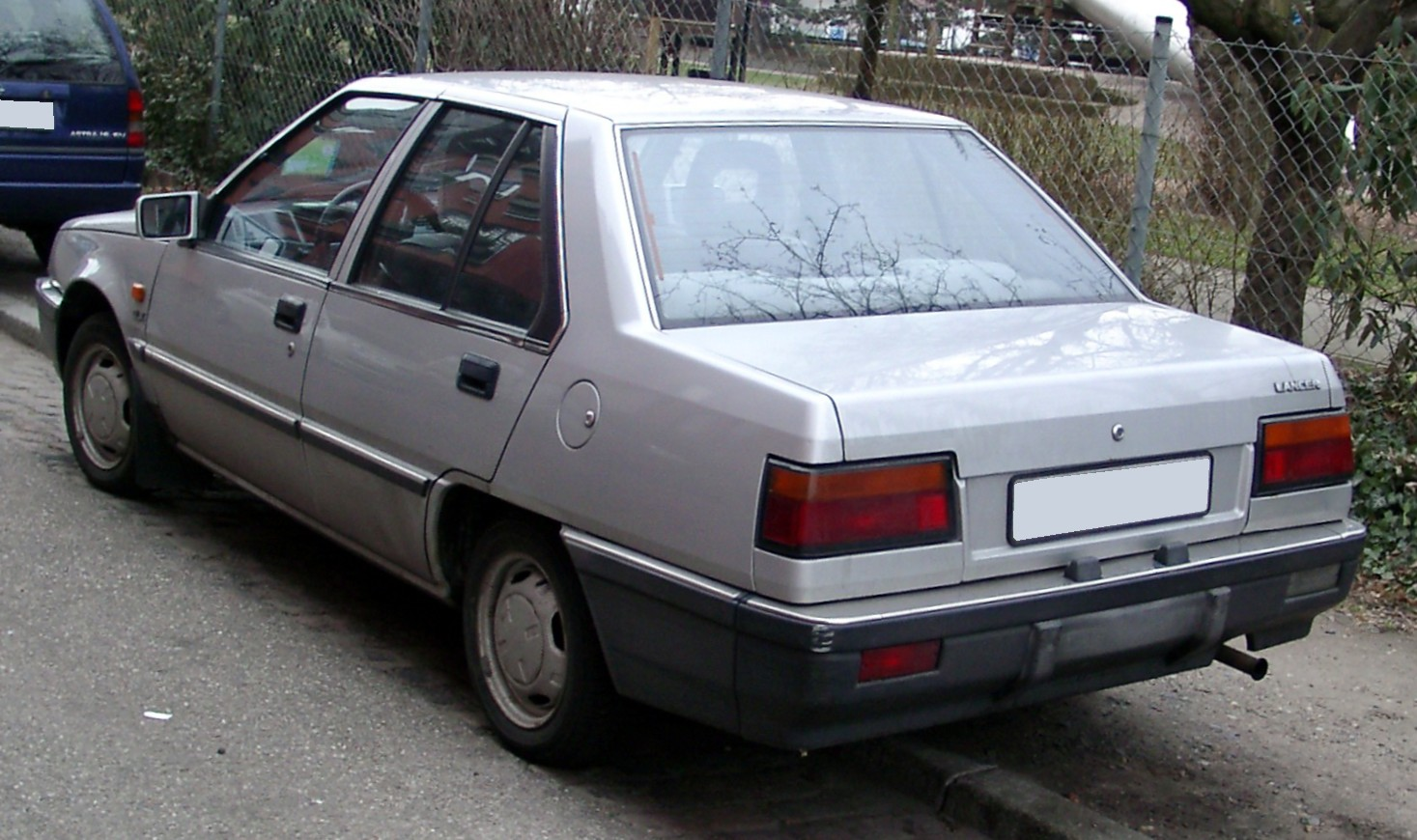
Mitsubishi Lancer II 4 portes
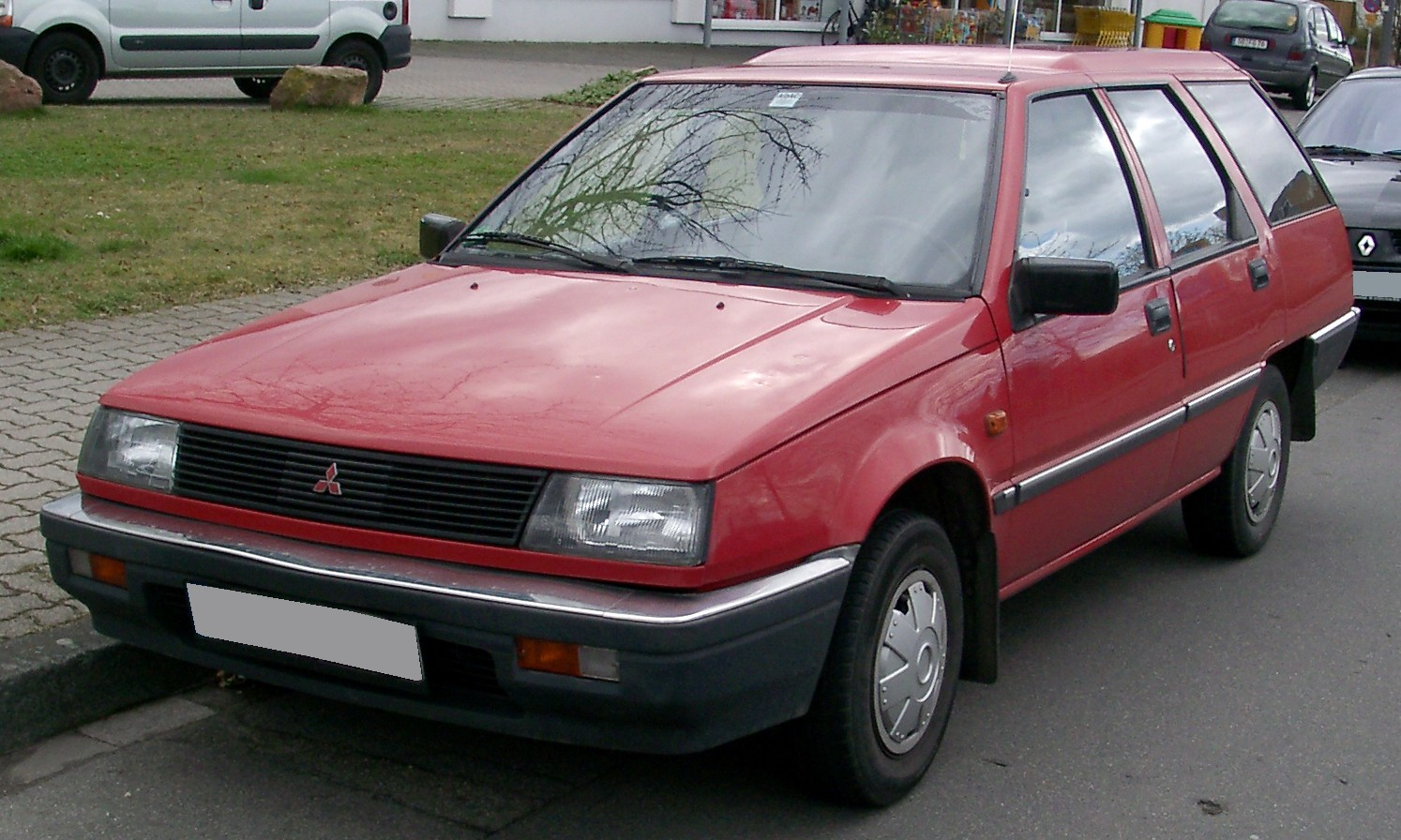
Mitsubishi Lancer II Break
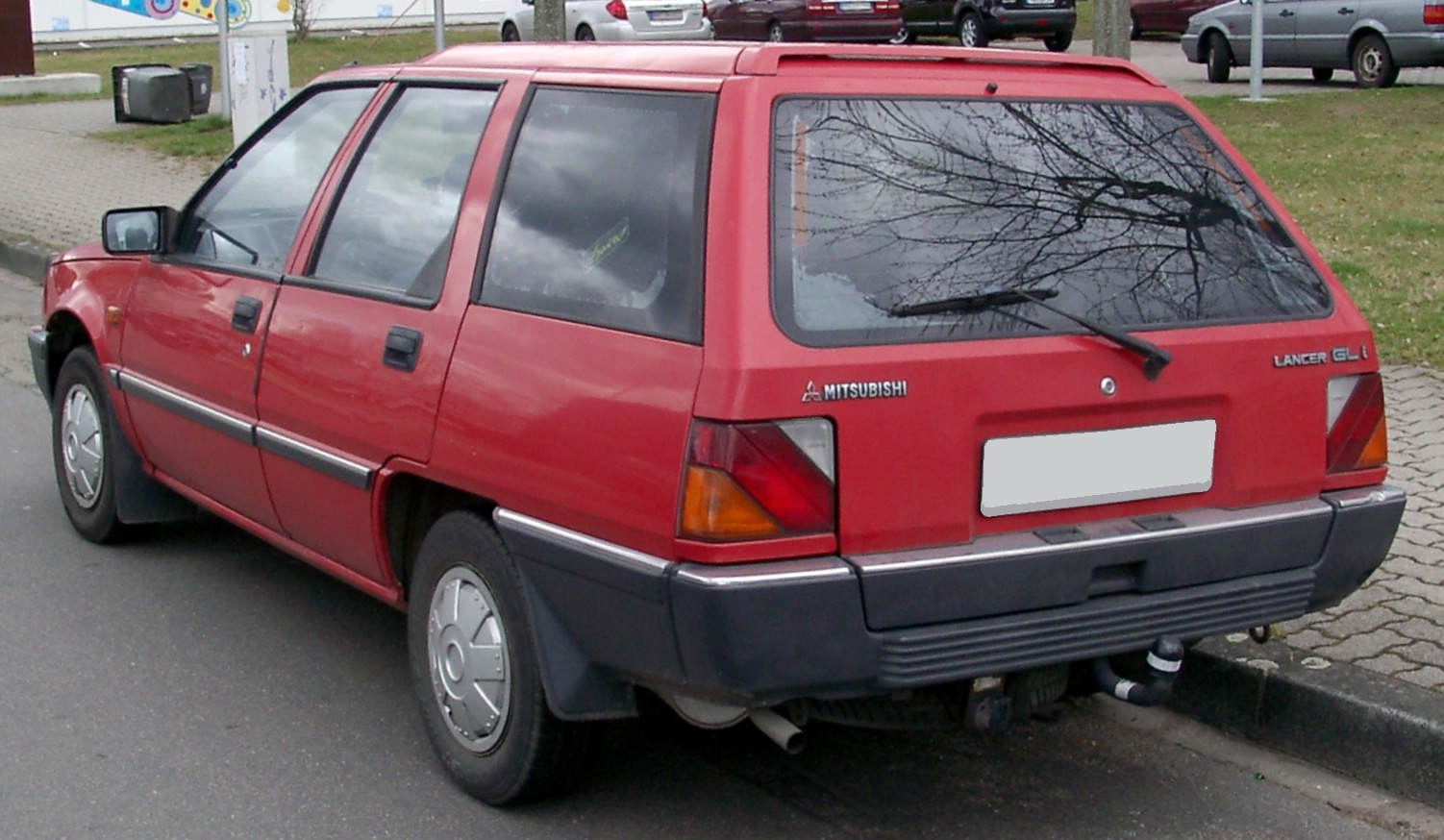
Mitsubishi Lancer II Break

### Troisième génération (1987-1991)

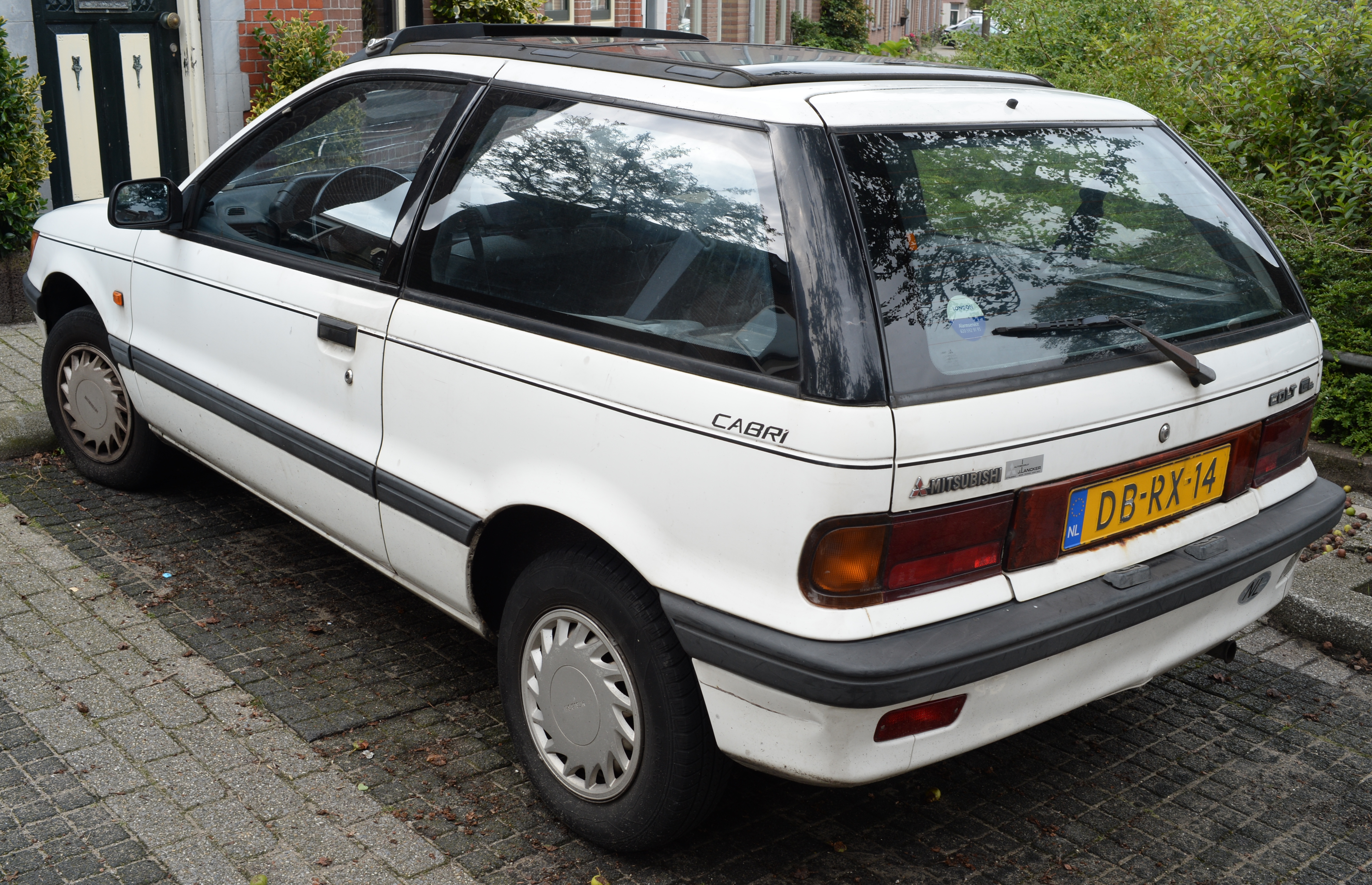
Mitsubishi Colt III Face arrière

#### Galerie

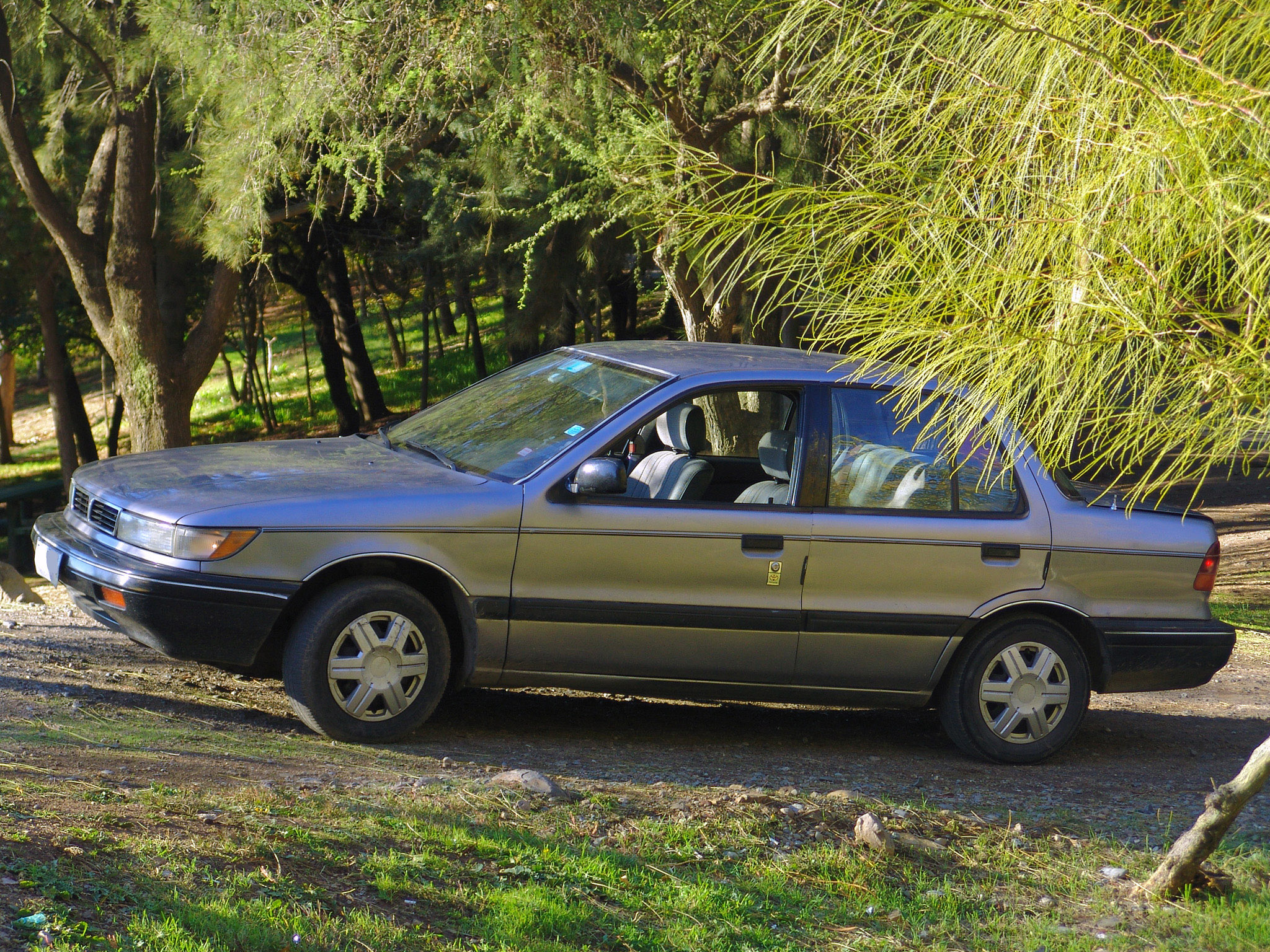
Mitsubishi Mirage III 4 portes
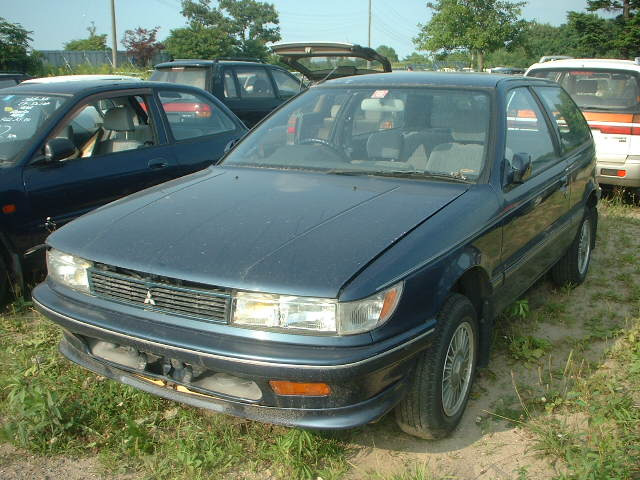
Mitsubishi Mirage III 3 portes
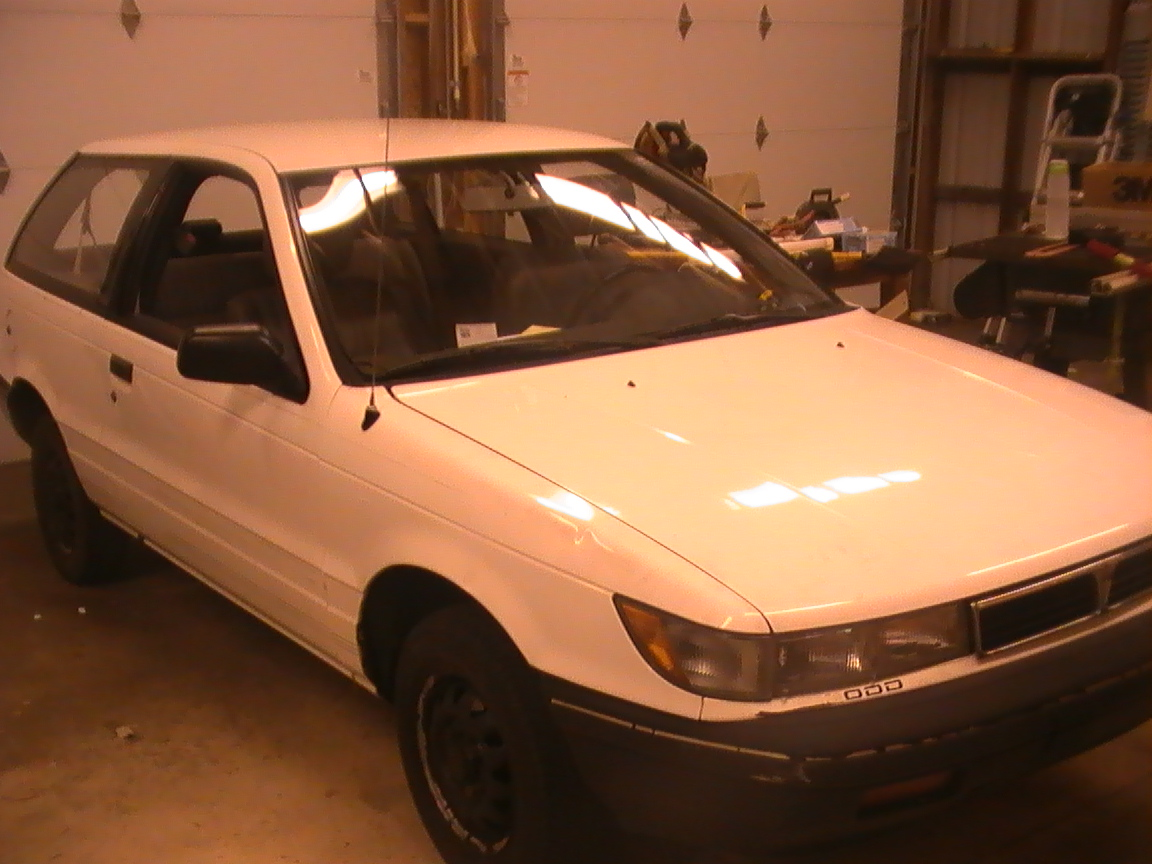
Dodge Colt VI 3 portes
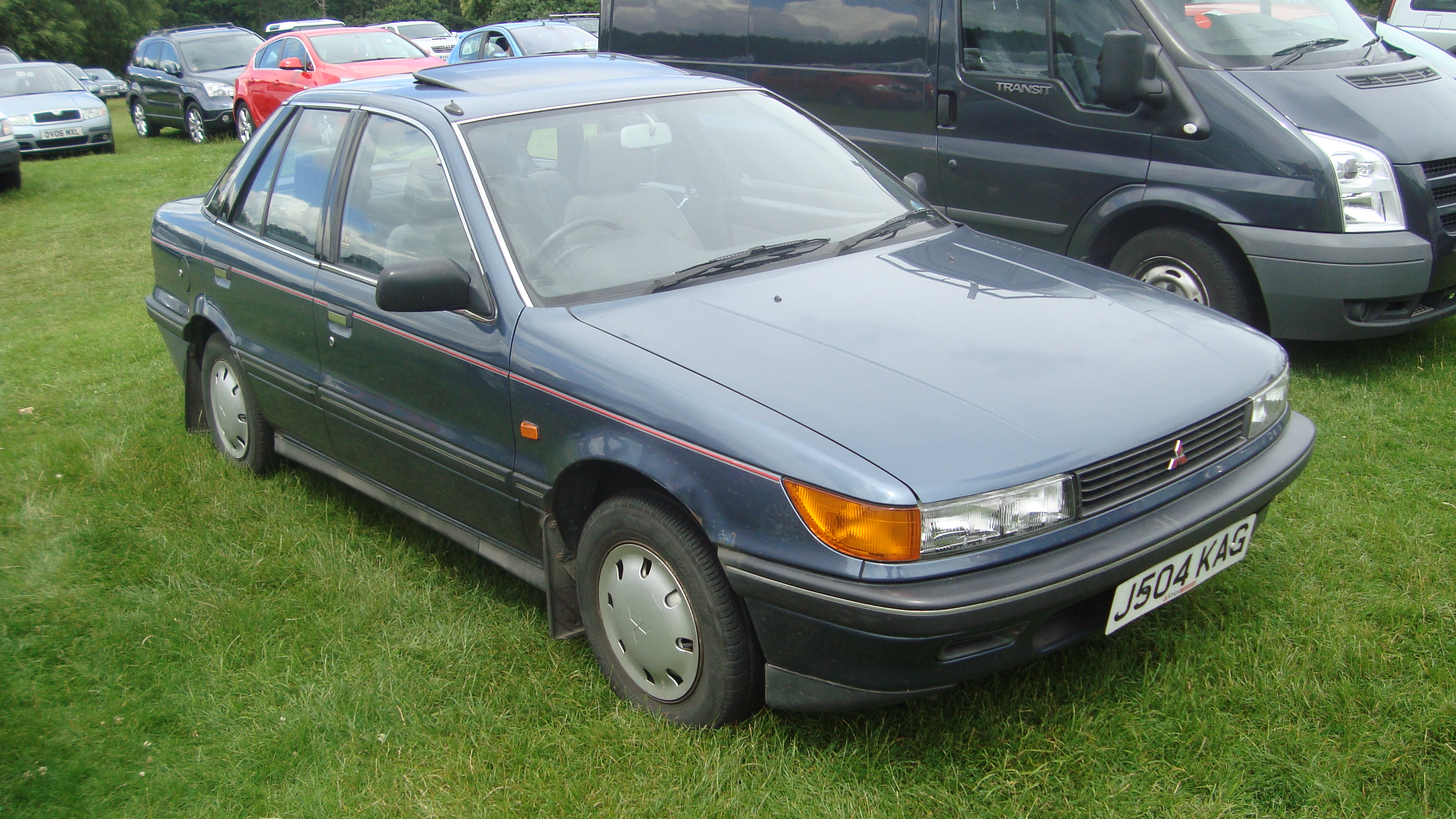
Mitsubishi Lancer III 4 portes

### Quatrième génération (1991-1995)

#### Galerie

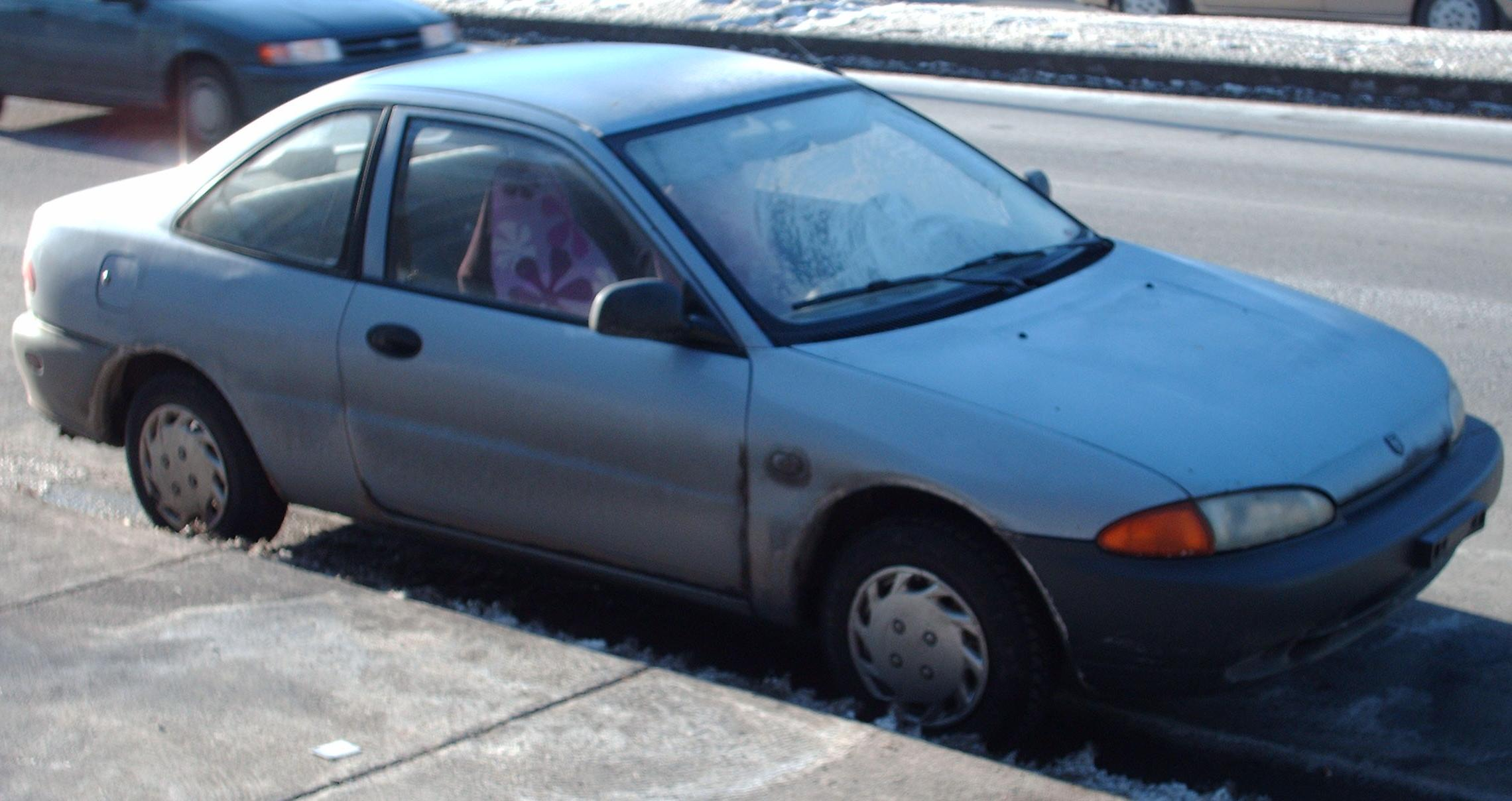
Dodge Colt VII Coupé
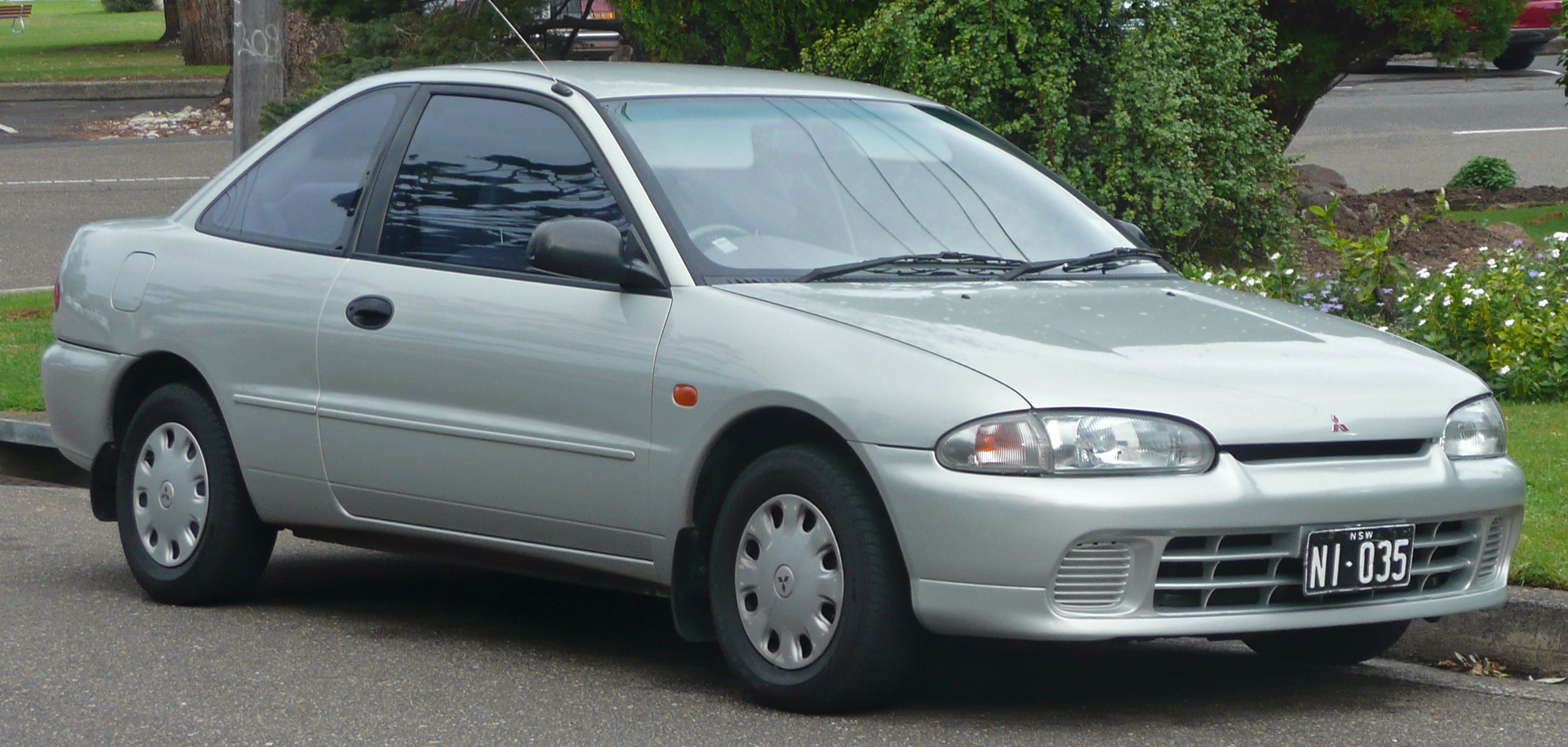
Mitsubishi Mirage IV Coupé
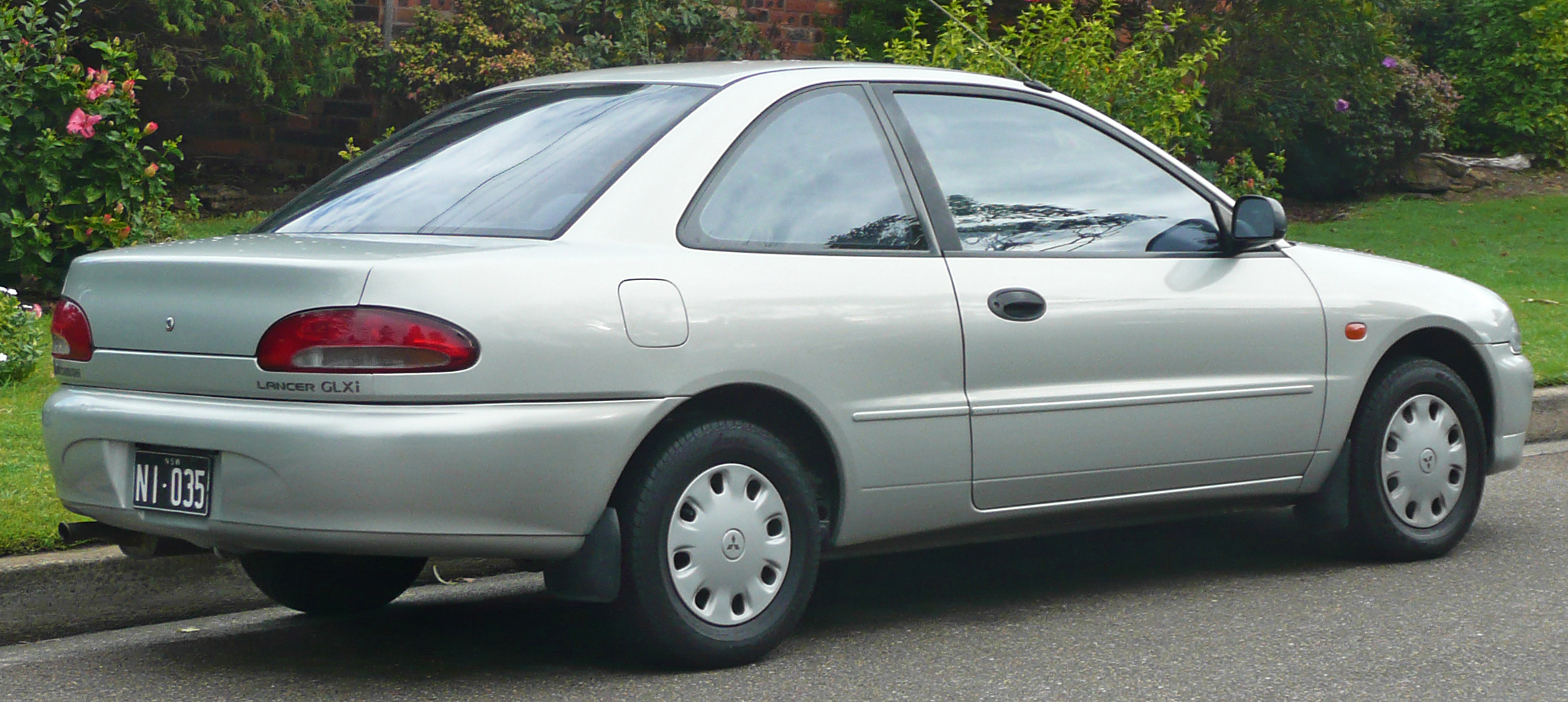
Mitsubishi Mirage IV Coupé
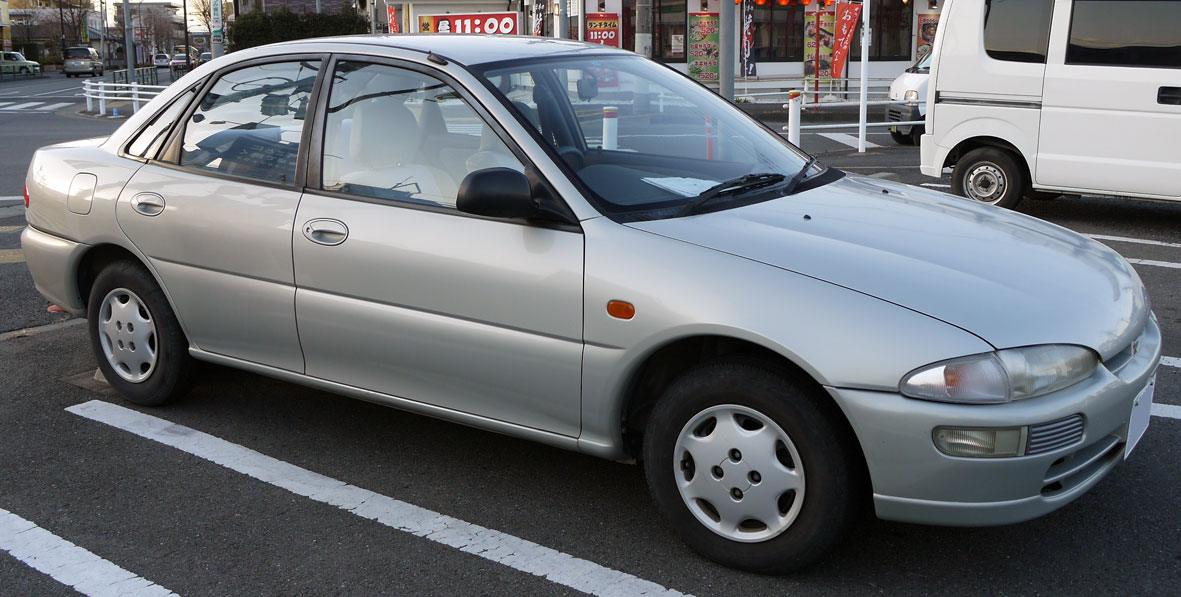
Mitsubishi Mirage IV 4 portes
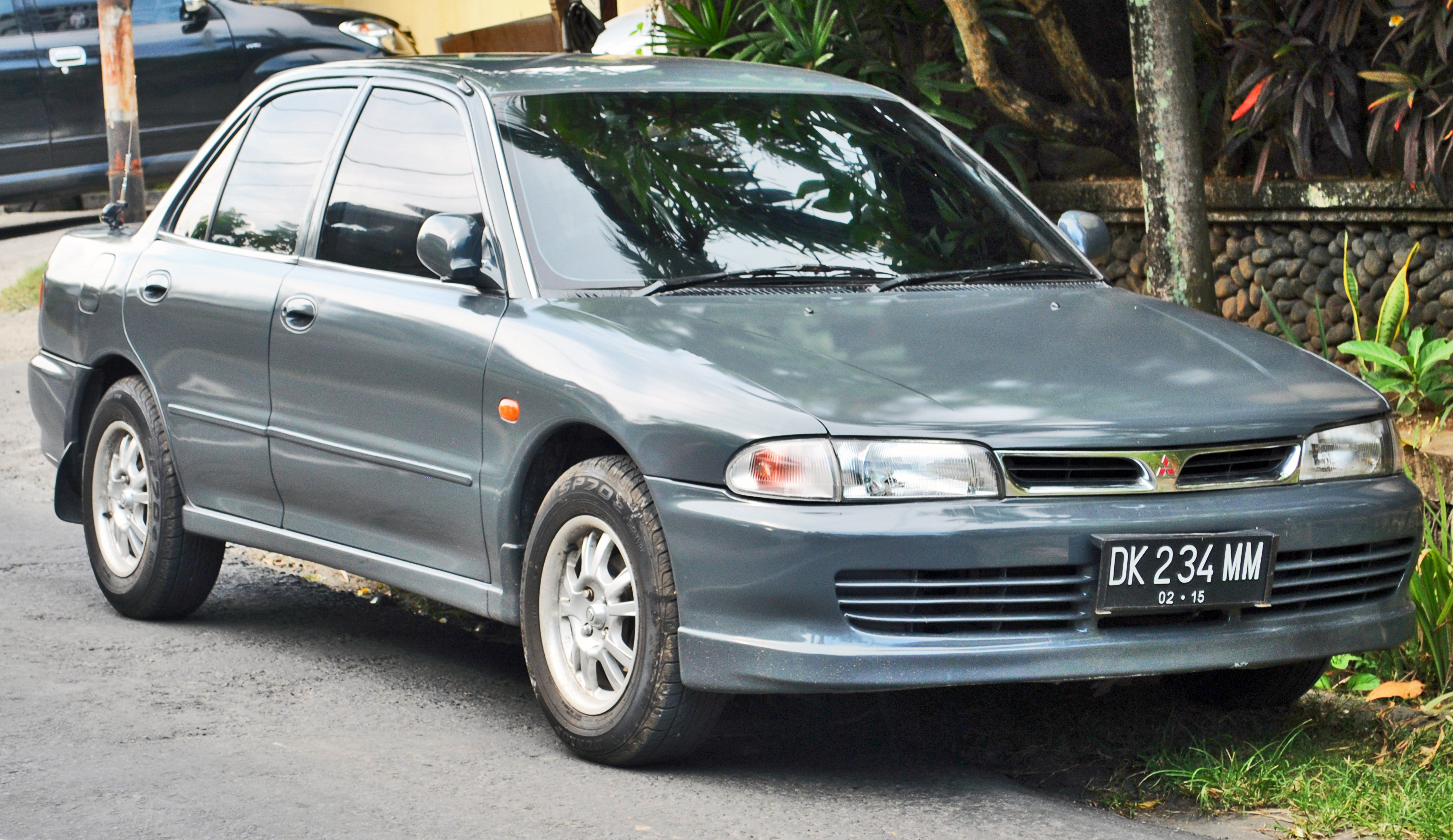
Mitsubishi Lancer V 4 portes
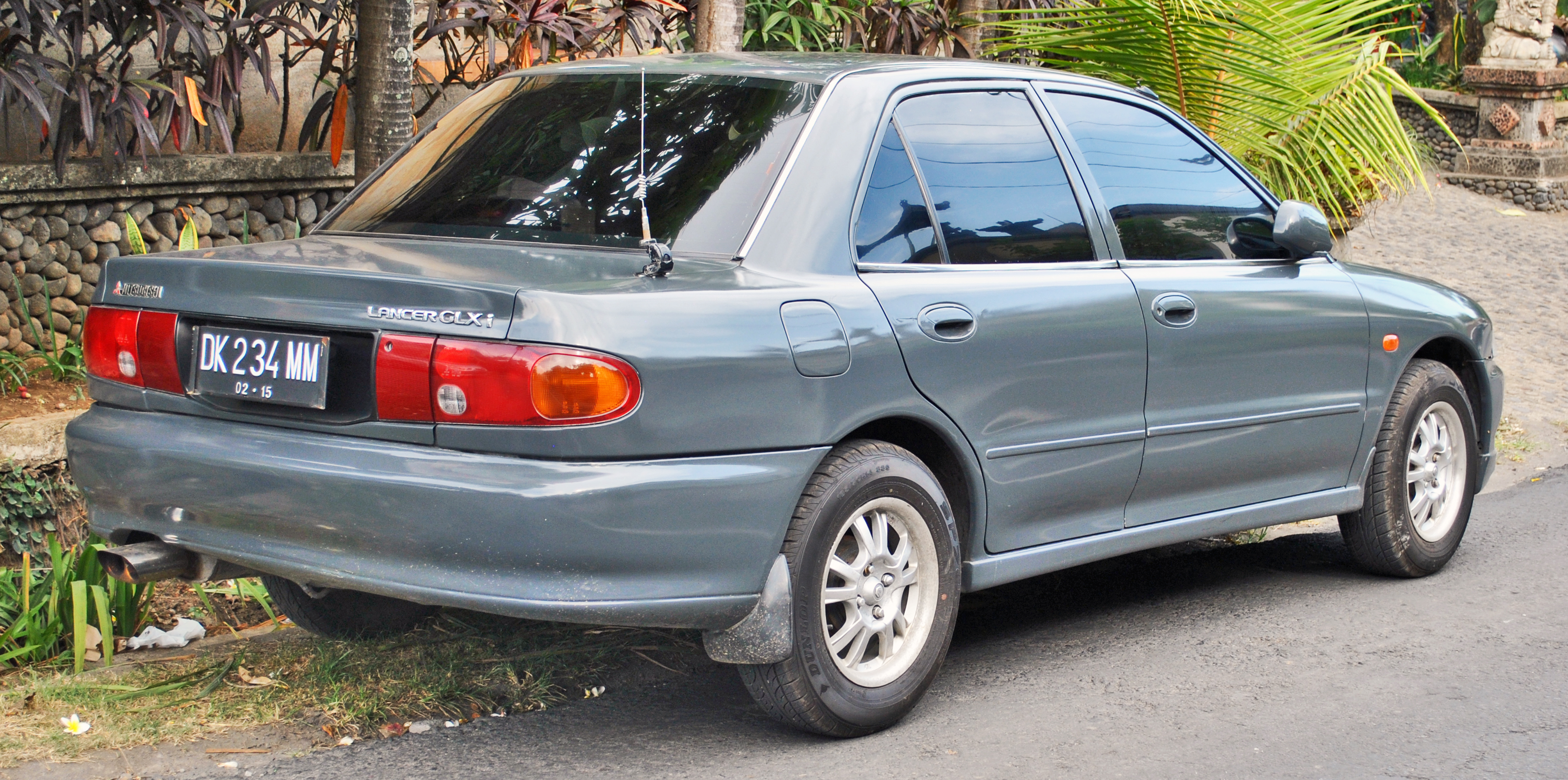
Mitsubishi Lancer V 4 portes
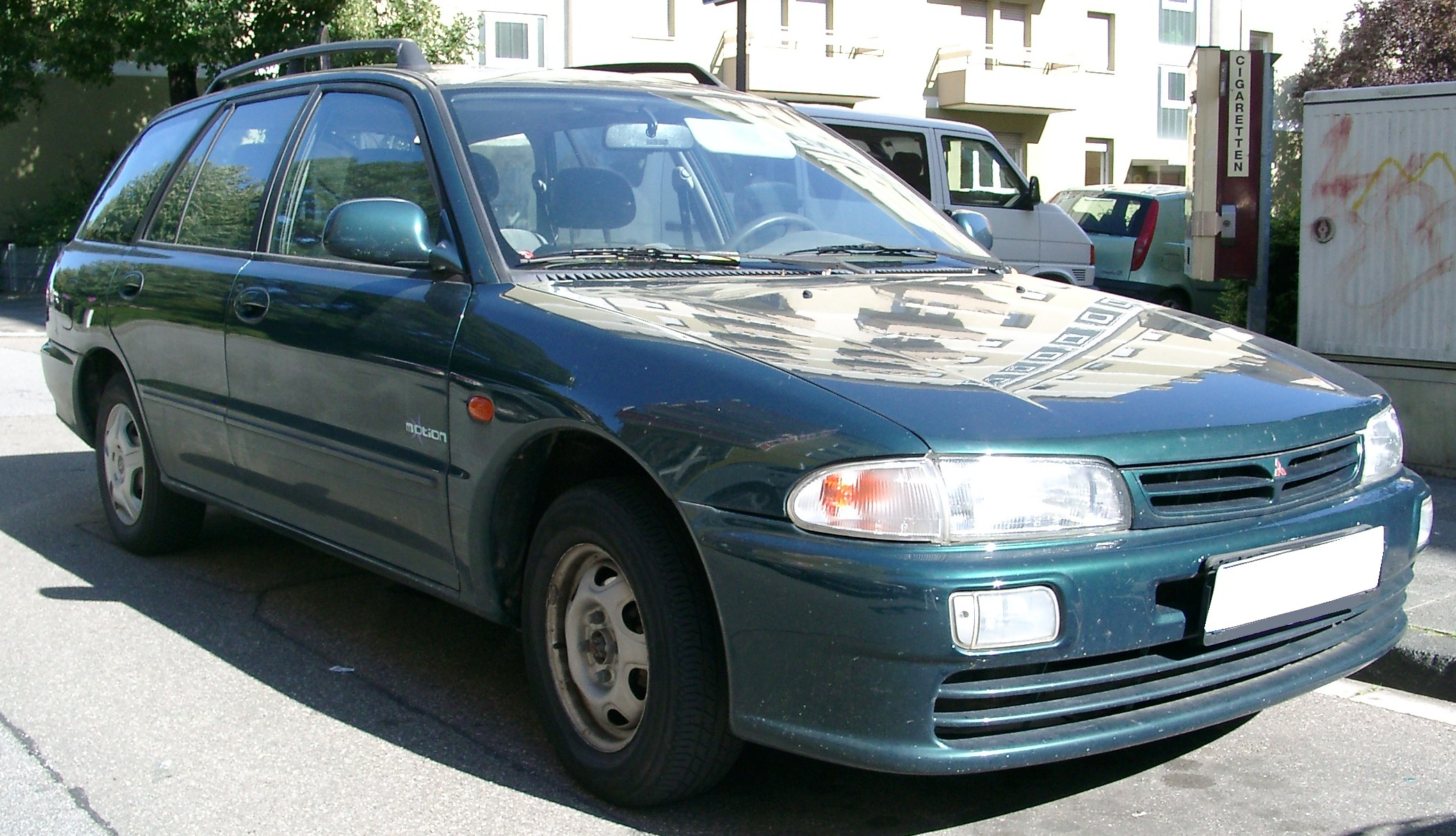
Mitsubishi Lancer V Break
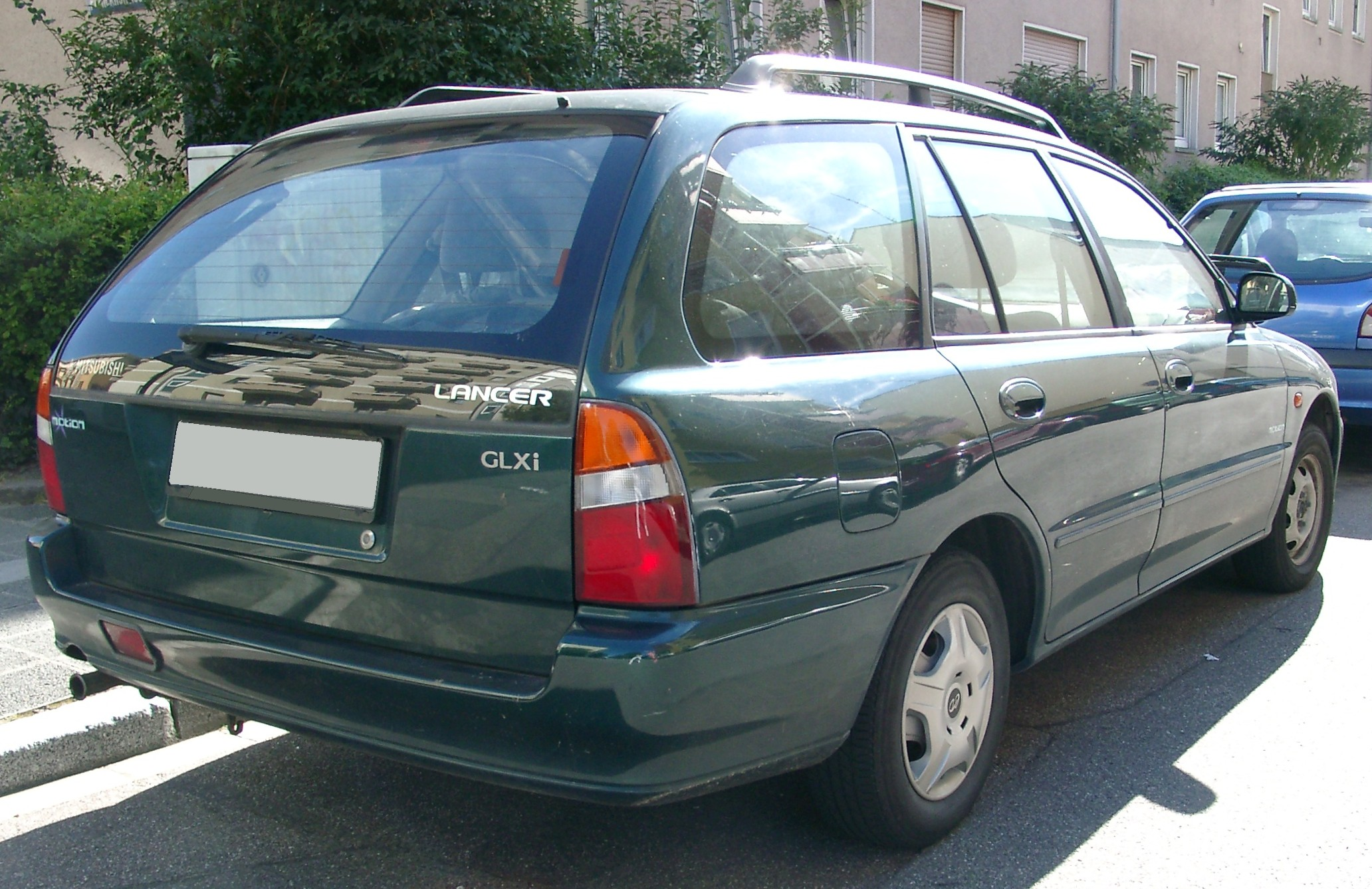
Mitsubishi Lancer V Break
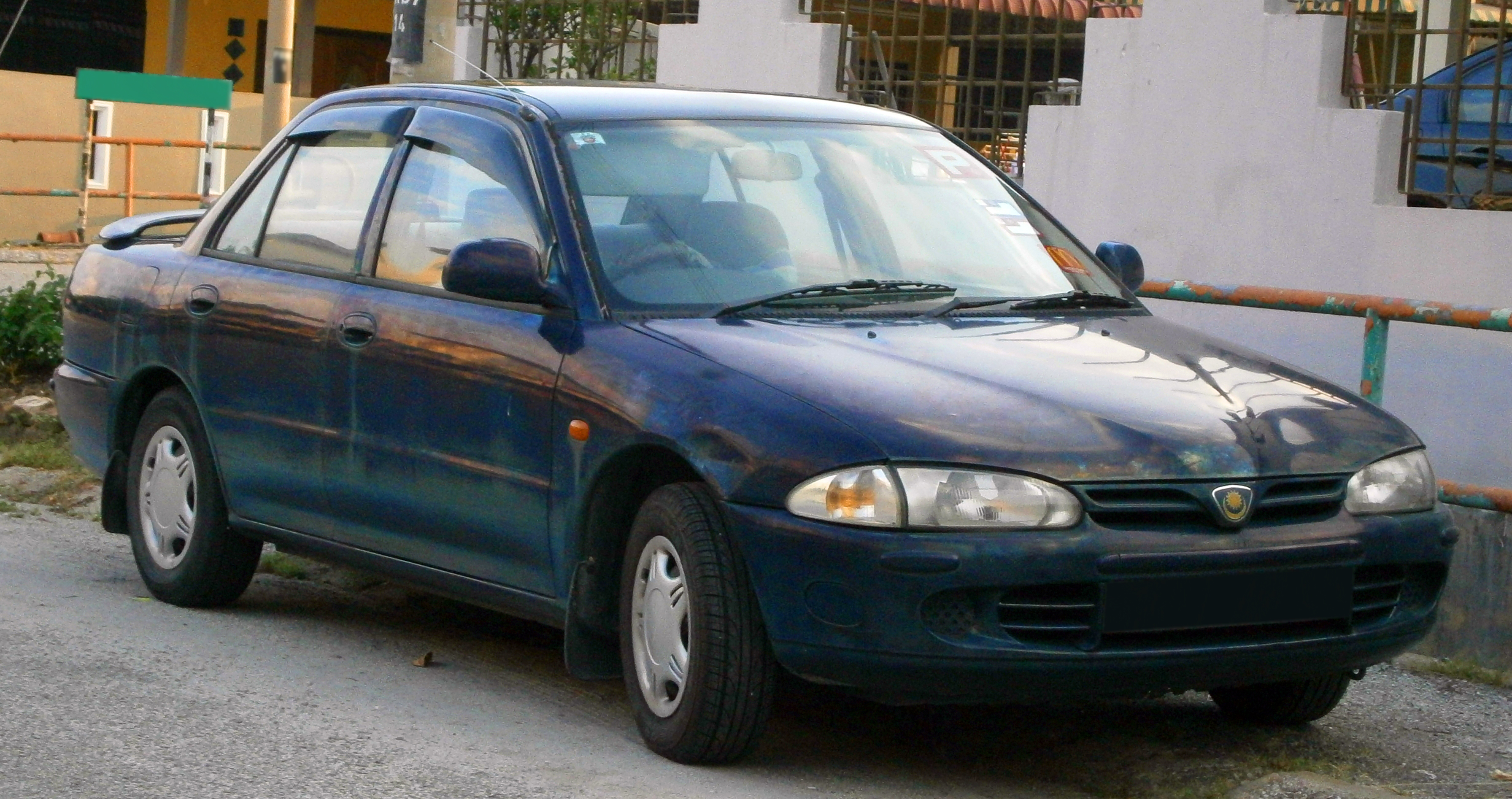
Proton Wira 4 portes
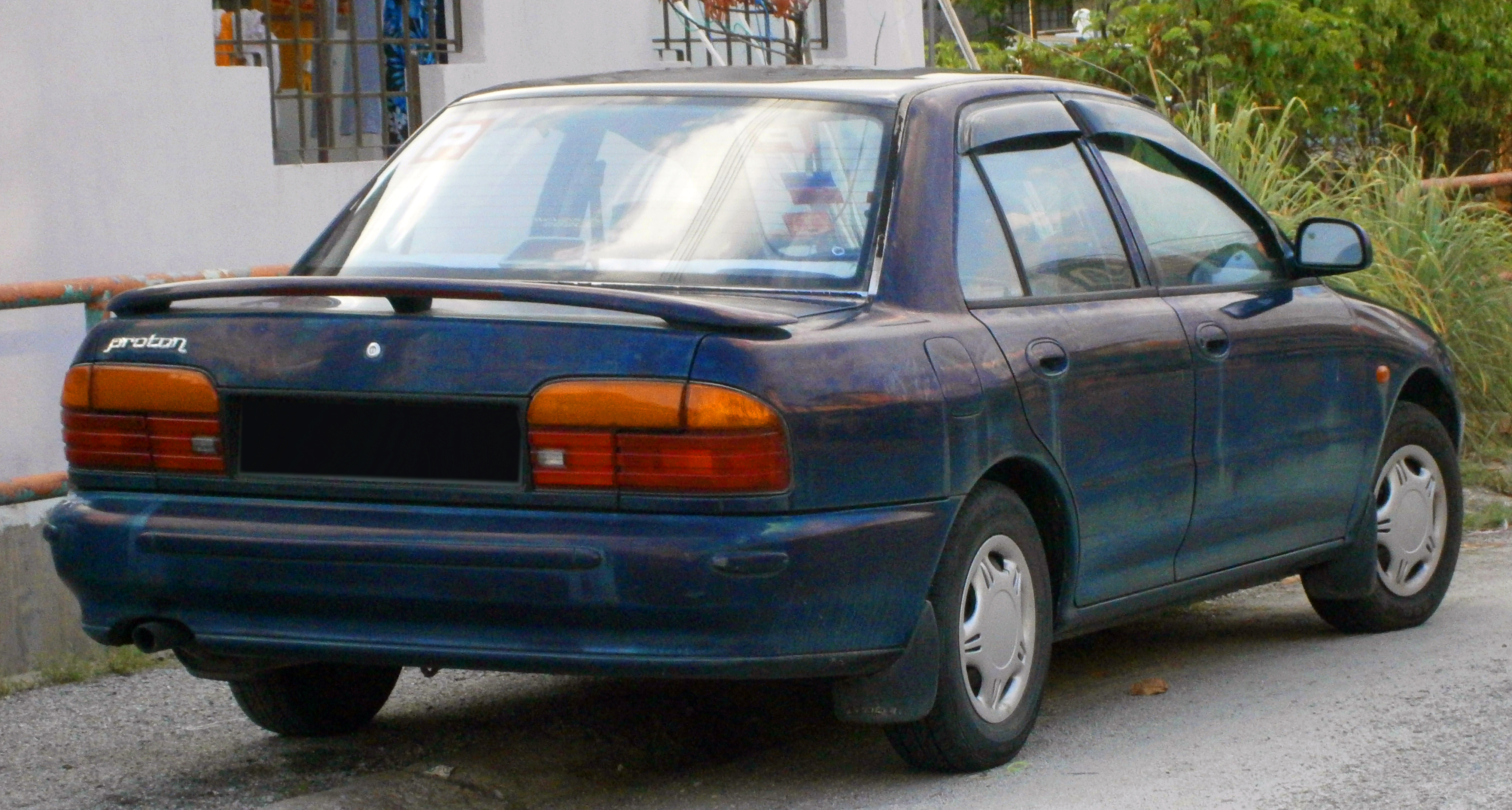
Proton Wira 4 portes
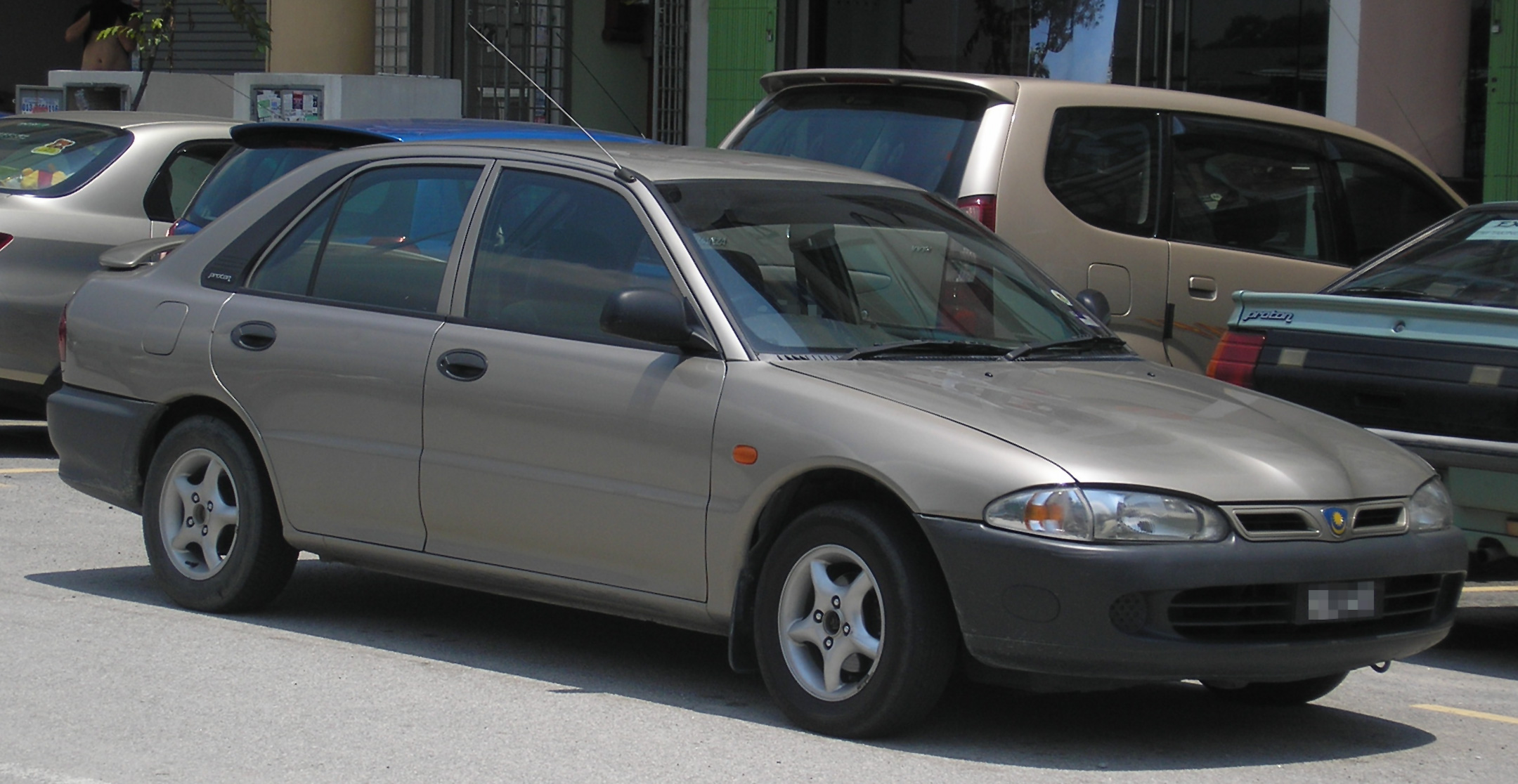
Proton Wira 5 portes
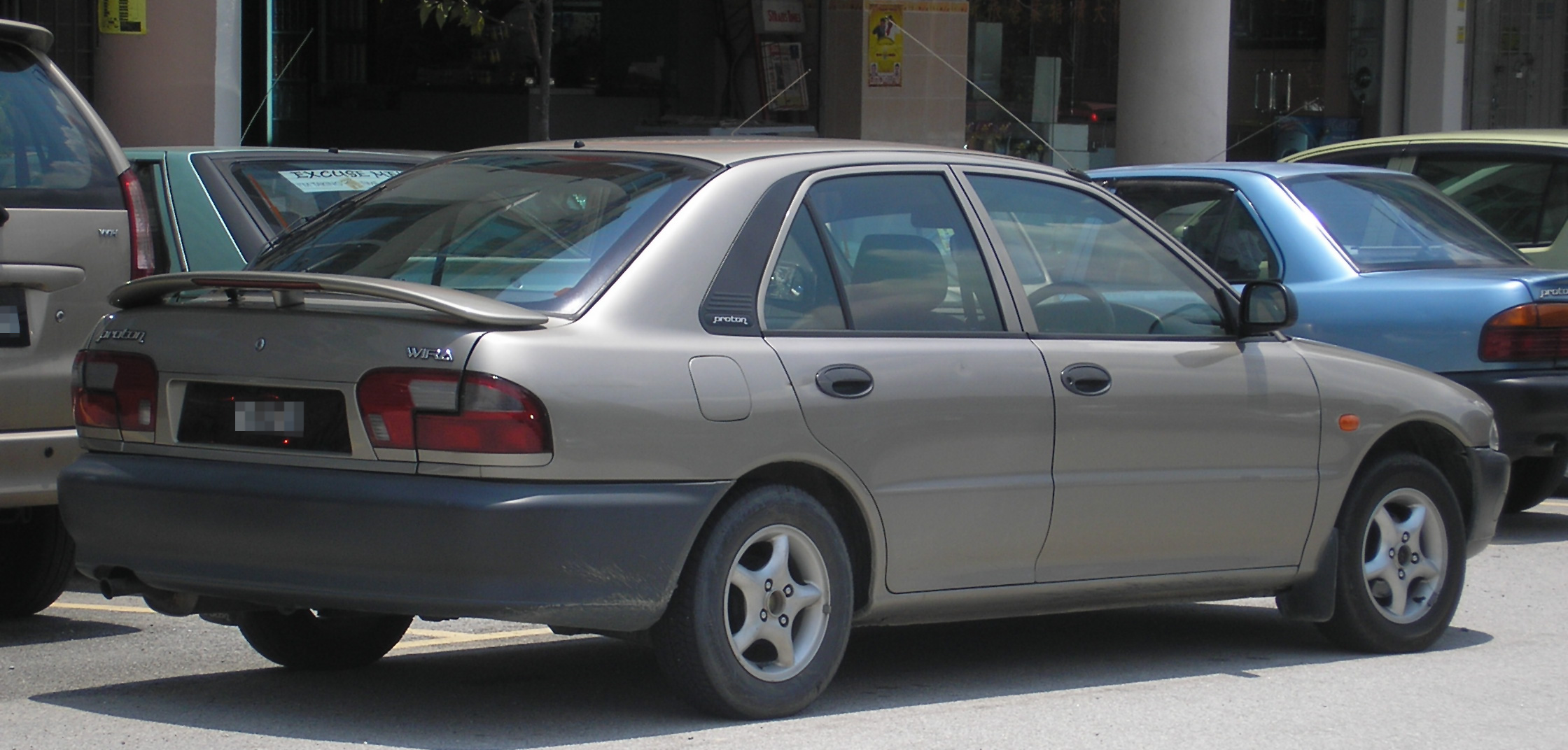
Proton Wira 5 portes

### Cinquième génération (1995-2000)

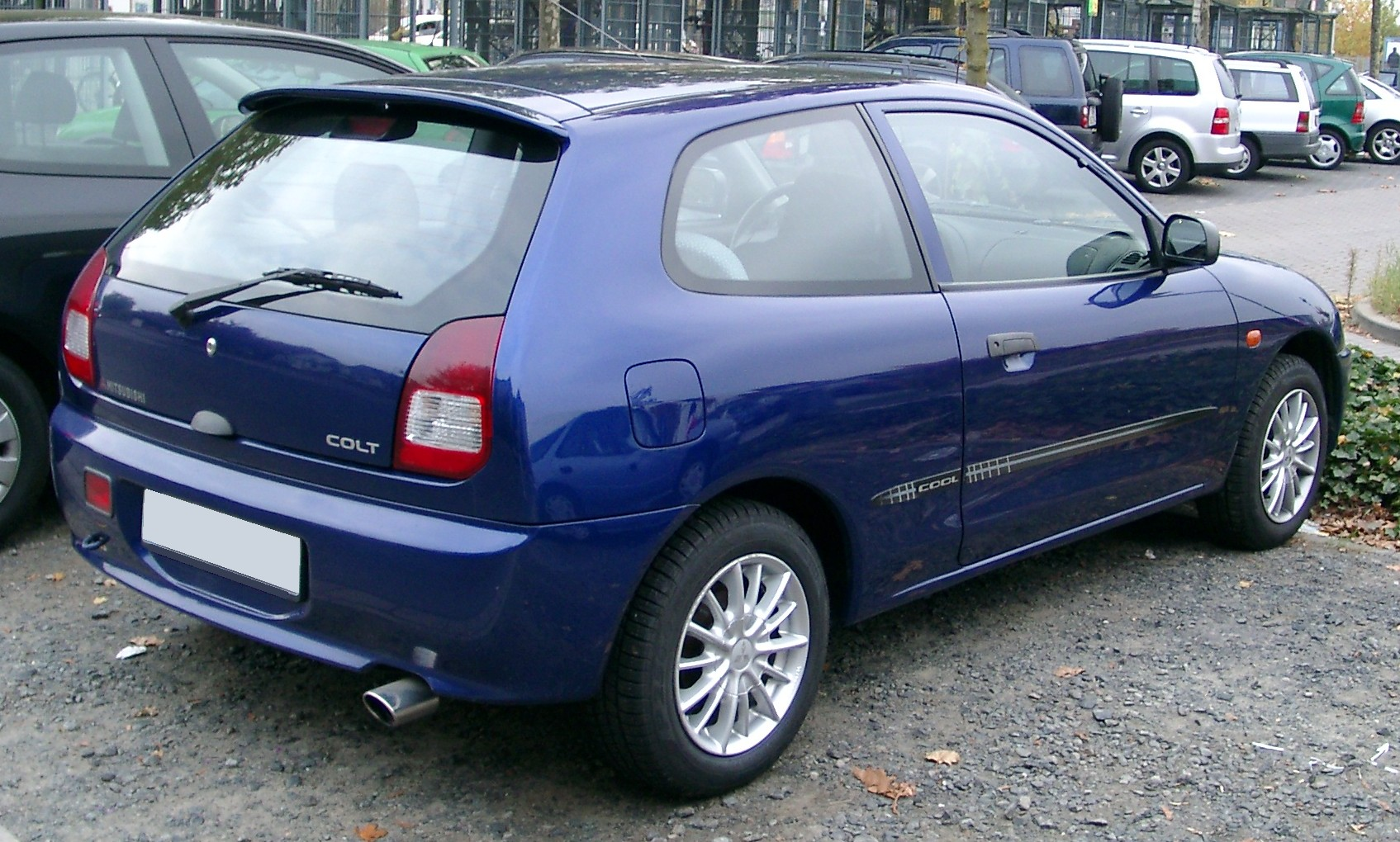
Mitsubishi Colt V Face arrière

#### Galerie

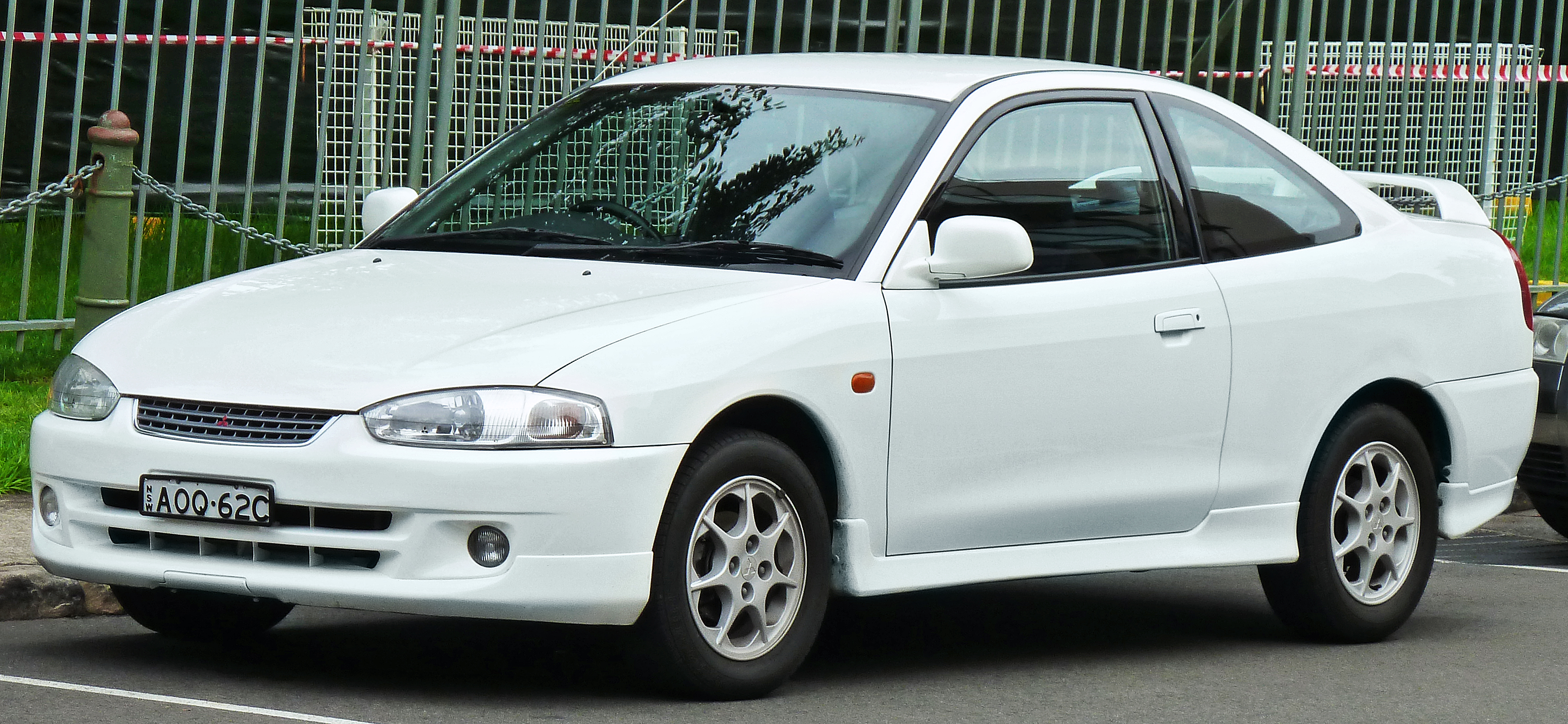
Mitsubishi Lancer VI Coupé
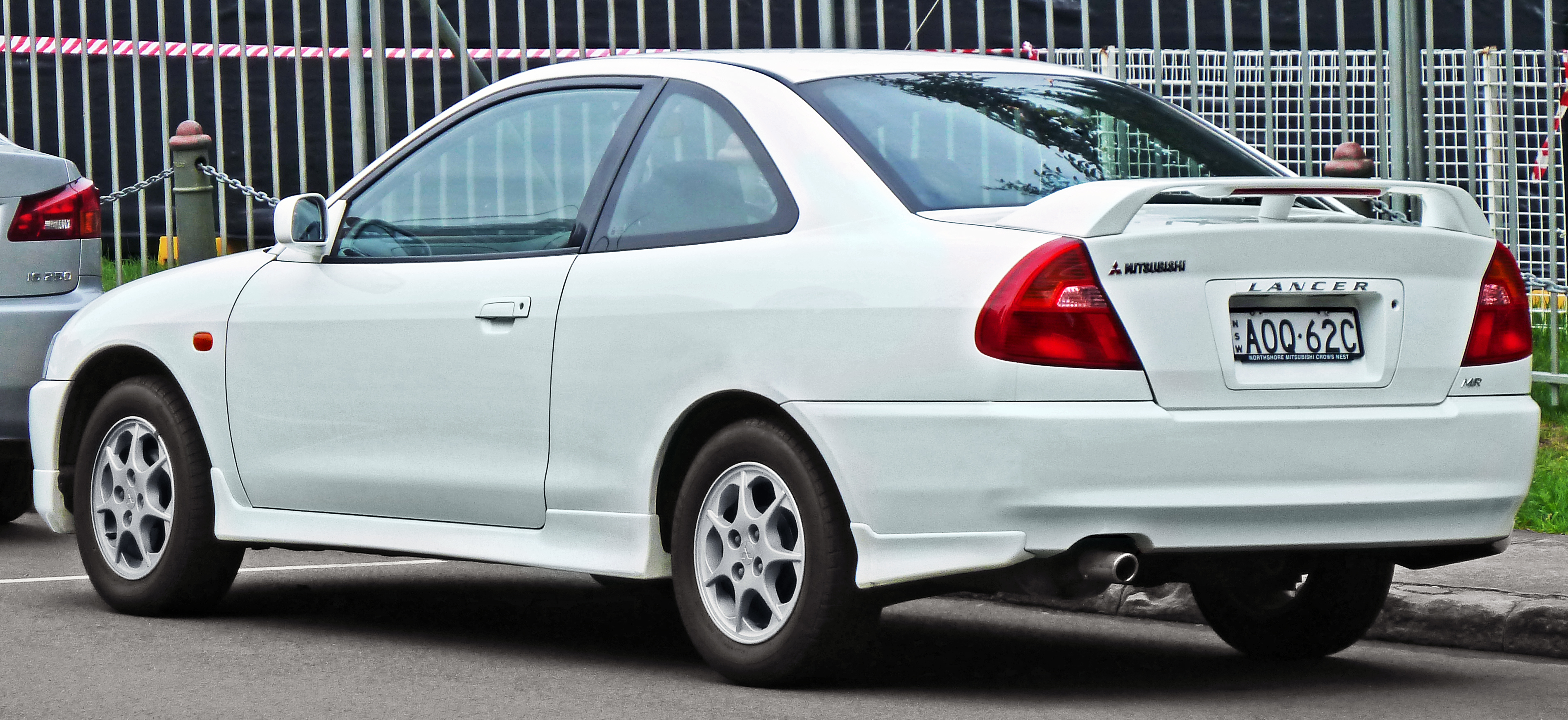
Mitsubishi Lancer VI Coupé
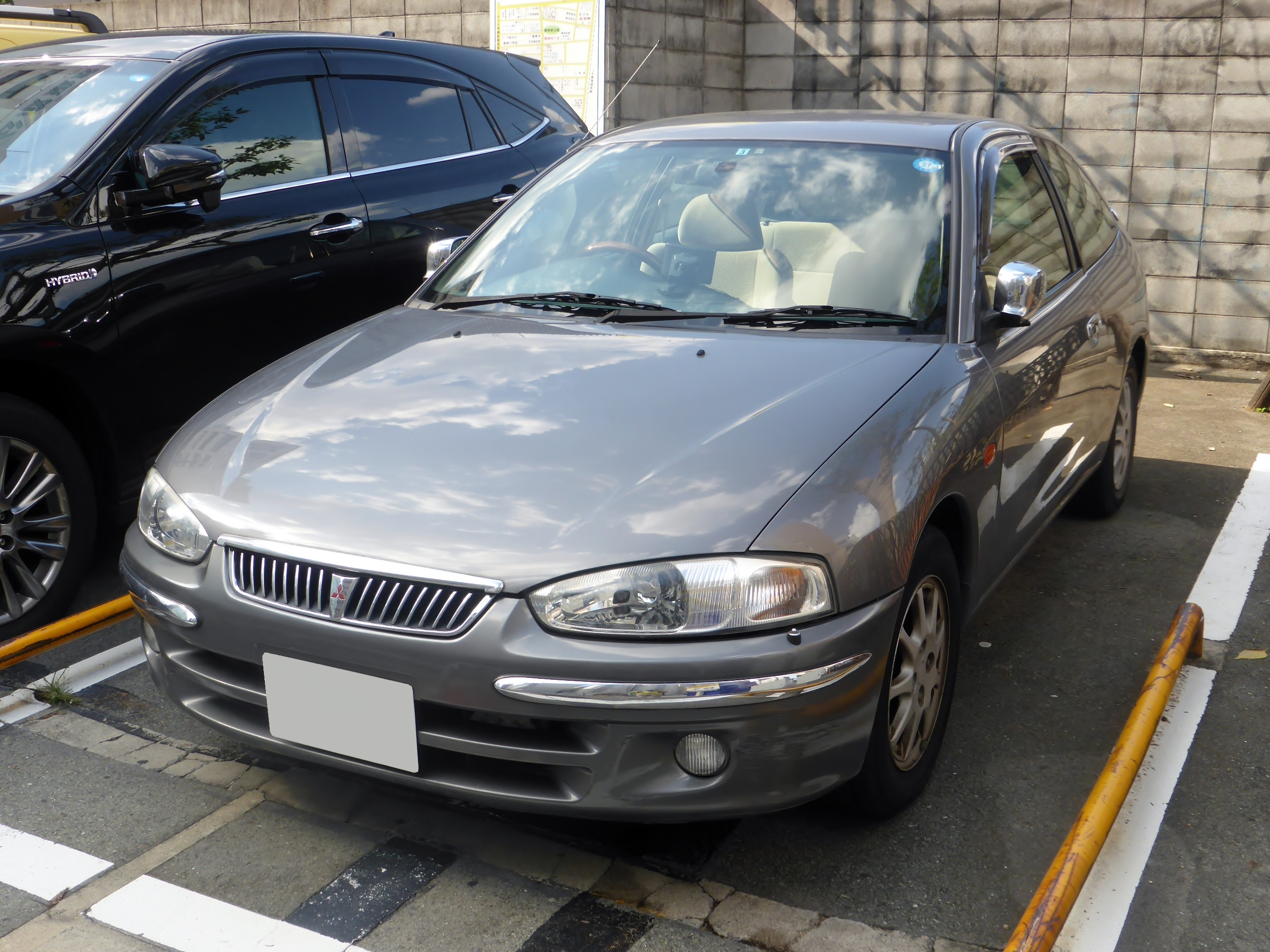
Mitsubishi Mirage V 3 portes
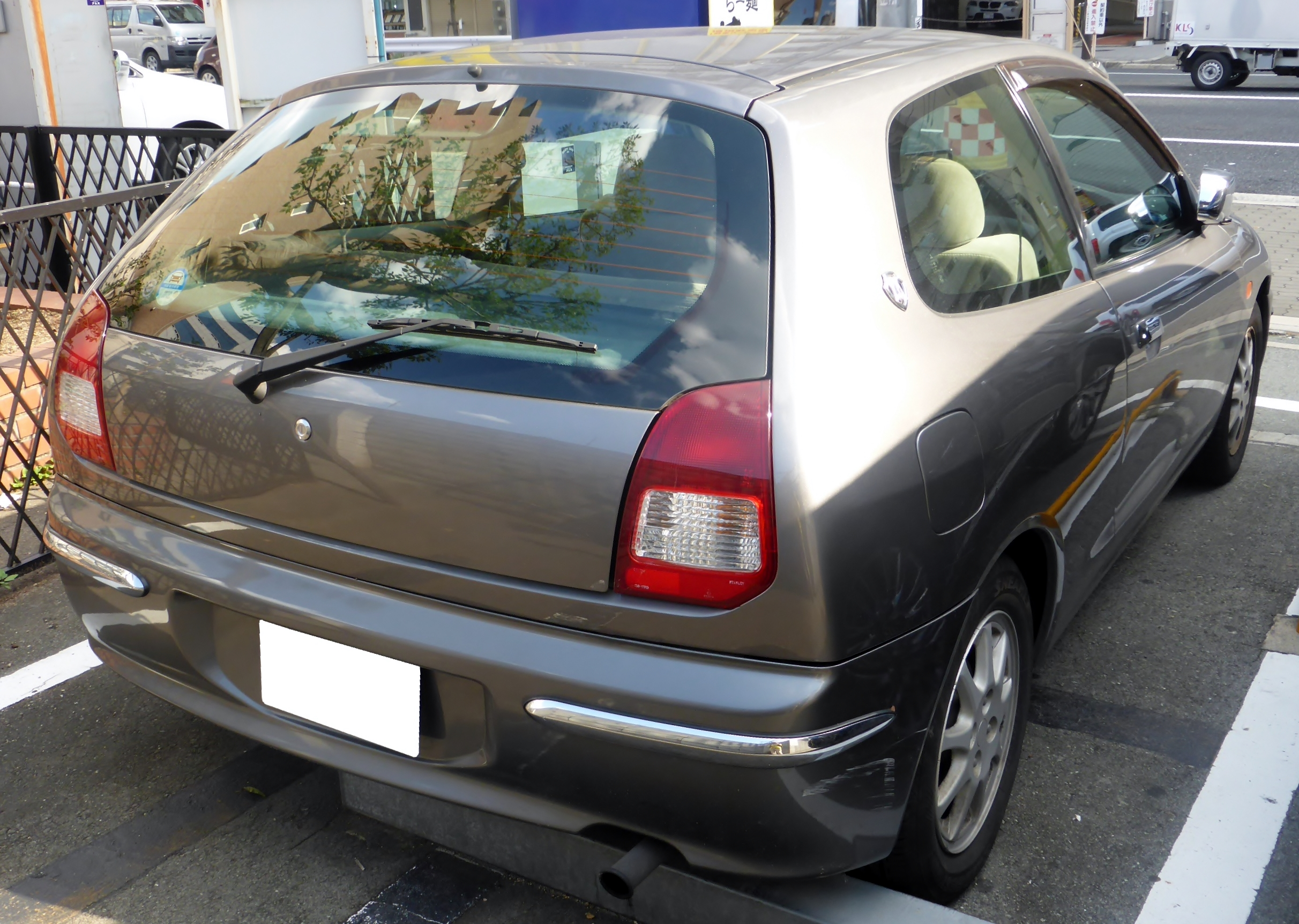
Mitsubishi Mirage V 3 portes
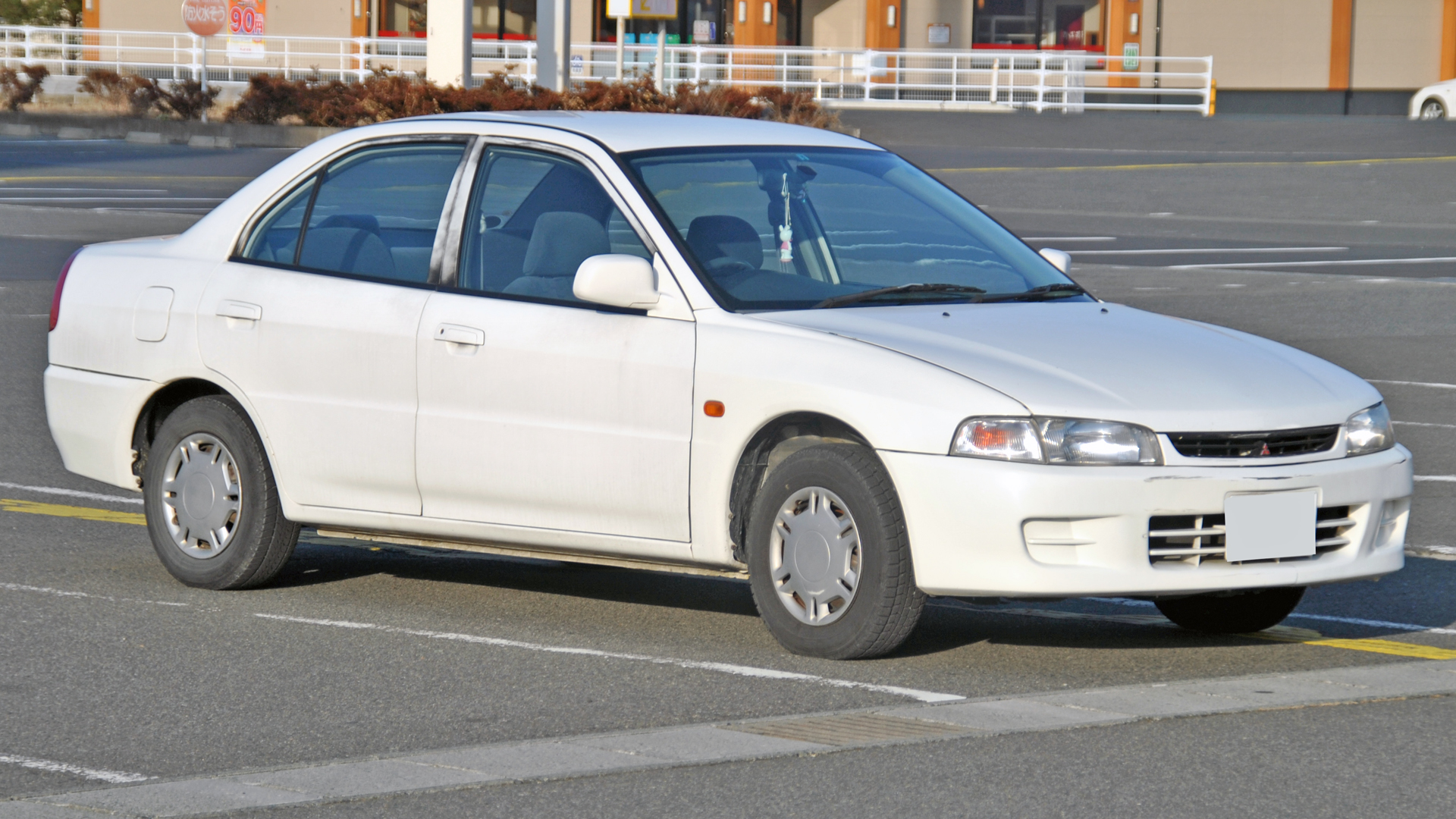
Mitsubishi Mirage V 4 portes
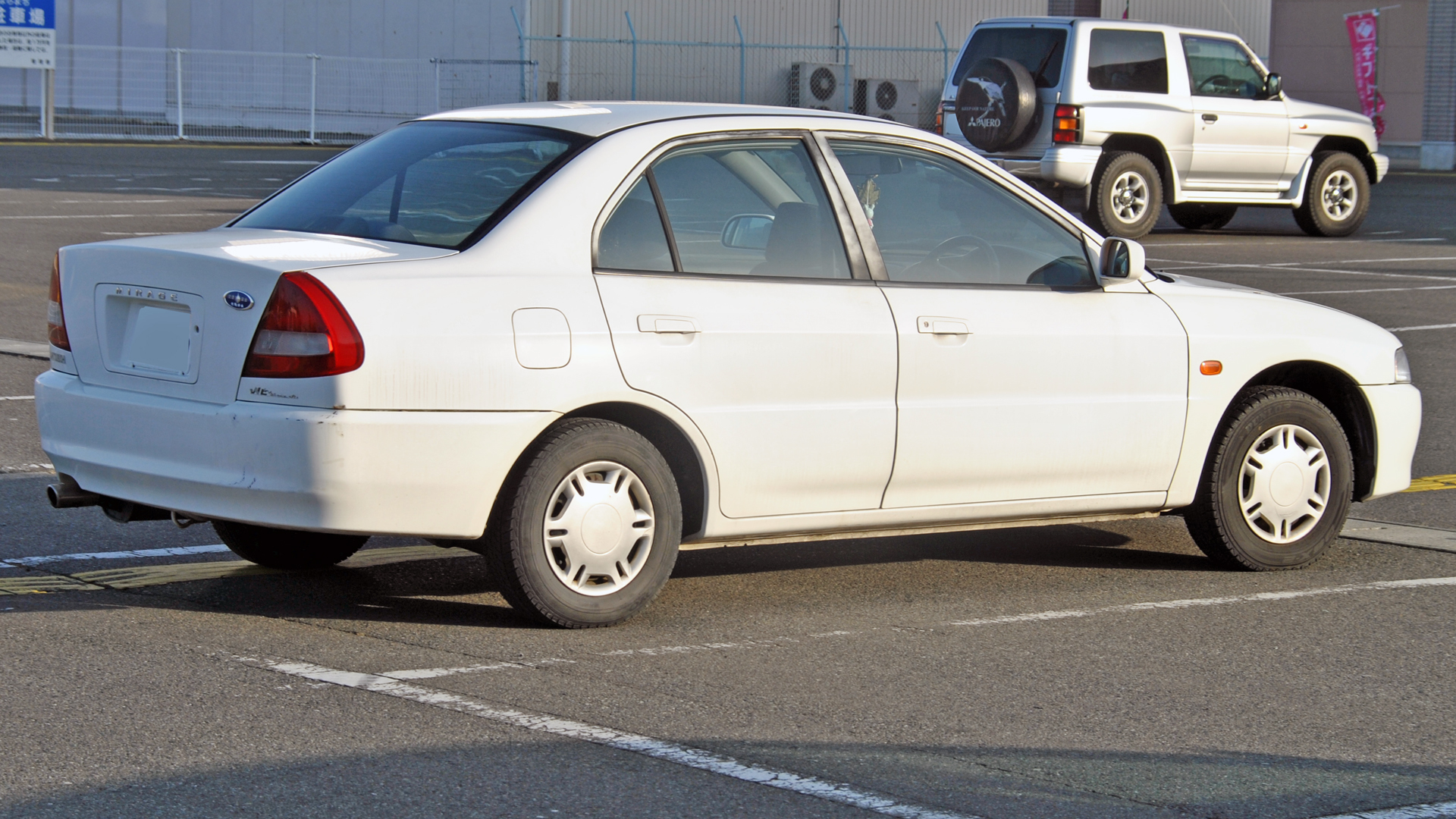
Mitsubishi Mirage V 4 portes

### Sixième génération (type Z30) (2002-2013)
La Mitsubishi Colt est une automobile du constructeur japonais Mitsubishi Motors faisant partie du segment des citadines polyvalentes dont la sixième génération est sortie au Japon en 2002. Le modèle est disponible en Europe en 2004, et restylé fin 2008.
La version vendue en Europe était construite dans l'usine NedCar située à Born aux Pays-Bas et partage un grand nombre d'éléments avec la Smart Forfour de première génération (produite de 2004 à 2006). Elle existe en 3 portes (initialement appelée CZ3), 5 portes, et sportive (ex-CZT, puis Ralliart).
En mars 2005, lors du Salon de l'automobile de Genève, Mitsubishi présente une version coupé-cabriolet baptisée Colt CZC, une version sportive 2+2 avec un toit rigide rétractable, disponible avec le moteur turbo de la CZ-T européenne ou le 1,5 MPI. Développé conjointement par Mitsubishi et Pininfarina, la production est assurée par Pininfarina dans son usine de Bairo, près de Turin, en Italie, spécialement construite pour l'assemblage des modèles Mitsubishi en 1998/99, (Pajero Pinin puis, Colt CZC. La voiture a été fabriquée en petite quantité de 2006 à 2008 inclus.
En Suisse une la Colt Ralliart existe en version 150 ch puis 180 ch. Et enfin une version 197 ch qui est une Ralliart 180 modifiée avec des amortisseurs-ressorts Sachs, des bas de caisse et un aileron Orciari, et la puissance augmentée à 197 ch par l'ajout de 2 boîtiers additionnels Rallitronic.
En 2008, la Colt reçoit un important restylage. Sa face avant adopte la nouvelle identité de Mitsubishi, la rapprochant de la Lancer de huitième génération. A l'arrière, la taille des feux de la 5 portes diminuent et ceux de la 3 portes deviennent fumés.
Au Japon où elle est également produite, la Colt est esthétiquement proche de la version européenne, même si elle ne reçoit pas le restylage de 2008. Techniquement elle est par contre éloignée de la Colt européenne et sa gamme diffère totalement : depuis 2004, la 5 portes y est épaulée par une version break nommée Colt Plus, allongée de 30 cm et dotée d'un hayon mains libres. Comme presque toutes les voitures du marché japonais, la Colt peut y être livrée en quatre roues motrices.
Malgré son esthétique personnelle, la Colt n'est jamais arrivée à percer en France, où elle réalise des ventes anecdotiques. Sa remplaçante, plus basique, s'appelle Mirage en Asie et Space Star en Europe. La production de la Colt s'arrête en 2012 aux Pays-Bas et en 2013 au Japon, remplacée par la Mitsubishi Mirage.
La 7e génération de Colt a été officiellement présentée le 8 juin 2023,. Il s'agit simplement d'une Renault Clio V rebadgée, fabriquée comme toutes les Clio V à Bursa, en Turquie,,. Elle est cependant réservée exclusivement au marché européen.

#### La Mitsubishi Colt Plus(type Z21/23W)à Taïwan
En mars 2007, le constructeur chinois CMC, le partenaire taïwanais de Mitsubishi depuis sa fondation en 1969, lance la Mitsubishi Colt Plus à Taïwan. Elle est fabriquée localement depuis 2007 et est équipée d'une motorisation différente de la version japonaise, un moteur SOHC 4G18 de 1,6 litre, le même moteur utilisé dans la Mitsubishi Lancer taïwanaise de 2000, avec une puissance légèrement supérieure (112 ch (84 kW) à 6.000 tr/min et un couple de 146 Nm à 4.500 tr/min) et la transmission INVECS -III CVT en mode entièrement automatique.
En 2013, CMC présente une version complètement restylée de son break Colt Plus. La voiture a été entièrement redessinée et les roues disposent désormais de 5 écrous contre 4 auparavant. L'intérieur est complètement nouveau avec un tableau de bord plus moderne abritant un système d'infodivertissement qui offre la navigation par satellite et lit les fichiers multimédias depuis les périphériques USB, auxiliaires et via Bluetooth. Les nouvelles fonctionnalités à bord sont la caméra de recul, les sièges chauffants, le démarrage par bouton-poussoir, l'ordinateur de bord, l'entrée sans clé, le volant multifonction, la climatisation automatique à deux zones et d'autres fonctionnalités comme les doubles airbags, l'ABS, le BAS et l'EBD. Sous le capot, on trouve le changement le plus important de tous, la voiture est désormais propulsée par un moteur de 1,5 L qui remplace le précédent 1,6 L MIVEC. Il développe 112 ch DIN avec un couple de 150 Nm. Il est disponible uniquement avec une boîte de vitesses CVT à sept rapports. La consommation déclarée est de 18,9 km/l soit 5,3 l/100 km.
En juin 2017, un nouveau restylage de la Colt Plus intervient. Les feux arrière ont redessinés. L'avant du véhicule est totalement modifié pour correspondre au nouveau langage design de Mitsubishi, appelé Dynamic Shield.

### Production et ventes

#### Mitsubishi Colt CZC Pininfarina
La production de la Mitsubishi Colt CZC Pininfarina a été réalisée exclusivement par Pininfarina dans son usine de Bairo, près de Turin, en Italie.
| Production & ventes Mitsubishi Colt CZC Pininfarina | Production & ventes Mitsubishi Colt CZC Pininfarina | Production & ventes Mitsubishi Colt CZC Pininfarina |
| Année                                               | Production                                          | Ventes Europe                                       |
| --------------------------------------------------- | --------------------------------------------------- | --------------------------------------------------- |
| 2005                                                |                                                     |                                                     |
| 2006                                                | 10.121                                              | 6.080                                               |
| 2007                                                | 4.797                                               | 5.275                                               |
| 2008                                                | 1.782                                               | 3.260                                               |
| 2009                                                |                                                     | 1.281                                               |
| 2010                                                |                                                     | 31                                                  |
| 2011                                                |                                                     | 2                                                   |
| Total                                               | 16.700                                              | 15.929                                              |

#### Mitsubishi Colt VI & Colt IV Plus
| Années | Production Colt (Z30) & Colt Plus (Z21/23W) | Production Colt (Z30) & Colt Plus (Z21/23W) | Production Colt (Z30) & Colt Plus (Z21/23W) | Production Colt (Z30) & Colt Plus (Z21/23W) |
| Années | Colt (Z30)                                  | Colt (Z30)                                  | Colt Plus                                   | Colt Plus                                   |
| ------ | ------------------------------------------- | ------------------------------------------- | ------------------------------------------- | ------------------------------------------- |
| Années | Japon                                       | Pays-Bas                                    | Japon                                       | Taïwan                                      |
| 2002   | 42.763                                      |                                             |                                             |                                             |
| 2003   | 54.414                                      | 82                                          |                                             |                                             |
| 2004   | 24.281                                      | 70.207                                      | 12.300                                      |                                             |
| 2005   | 20.939                                      | 68.551                                      | 11.129                                      | 4                                           |
| 2006   | 18.042                                      | 70.194                                      | 7.672                                       | 576                                         |
| 2007   | 11.543                                      | 63.637                                      | 5.020                                       | 11.072                                      |
| 2008   | 12.899                                      | 45.538                                      | 5.690                                       | 4.385                                       |
| 2009   | 17.831                                      | 38.960                                      | 8.207                                       | 9.000                                       |
| 2010   | 10.651                                      | 27.149                                      | 5.088                                       | 8.575                                       |
| 2011   | 7.699                                       | 21.842                                      | 3.105                                       | 9.204                                       |
| 2012   | 1.187                                       | 13.522                                      | 469                                         | 6.143                                       |
| 2013   |                                             |                                             |                                             | 7.385                                       |
| 2014   |                                             |                                             |                                             | 4.750                                       |
| 2015   |                                             |                                             |                                             | 4.034                                       |
| 2016   |                                             |                                             |                                             | 3.431                                       |
| 2017   |                                             |                                             |                                             | 3.779                                       |
| 2018   |                                             |                                             |                                             | 4.154                                       |
| 2019   |                                             |                                             |                                             | N.C.                                        |
| 2020   |                                             |                                             |                                             | N.C.                                        |
| 2021   |                                             |                                             |                                             | N.C.                                        |
| 2022   |                                             |                                             |                                             | N.C.                                        |
| 2023   |                                             |                                             |                                             | N.C.                                        |
| Total  | 222.249                                     | 419.682                                     | 58.680                                      | 76.492 (*)                                  |

NB : Depuis 2019, Mitsubishi ne publie plus les chiffres de production et de vente par modèle.
(*) : Total partiel.
 Selon le site Mitsubishi-CMC taïwanais, le Colt Plus serait toujours en vente à Taïwan en janvier 2024 dans sa version 2017. Depuis 2023, la Colt VII (clone de la Renault Clio V) est commercialisée, sauf à Taïwan.

Sources :  toutes les données figurent dans les documents publiés par Mitsubishi Motors sous la rubrique Facts & Figures de 2000 à 2019 et notamment Facts & Figures 2016, Facts & Figures 2019, (Mitsubishi Motors website).
- Ventes de la Mitsubishi Colt en France

| Année       | Ventes en France à partir de 2008 |
| ----------- | --------------------------------- |
| 2008        | 838                               |
| 2009        | 779                               |
| 2010        | 373                               |
| 8 mois 2011 | 47                                |

#### Finitions
Finitions au lancement du véhicule en France:
- Inform
- Invite
- Instyle

#### Motorisations
| Motorisation                                 | Puissance             | Couple                 | 0-100  |
| -------------------------------------------- | --------------------- | ---------------------- | ------ |
| Colt 1.1 essence                             | 75 ch à 6 000 tr/min  | 100 N m à 3 500 tr/min | 13,4 s |
| Colt 1.3 essence                             | 95 ch à 6 000 tr/min  | 125 N m à 4 000 tr/min | 10,8 s |
| Colt 1.5 DID diesel                          | 95 ch à 4 000 tr/min  | 210 N m à 1 800 tr/min | 9,5 s  |
| Colt + CZC 1.5 essence                       | 109 ch à 6 000 tr/min | 145 N m à 4 000 tr/min | 10,5 s |
| Colt Ralliart (ex CZT) 1.5 Turbo essence     | 150 ch à 6 000 tr/min | 210 N m à 3 500 tr/min | 7,4 s  |
| Colt Ralliart 180 1.5 Turbo essence          | 180 ch à 6 000 tr/min | 240 N m à 3 500 tr/min | 7,1 s  |
| Colt Ralliart 180 (Suisse) 1.5 Turbo essence | 197 ch à 6 000 tr/min | 260 N m à 3 500 tr/min | 6,9 s  |

### Galerie

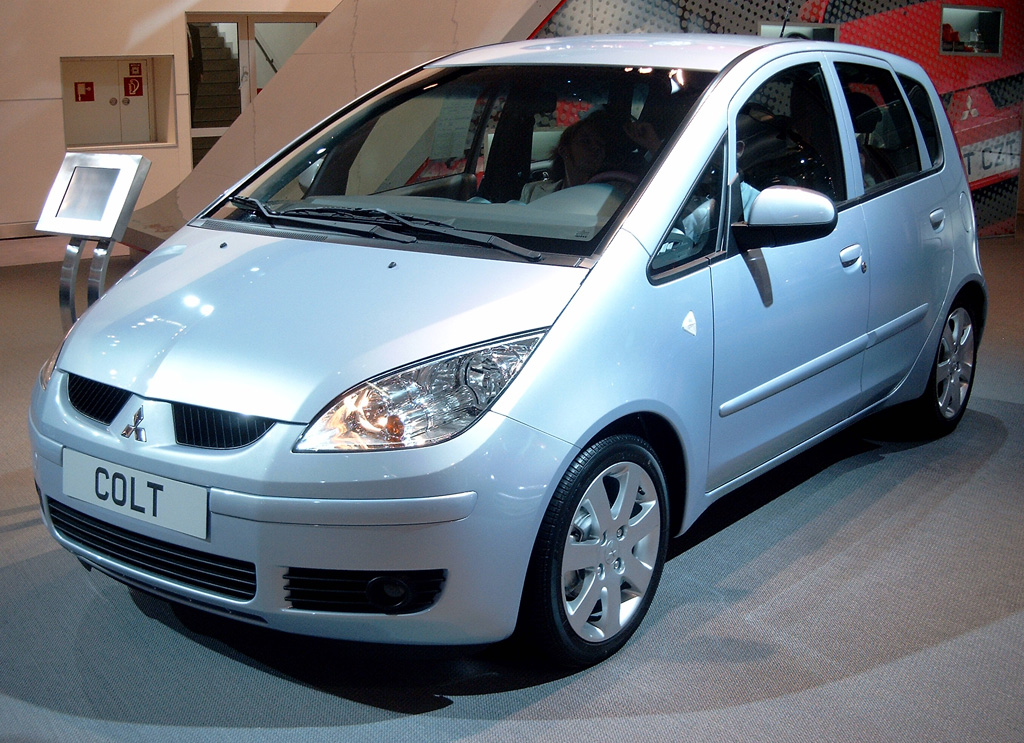
5 portes phase 1
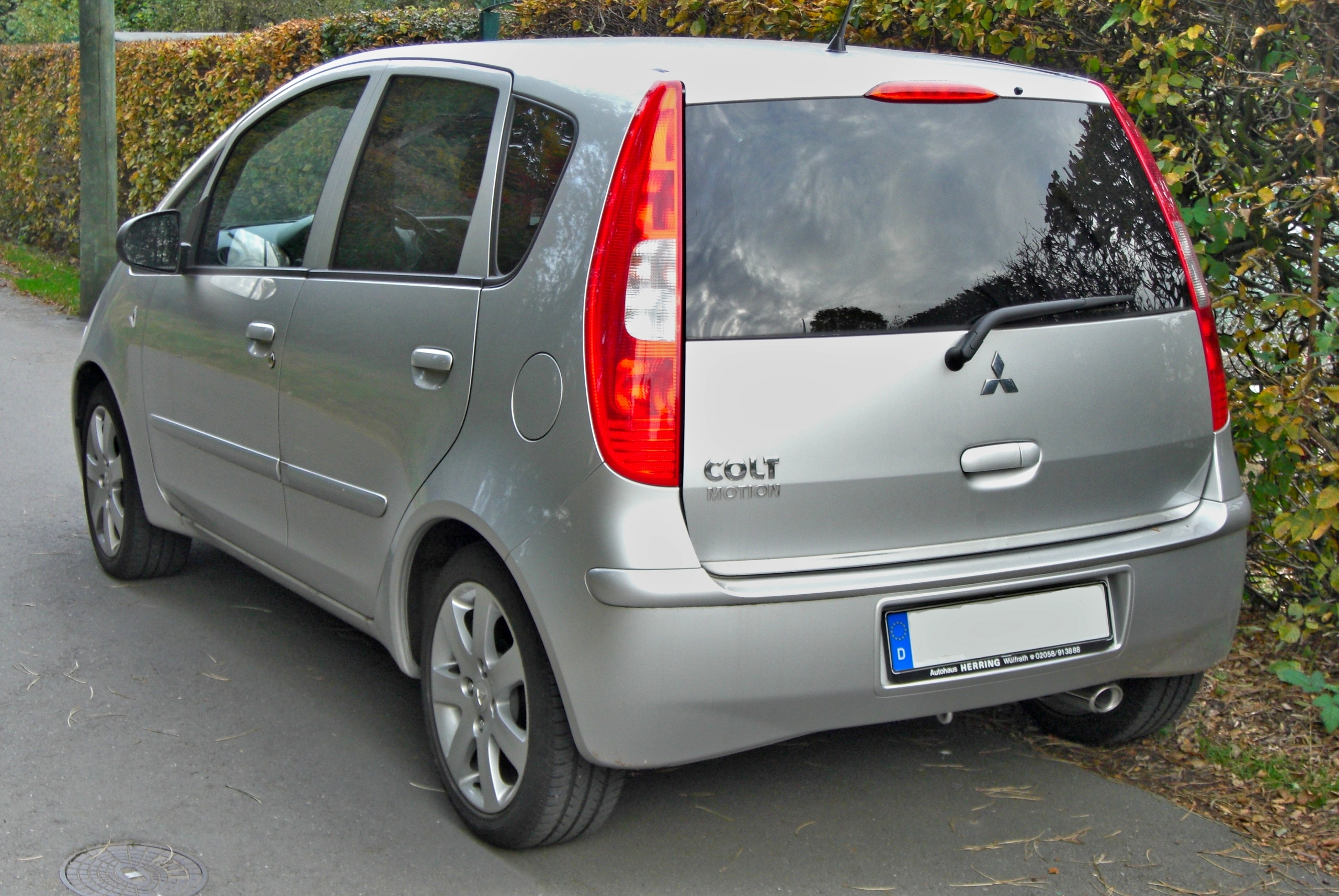
5 portes phase 1
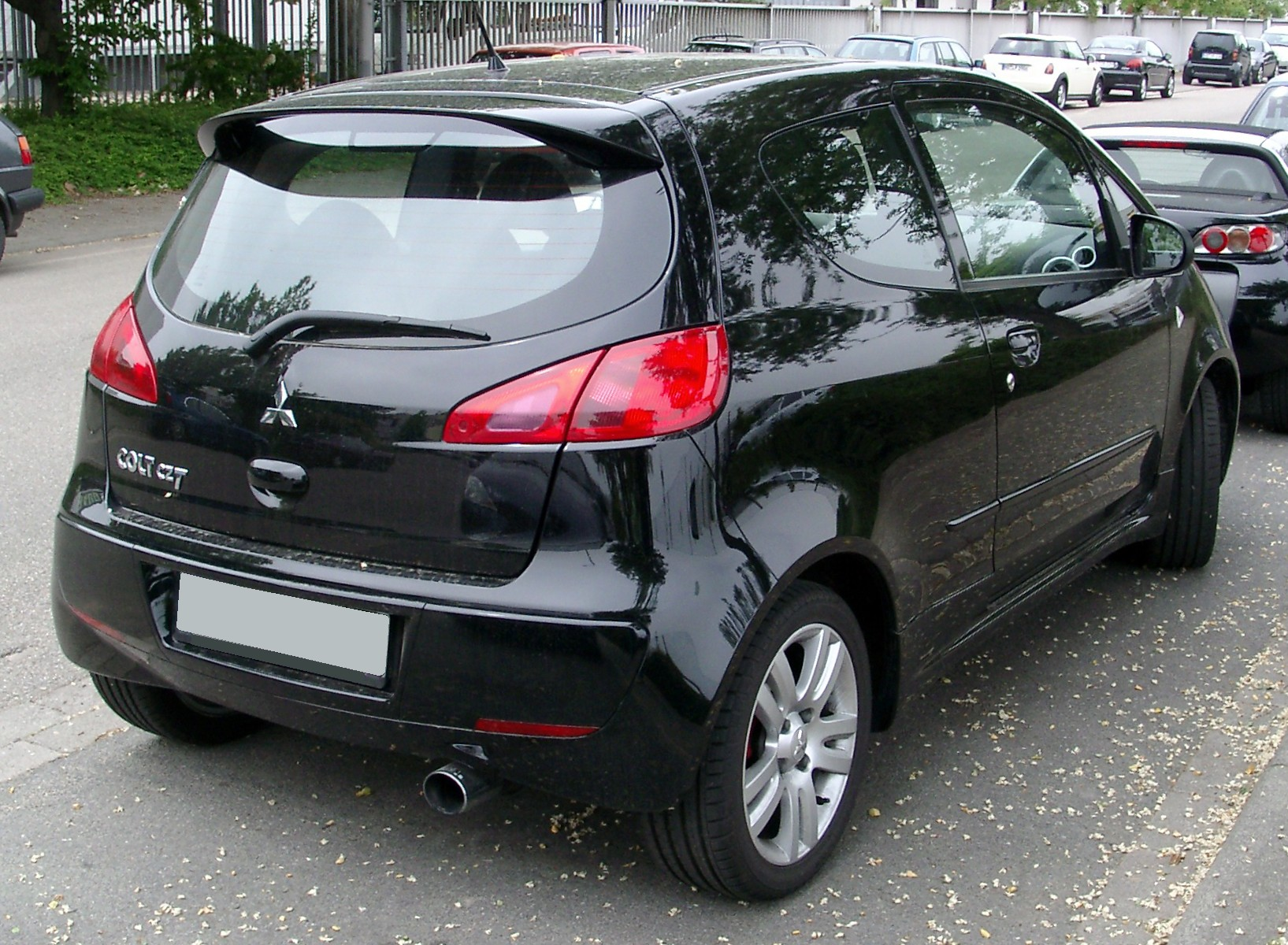
3 portes phase 1
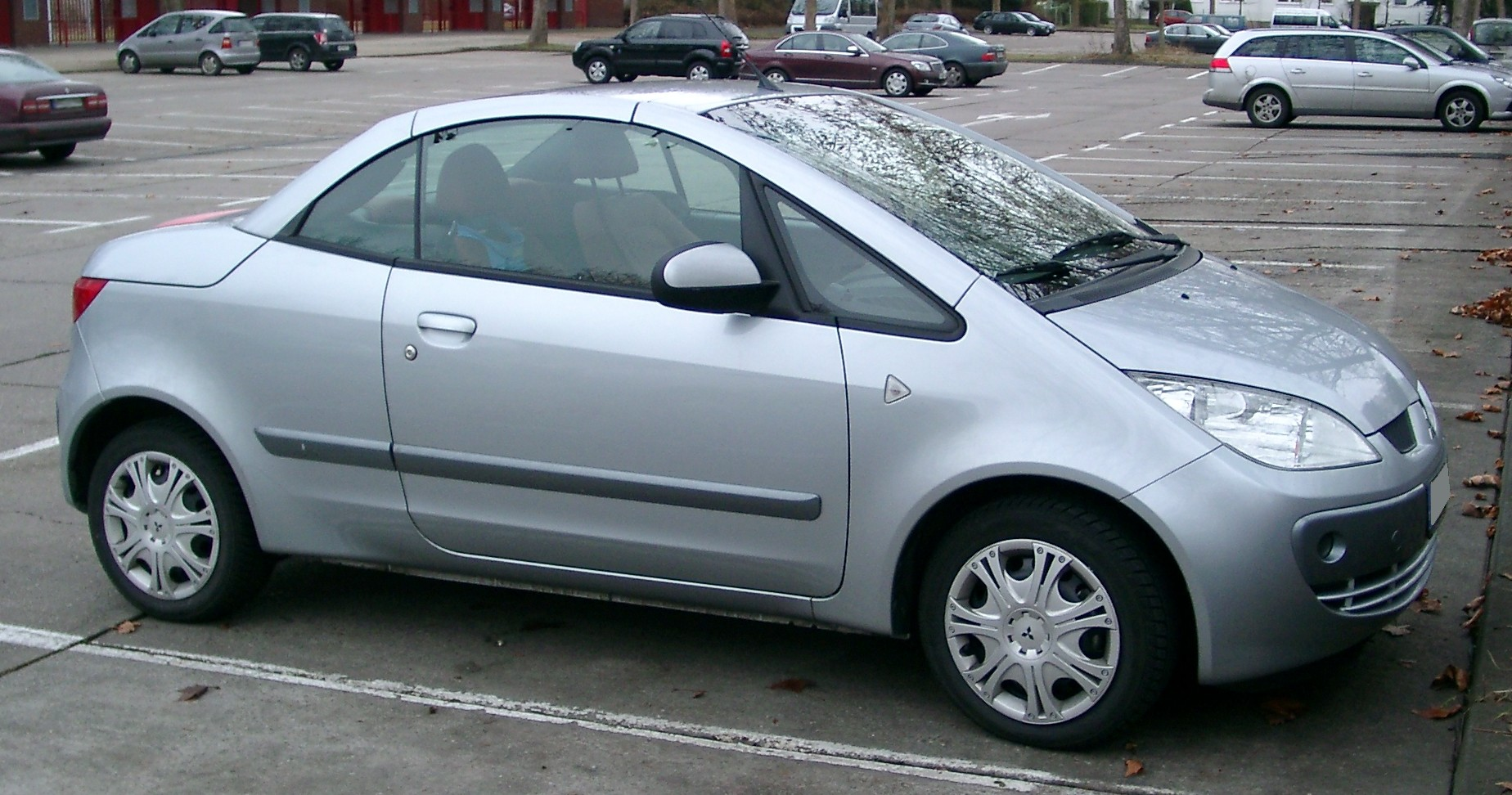
Mitsubishi Colt CZC Pininfarina
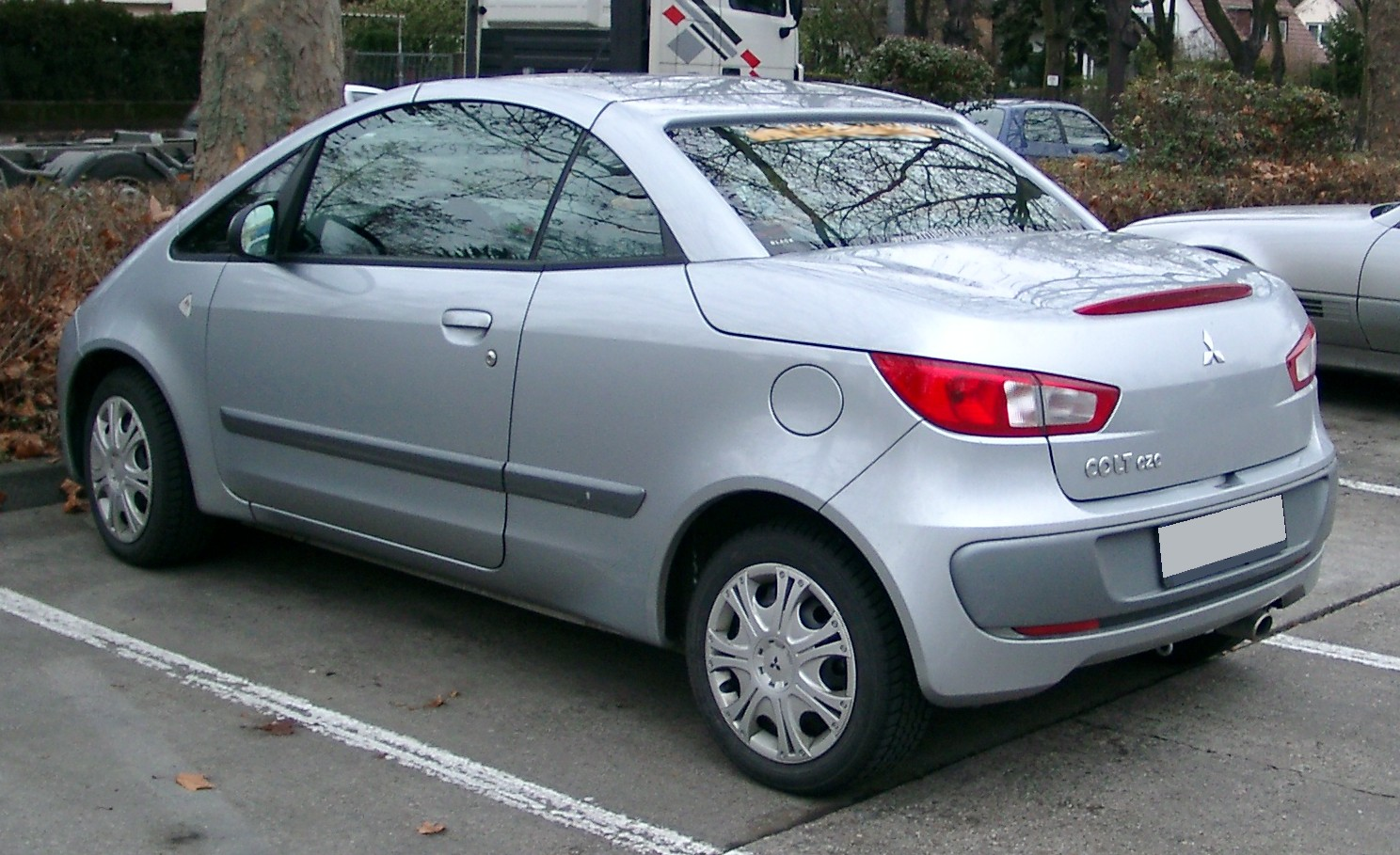
Mitsubishi Colt CZC Pininfarina
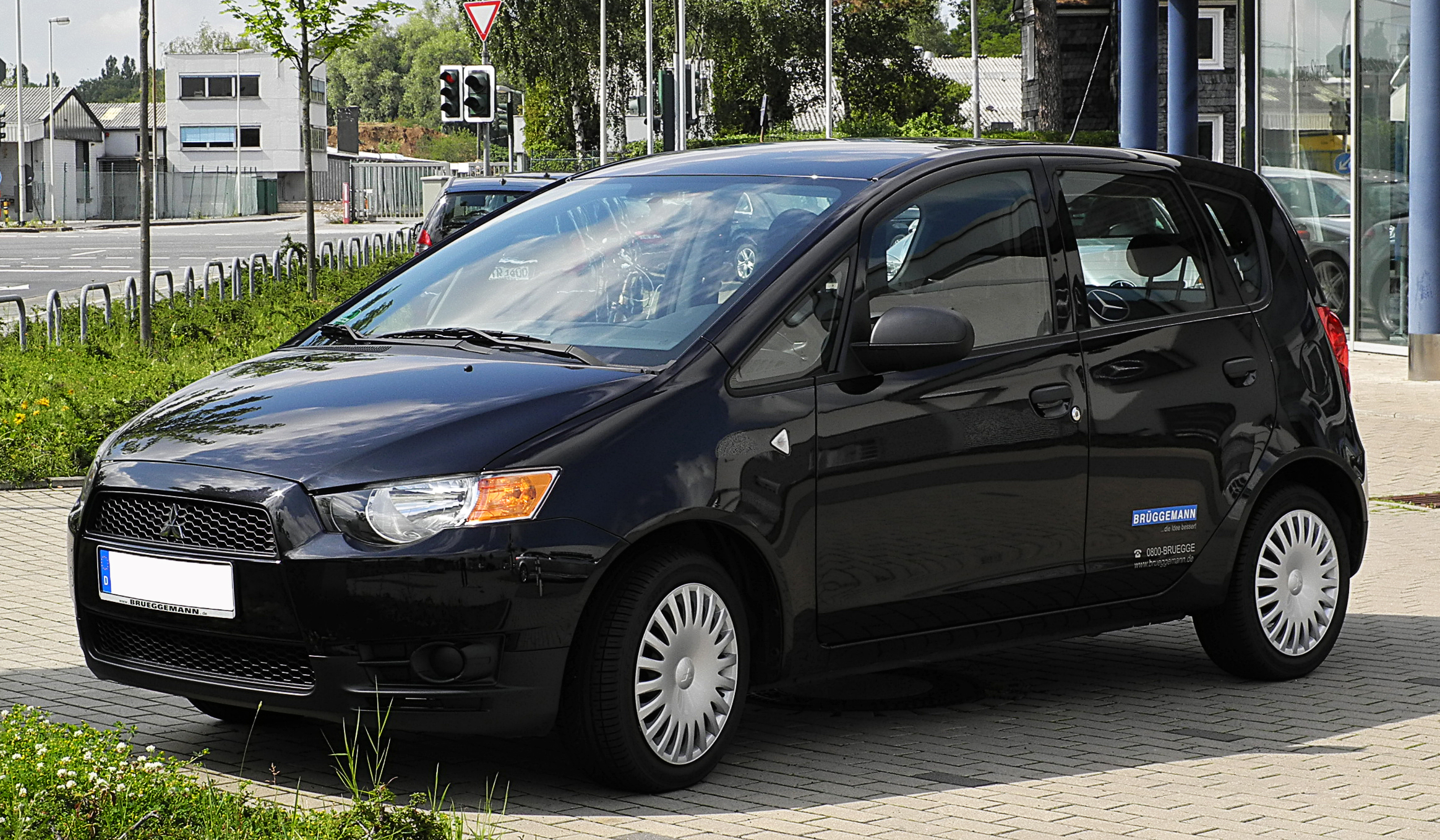
5 portes phase 2
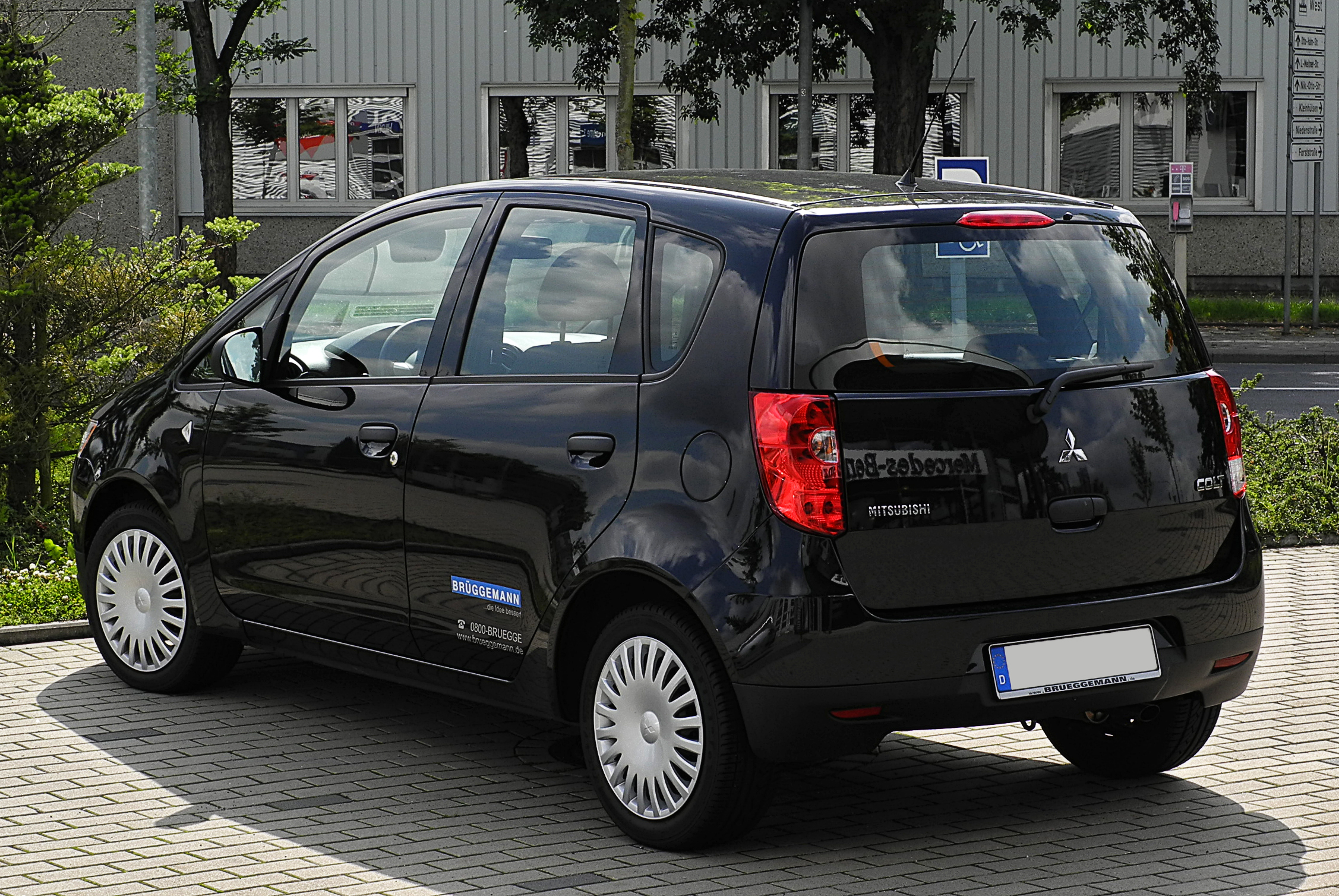
5 portes phase 2
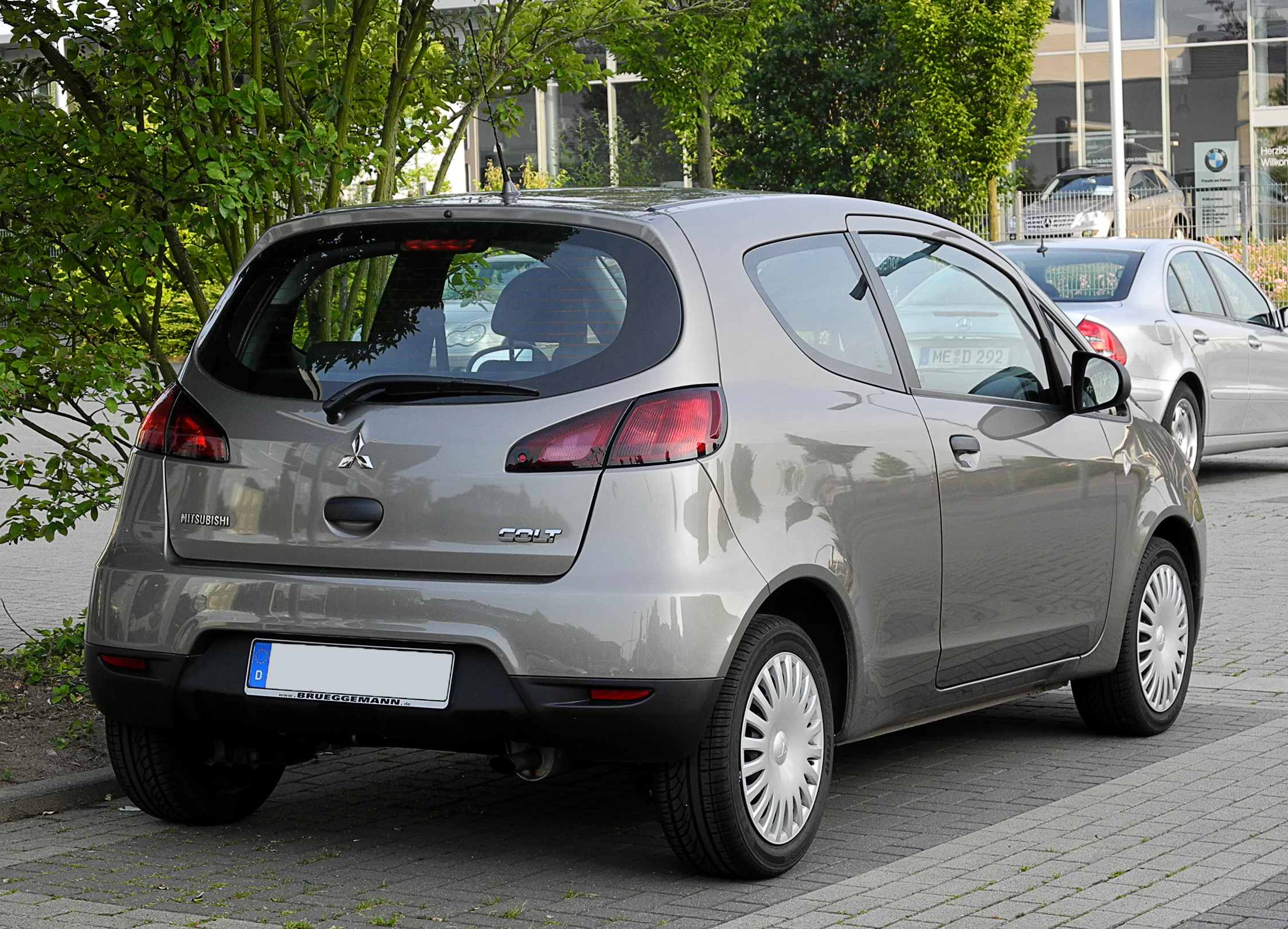
3 portes phase 2
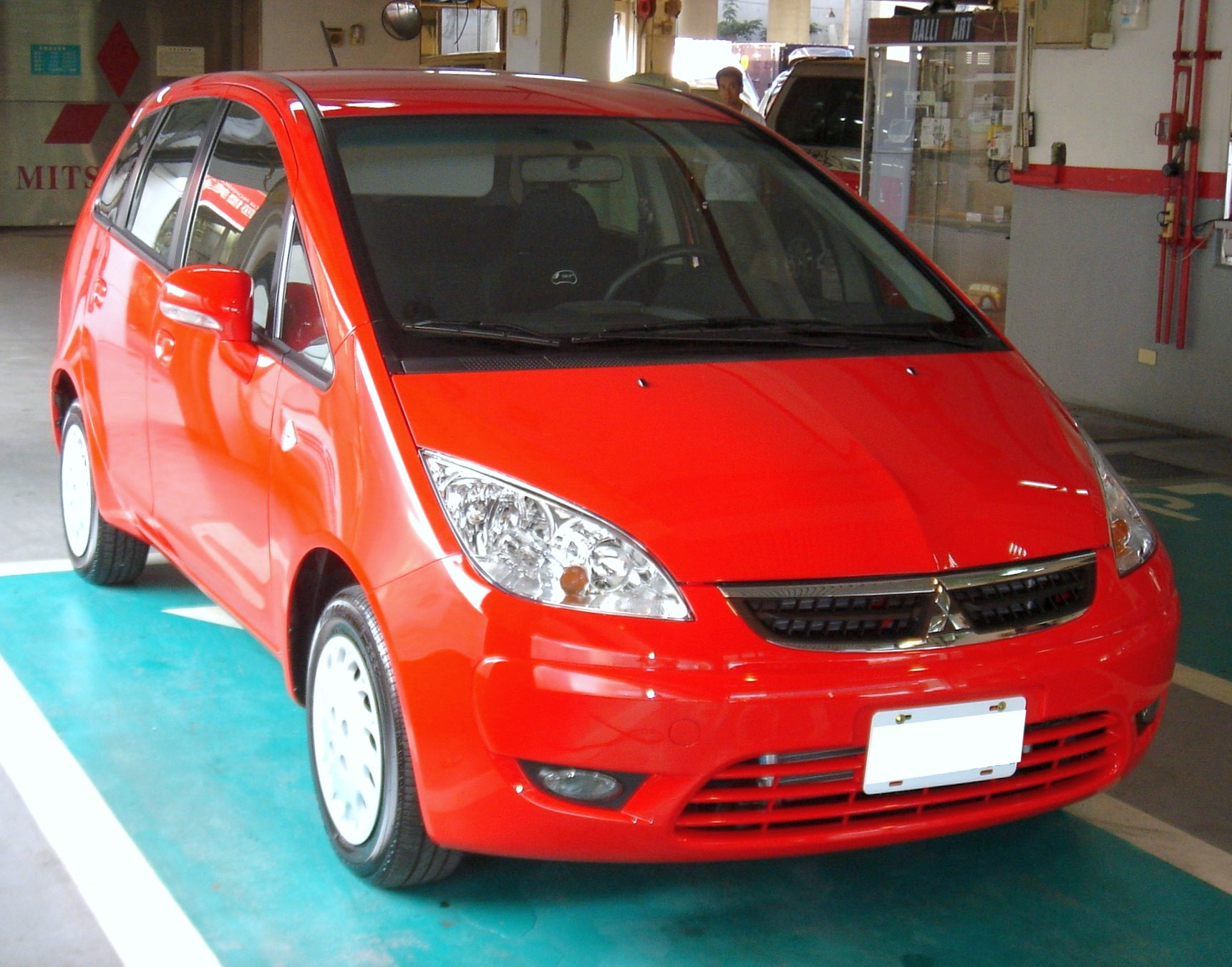
Mitsubishi Colt Plus phase 1
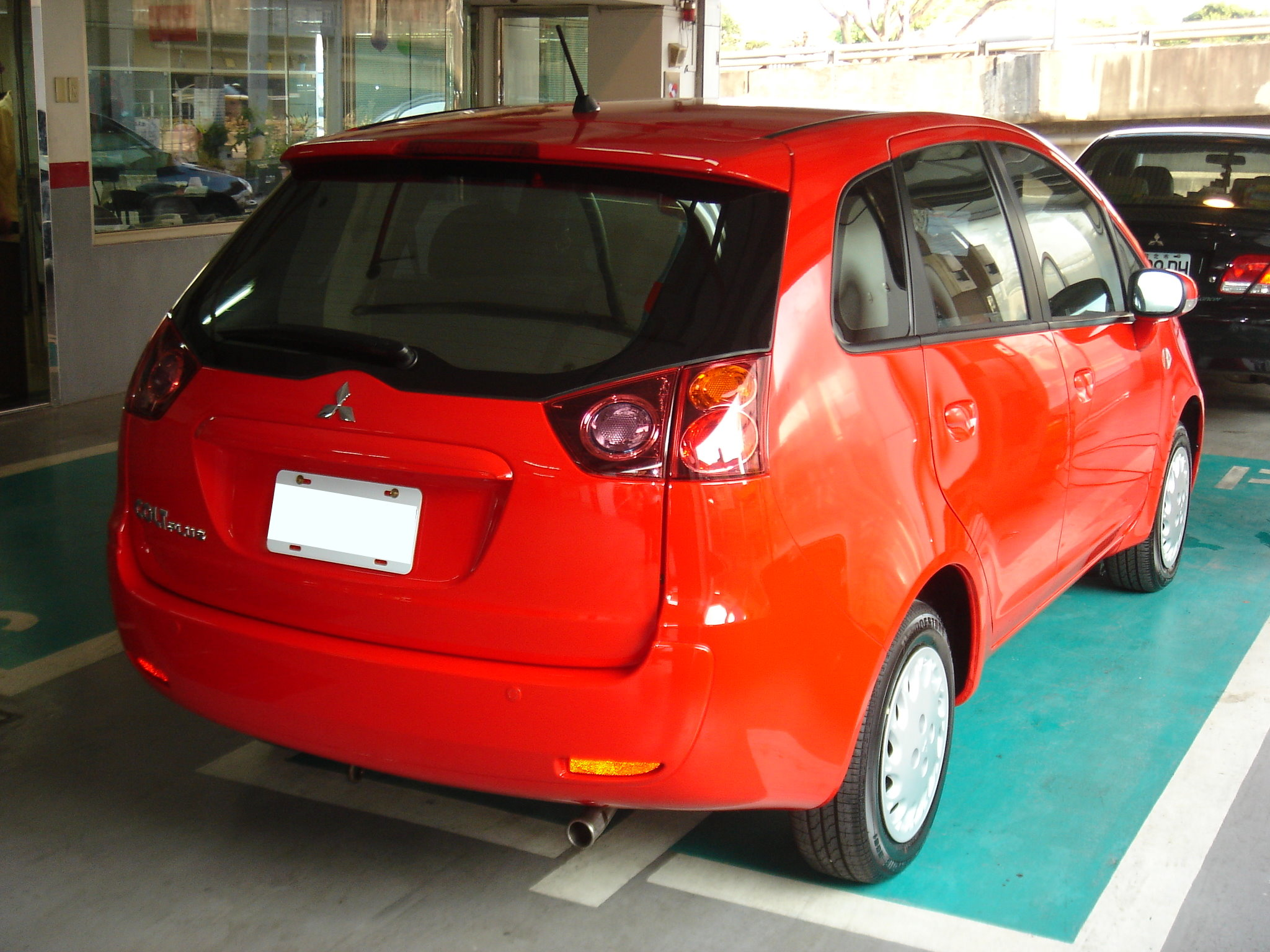
Mitsubishi Colt Plus phase 1
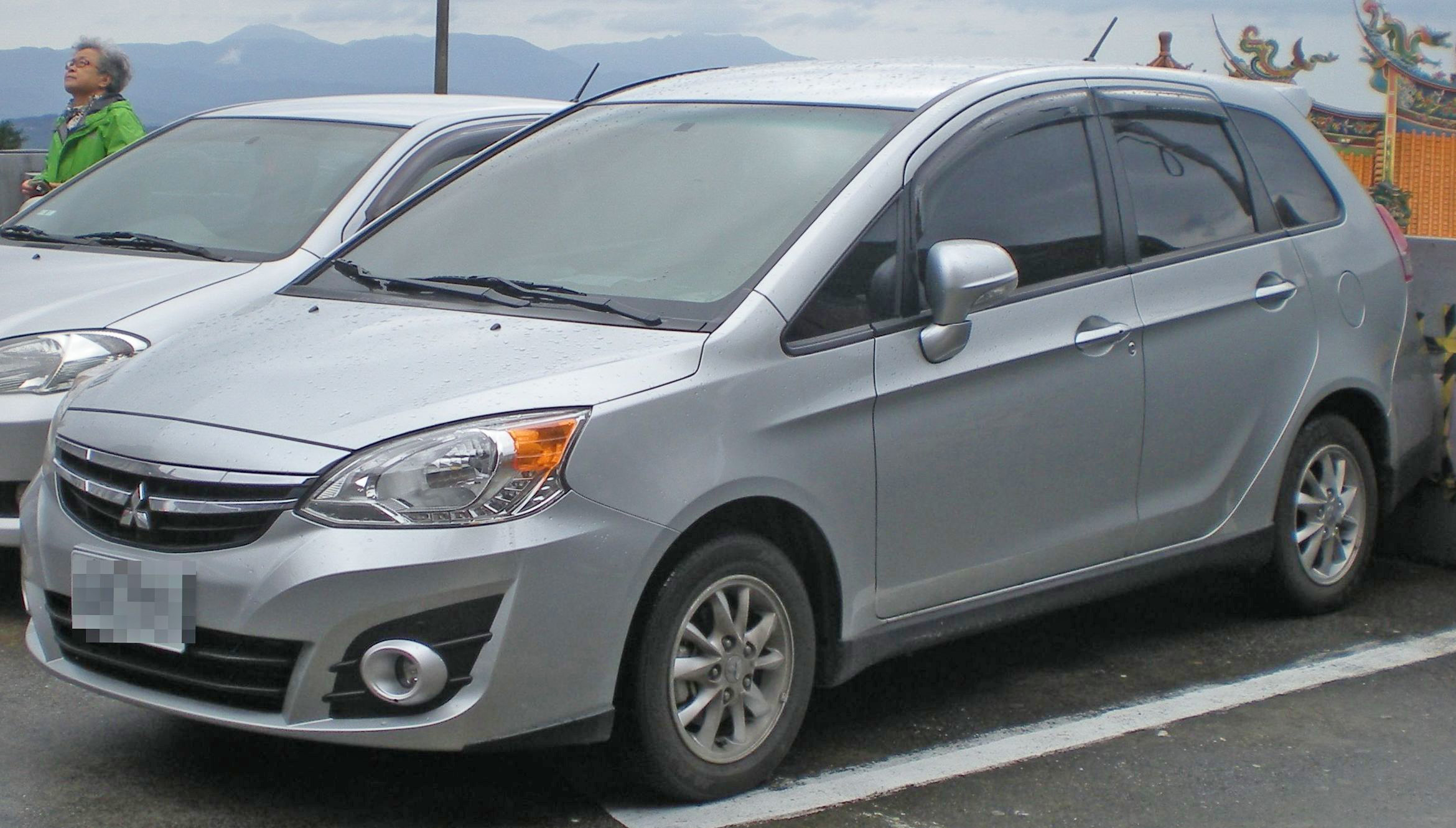
Mitsubishi Colt Plus phase 2
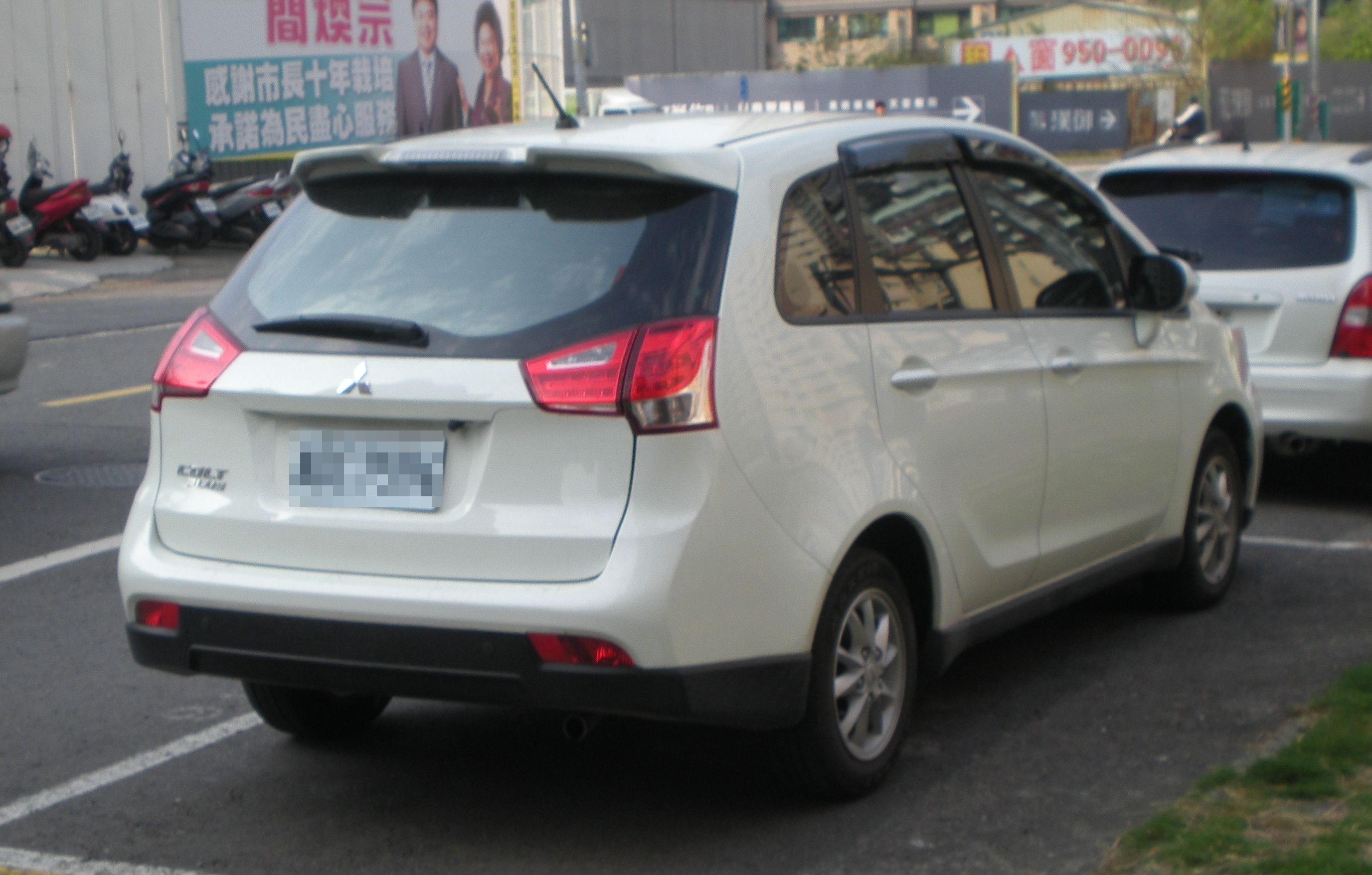
Mitsubishi Colt Plus phase 2
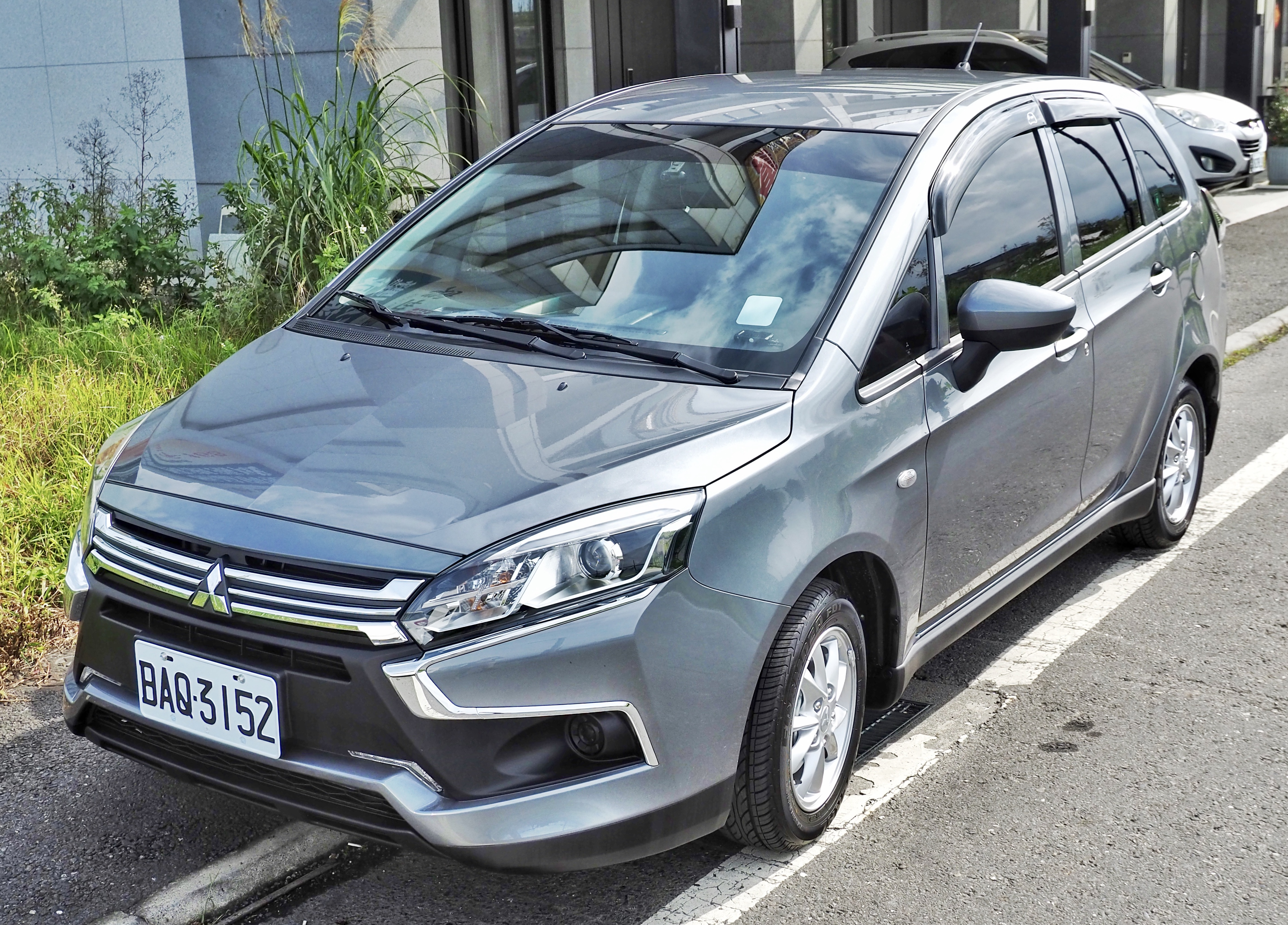
Mitsubishi Colt Plus phase 3
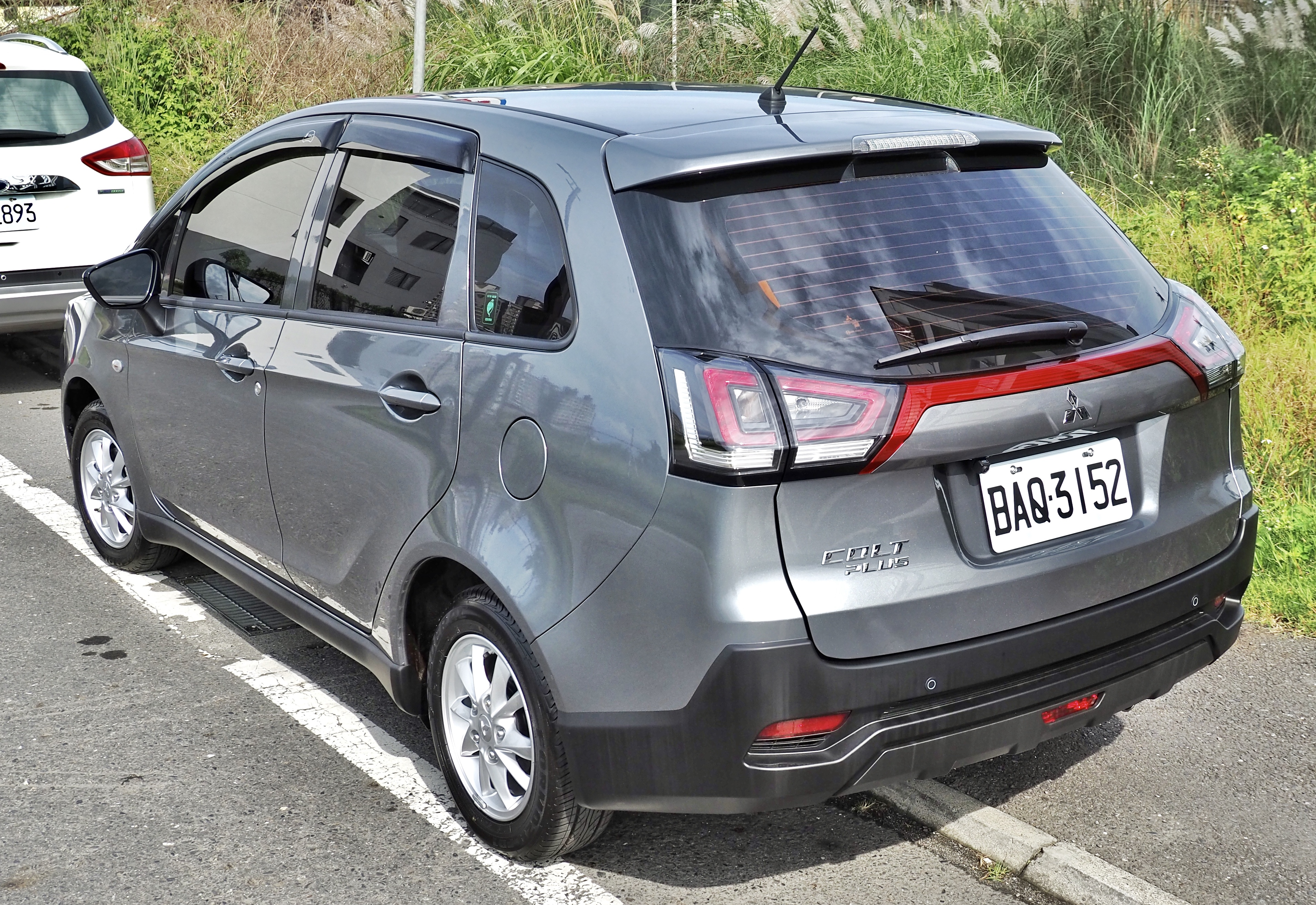
Mitsubishi Colt Plus phase 3

### Septième génération (2023-)

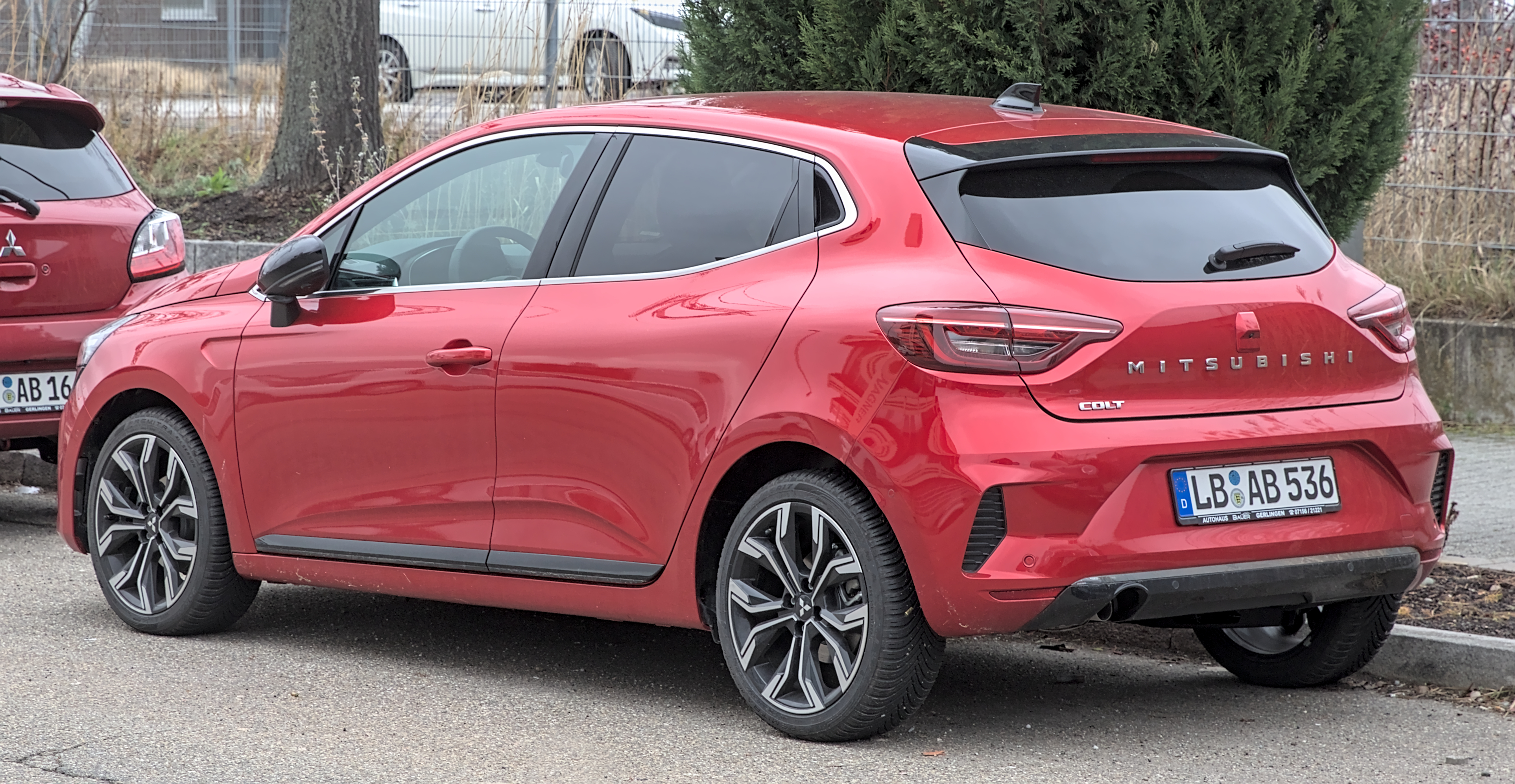
Mitsubishi Colt VII Face arrière

En avril 2022, le constructeur annonce l'arrivée en automne 2023 d'une 7e génération de Colt. Une première image officielle de cette nouvelle génération a été dévoilée à cette occasion.
La 7e génération de Colt a été officiellement présentée le 8 juin 2023,. Sans surprise, il s'agit simplement d'une Renault Clio V rebadgée, fabriquée comme cette dernière à Bursa, en Turquie,,. Elle est cependant réservée exclusivement au marché européen.

#### Caractéristiques techniques
La citadine, basée sur la Renault Clio V et sa plate-forme modulaire CMF-B,, est proposée en version hybride.
Finitions
- Inform[18]
- Invite
- Business
- Intense
- Instyle